# Signalisation routière bilingue
La signalisation bilingue (ou, par extension multilingue) consiste en la représentation sur un même panneau de signalisation d'inscriptions en deux langues ou plus. Son utilisation est réglementairement réservée à des situations locales où est en vigueur le bilinguisme administratif (régions bilingues ou frontalières) ou bien où il existe un important trafic touristique ou commercial (aéroports, gares, ports, points-frontières, villes touristiques, itinéraires internationaux, sièges d'autorités internationales) ; on en trouve parfois aussi dans les quartiers où la proportion d'immigrés originaires d'une même zone linguistique est élevée. Dans un sens plus extensif, elle inclut, dans les régions où coexistent des langues transcrites en alphabets non latins, la translittération des toponymes et l'éventuelle traduction des textes complémentaires. La tendance générale est plutôt de remplacer les informations qui devraient être fournies en plusieurs langues par des symboles et des pictogrammes standardisés au niveau international et représentatifs du contenu de l'information. L'emploi de la signalisation bilingue est sans doute le principal instrument symbolique de perception et d'institutionnalisation de la réalité bilingue d'un territoire.

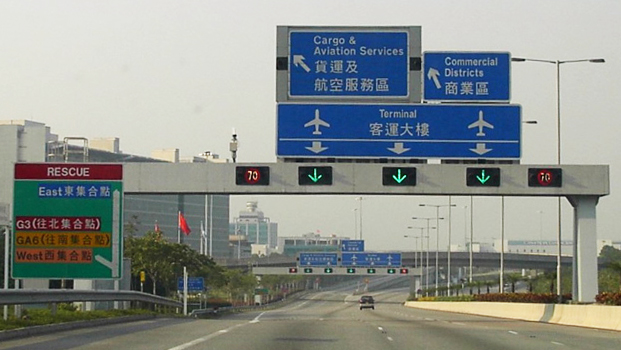
Signalisation bilingue anglais/chinois à Hong Kong.

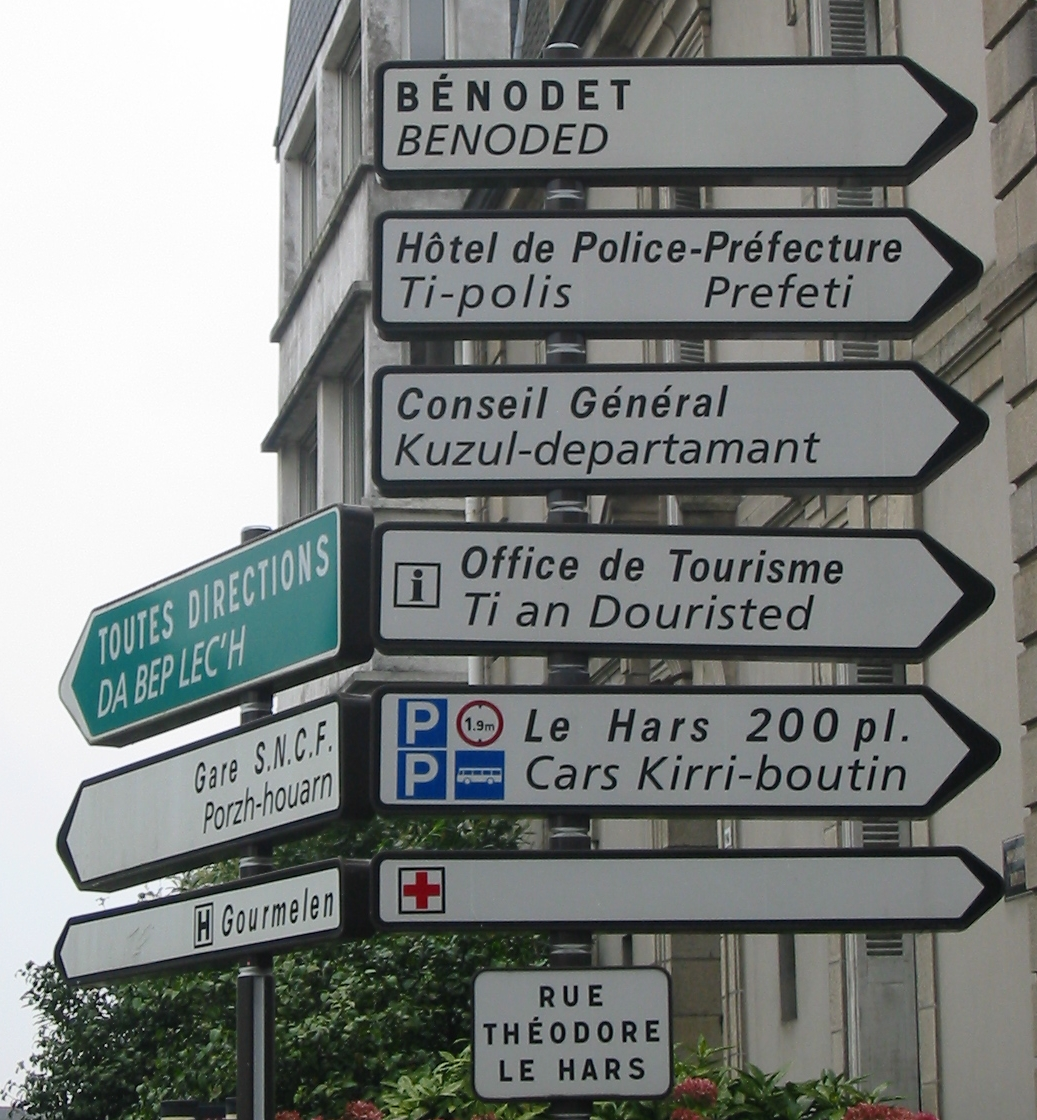
Signalisation bilingue français/breton à Quimper (Bretagne).

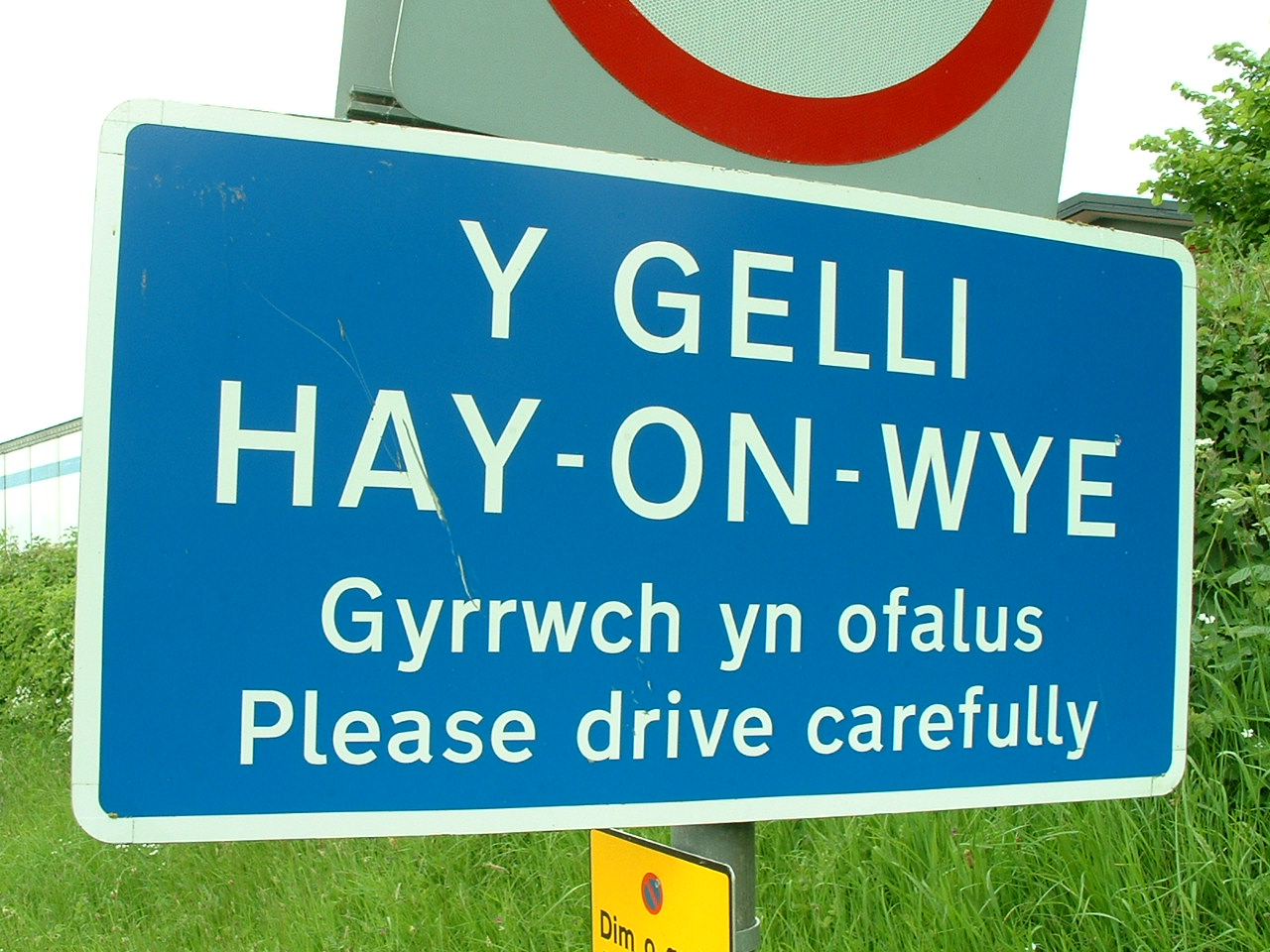
Panneau de signalisation à Hay-on-Wye (Pays de Galles).

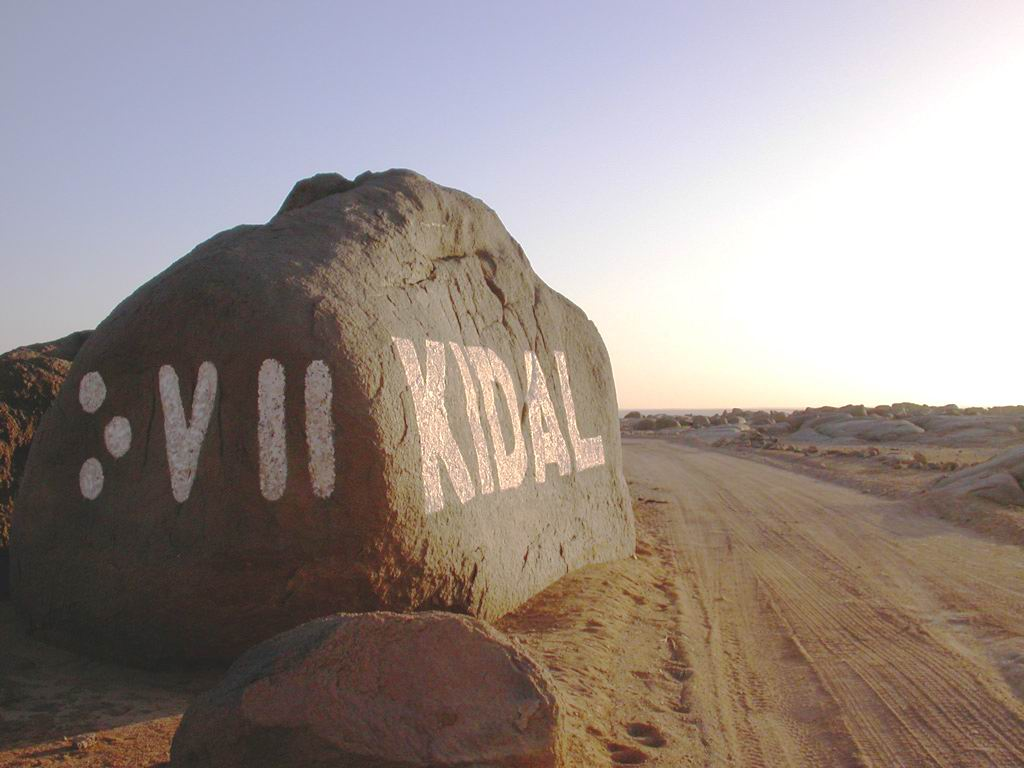
Signalisation bilingue à l'entrée de Kidal (Mali). Sur le côté gauche du rocher, Kidal est transcrit en caractères tifinagh.

## Évolution

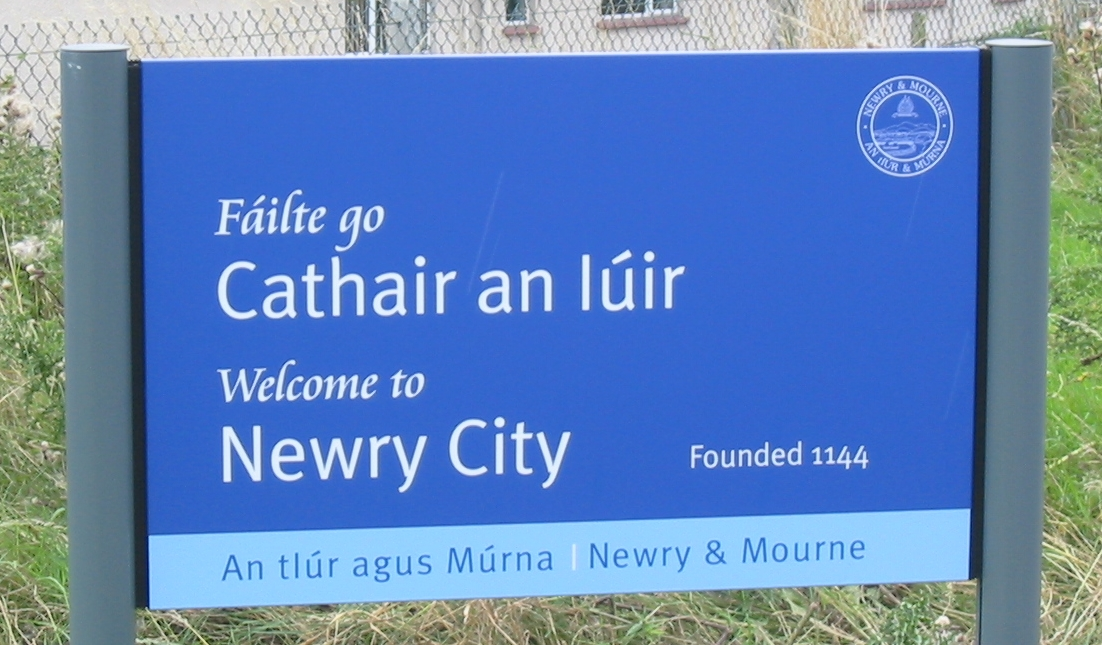
Panneau de bienvenue à Newry (en Irlande du Nord) en irlandais et en anglais.

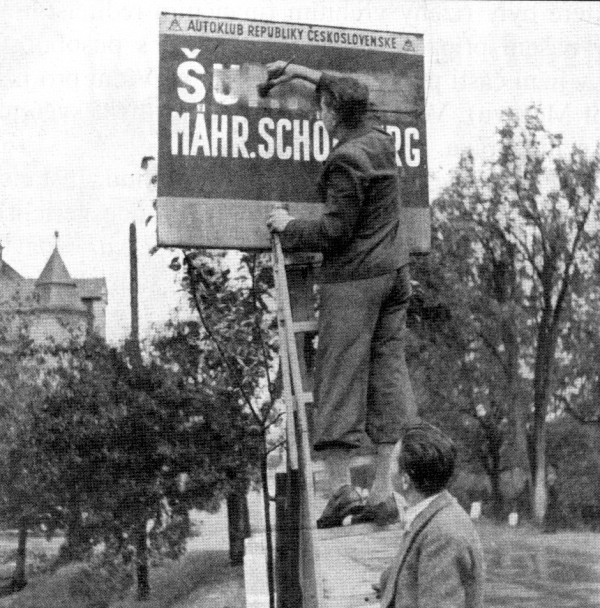
Nom tchèque de Šumperk-Mährisch Schönberg effacé par les Allemands des Sudètes après l'annexion nazie de la Tchécoslovaquie en 1938.

L'utilisation de la signalisation bilingue a augmenté considérablement[réf. souhaitée] durant la fin du XXe siècle, en particulier dans le monde occidental et démocratique, étant donné les forts mouvements migratoires, ainsi que grâce à l'augmentation de la protection des droits des minorités ethniques et linguistiques et également grâce à la non-correspondance entre les frontières administratives des États et les divisions ethno-linguistiques. Les premiers cas de signalisation bilingue s'appliquaient à des situations comme celle de Bruxelles en Belgique, où au début du XXe siècle l'utilisation du modèle du siècle précédent (assumant un État formé d'une nation culturellement homogène) a mené à des revendications de protections linguistiques importantes pour la langue néerlandaise (pourtant majoritaire dans le pays, en dépit du plus grand prestige du français) ce qui a déclenché un long processus de reconnaissance officielle de l'utilisation des deux langues. Un deuxième exemple est celui du Tyrol du Sud (aujourd'hui nommé Haut-Adige) d'expression allemande, mais annexé par l'Italie à la suite de la Première Guerre mondiale et qui fut ensuite la cible de politiques d'assimilations (comme l'italianisation des toponymes). Pour respecter les traités internationaux, on procéda à l'application de mesures de protection et de reconnaissance officielle des deux langues. Ces deux cas concernent cependant des territoires stratégiques où les habitants parlent une langue reconnue et pleinement officielle dans les pays voisins. Les seules alternatives à la protection officielle seraient donc l'annexion plus ou moins forcée par l'autre État (les multiples tentatives de reprise de l'Alsace) ou alors l'accès à l'indépendance (comme dans le cas de l'Irlande), ou encore l'assimilation plus ou moins forcée à la culture nationale (comme dans le cas de la francisation de l'Alsace en France). Le premier exemple de revendication d'une langue « régionale » remonte à l'expérience de revitalisation de la langue catalane en Espagne, avant la période franquiste, et habilement reprise à la fin de cette dernière, pour ensuite devenir un modèle de protection linguistique qui sera imité dans la plupart des régions autonomes d'Europe et qui servira de point de départ pour la Convention-cadre pour la protection des minorités nationales (Conseil de l'Europe).
L'emploi de la signalisation bilingue est souvent représentatif du niveau de protection et du niveau de multilinguisme effectif sur un territoire donné, ou du moins de la phase d'évolution des revendications de protection :
1. La forme la plus élémentaire de protection est l'emploi de simples indications toponymiques dans les panneaux de signalisation (habituellement pour les noms des villes et des routes, ou les indications touristiques et culturelles), parfois sans aucun contrôle officiel et en utilisant un lettrage plus petit que la version « officielle ». Dans ces cas, les indications ne sont jamais transcrites dans les documents officiels, et la langue nationale conserve une plus grande visibilité et un plus grand prestige par rapport à la langue locale, qui est reléguée au rang de dialecte. On retrouve dans cette catégorie, par exemple, les communautés frisonnes de l'Allemagne.
2. Une forme plus avancée de protection consiste en l'utilisation généralisée de panneaux bilingues affichant la langue nationale en premier et la langue locale en deuxième, tant sur les signalisations de lieux que sur les panneaux de direction. On utilise normalement des caractères de même taille mais des polices d'écritures différentes. Les indications complémentaires sont habituellement inscrites dans la langue nationale seulement, afin de ne pas alourdir le texte affiché sur les panneaux. Il s'agit ici d'une solution de compromis entre l'opportunité de donner une visibilité semblable aux deux langues et le désir de maintenir la prévalence officielle de la langue nationale. Cette forme correspond au cas de la Corse, par exemple.
3. La troisième forme de protection est l'évolution naturelle de la deuxième. Elle consiste en l'application du bilinguisme signalétique intégral, qui affiche les deux langues de façon égale, incluant les informations complémentaires, sur tous les types de panneaux, d'après un ordre de priorité habituellement basé sur la prévalence linguiste des habitants pour une région donnée. Dans ce cas, les langues ont la même importance réelle, ou on remarque une légère dominance de la langue locale. Cette catégorie représente l'application effective du bilinguisme dans la signalisation. Cette forme correspond au cas de la Province autonome de Bolzano, par exemple.
4. La forme la plus extrême de protection se manifeste par le passage à l'affichage monolingue utilisant la langue locale comme seul véhicule de transmission des informations, reléguant la langue nationale au second plan (au moins du point de vue de la visibilité). Cette forme correspond au cas de la Catalogne en Espagne.
5. La majeure partie des autres cas possibles représente des situations hybrides, s'insérant parmi les catégories décrites ci-dessus.

Il existe également des cas où l'on remarque que les différentes autorités responsables des routes appliquent différents standards. Habituellement ces réseaux locaux et urbains affichent une forme plus avancée de bilinguisme (mais souvent, sinon toujours avec comme résultat un manque d'uniformité et de standardisation, aux limites de la conformité normative), alors que le réseau routier national révèle des difficultés majeures d'application du même niveau de bilinguisme (bien qu'il soit plus conforme et mieux standardisé, lorsque présent).

## Problématique liée à son implantation
L'implantation de la signalisation bilingue (ou multilingue) sur un territoire requiert donc un important effort d'organisation et de coordination de la part des autorités locales et présente autant d'avantages que d'inconvénients. Parmi les avantages habituellement notés, on retrouve :
- L'utilité accrue de cette signalisation bilingue dans les régions frontalières, pour établir une continuité d'intercommunication avec les pays voisins, dans l'optique de l'intégration des différentes communautés.
- Le renforcement de la perception de l'identité et de la spécificité d'un lieu, le liant à la langue qui devient l'un de ses traits les plus représentatifs. La signalisation devient le principal véhicule visuel qui établit officiellement l'effet rassembleur d'une langue régionale ou minoritaire.
- La contrainte d'utiliser le plus possible des pictogrammes faciles à comprendre, ainsi que l'obligation de concevoir avec soin la présentation des panneaux, afin d'y afficher, à l'intérieur d'un espace raisonnable, toutes les informations devant être transmises en plus d'une langue ainsi que d'en garantir la compréhension immédiate.
- L'incitation à normaliser l'orthographe des toponymes et des diverses variantes locales.

Parmi les inconvénients de la signalisation bilingue, on retrouve :
- Le dédoublement des textes qui peuvent causer des problèmes de sécurité lorsque les informations sont difficiles à comprendre ou mal présentées sur le panneau.
- La répétition dans les textes complémentaires, dans le cas de langues régionales, d'informations déjà présentes dans la version nationale et déjà compréhensibles par les utilisateurs.
- Divers problèmes relatifs à l'adaptation des standards nationaux à la situation bilingue, à la coordination de l'officialisation des toponymes minoritaires et à la normalisation linguistique.
- Une augmentation des dépenses reliées à la plus grande dimension des panneaux de signalisation bilingue.
- Une prévisible opposition « politique » de la part des gouvernements centraux (particulièrement dans les pays non démocratiques et/ou centralisateurs) ainsi que de la part des groupes nationalistes.

Une étude a été réalisée en 2000 par l’institut de recherches en transport, de l’Université de Leeds, à la demande de l'Assemblée de Galles, afin de déterminer si la signalisation bilingue pouvait créer des problèmes de sécurité routière pour les conducteurs (étant donné l'augmentation de la quantité de texte). La conclusion démontre qu'en présence d'un affichage conçu correctement, il n'existe pas de différence dans les temps de réponses des conducteurs pour saisir l'information présentée sur un panneau bilingue.

## Signalisation routière bilingue dans les pays francophones

### Algérie, Maroc et Tunisie

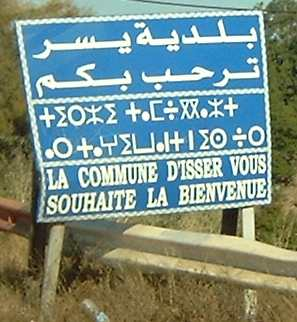
Panneau de bienvenue en arabe, berbère (tifinaghe) et français à Isser en Kabylie (Algérie).

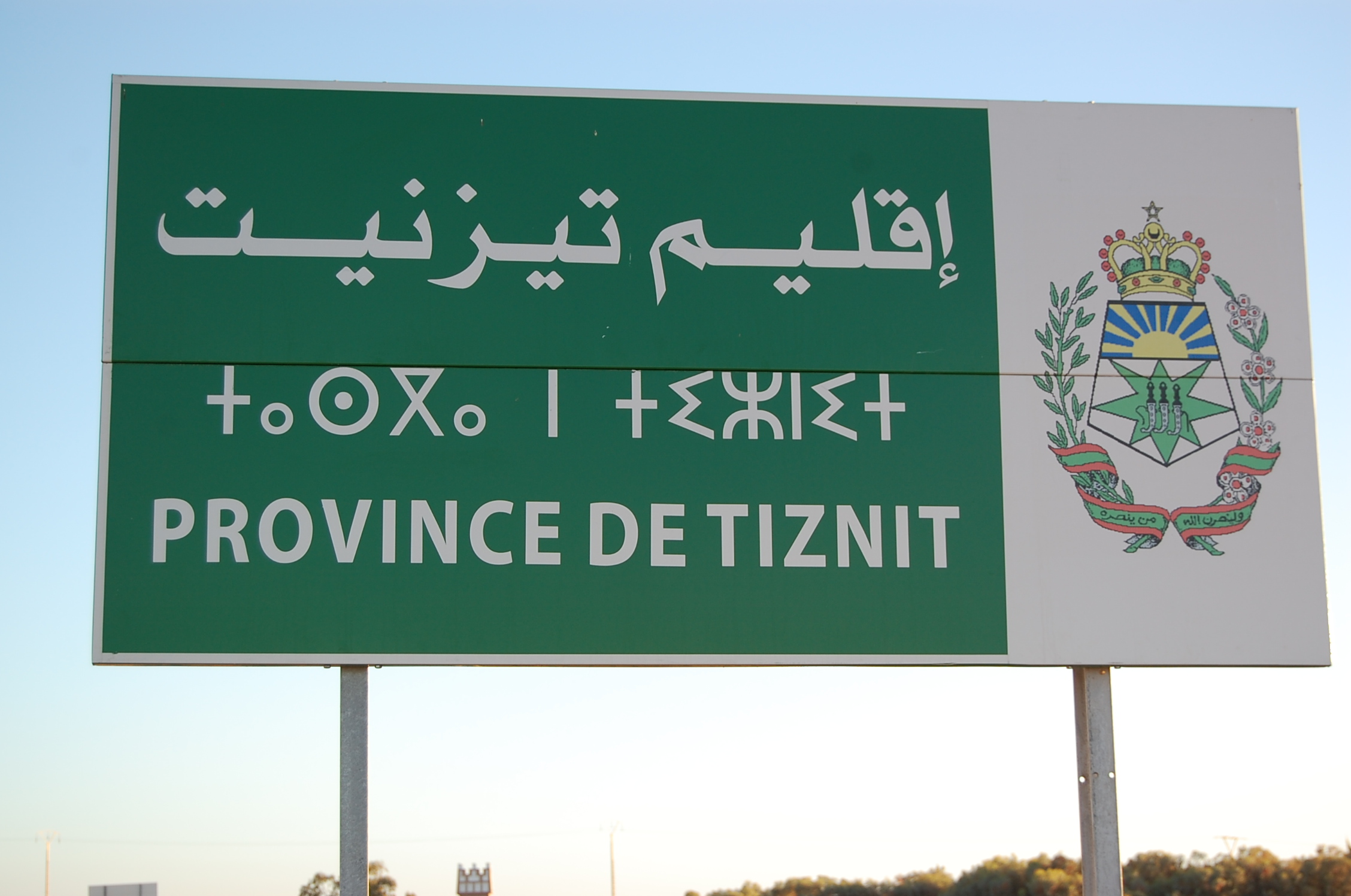
Panneau de bienvenue en arabe, berbère (tifinaghe) et français à Tiznit (Maroc).

L'Algérie, le Maroc et la Tunisie faisaient partie du second espace colonial français. Bien que la langue officielle soit l'arabe (au côté du berbère en Algérie et Maroc) l'utilisation du français, et le bilinguisme de fait sont donc largement répandus et tolérés. La signalisation des indications et des lieux sur les routes principales et dans les zones touristiques et urbaines adopte le modèle européen et affiche la double forme en arabe et en français. Les toponymes mineurs utilisent habituellement une transcription francisée. Les noms de rues sont également bilingues. Les symboles internationaux qui sont habituellement affichés avec des caractères latins (comme le « STOP » ou le « P ») sont accompagnés de la version en arabe (« قف/STOP »). Les informations complémentaires sont au contraire affichées exclusivement en arabe (قف), en particulier dans les régions intérieures.

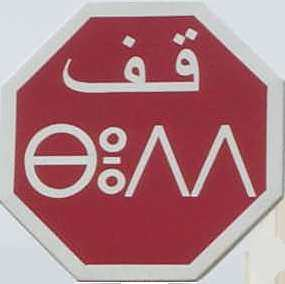
Panneau stop à Nador (Maroc) en arabe et berbère, apparu le 29 avril 2003 et disparu durant la nuit.

Dans ces pays (en particulier en Algérie et au Maroc), la langue berbère est assez répandue, et ses locuteurs tentent depuis longtemps d'obtenir une reconnaissance officielle. Parmi les diverses revendications se trouve celle d'une signalisation trilingue qui inclurait le berbère, mais jusqu'à maintenant, les autorités nationales se sont opposées à cette demande. La problématique de cette langue se pose dans les innombrables dialectes qui existent en Afrique du nord et dans sa transcription latine, arabe ou tifinagh.

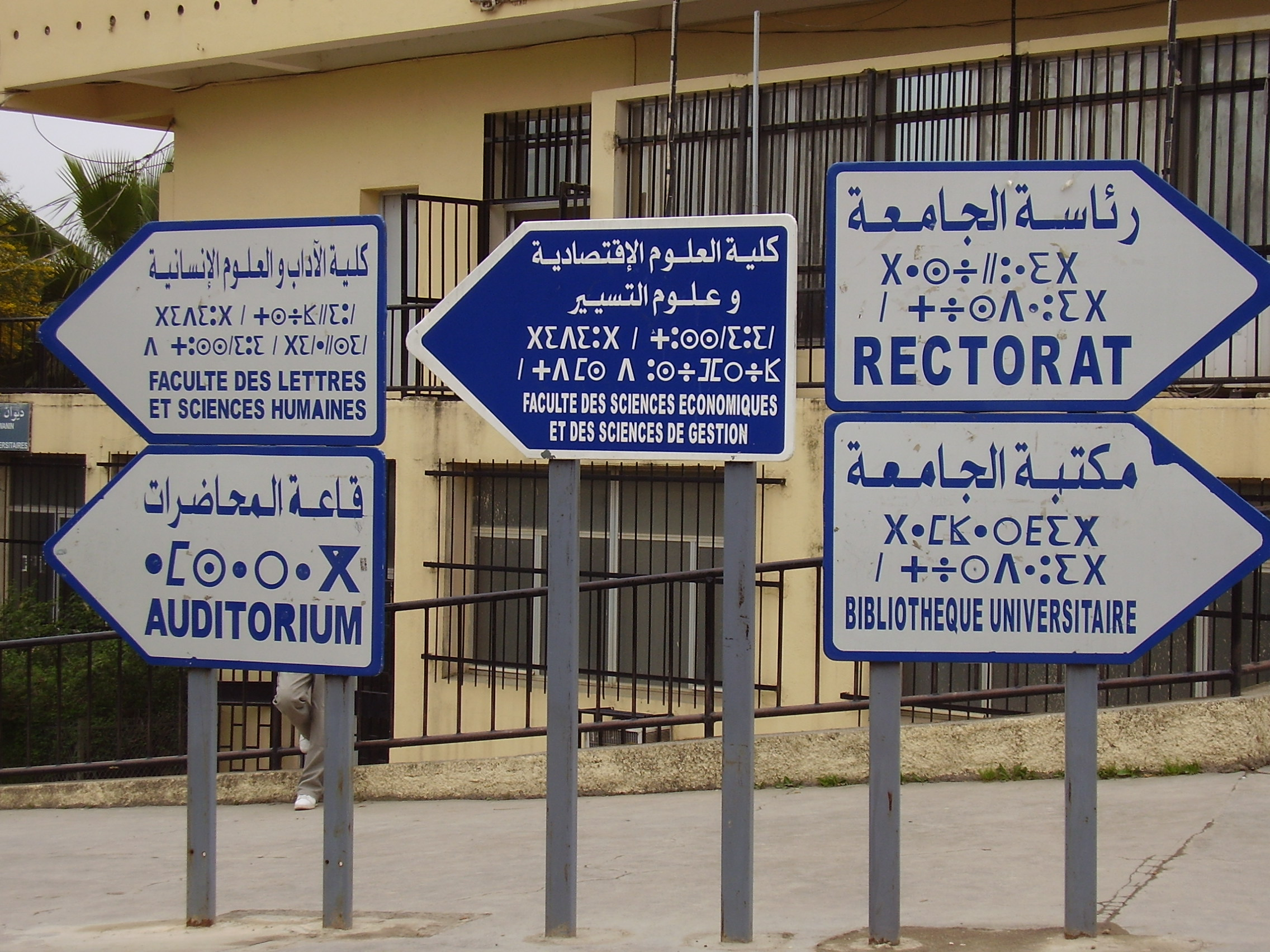
Panneau de signalisation trilingue incluant une version en tifinagh, à Tizi-Ouzou en Kabylie (Algérie).

En Kabylie, une région d'Algérie, plusieurs communes berbérophones ont pris l'initiative d'utiliser une signalisation trilingue incluant le berbère (écrit en alphabet tifinaghe), ce qui donne à cette langue une visibilité de fait nationale.
La Kabylie est la seule région nord-africaine d'où les panneaux sont trilingues en arabe berbère tifinagh ou berbère latin, ainsi qu'en français.
La situation au Maroc est différente. Au début 2003, l'Institut royal de la culture amazighe décida d'adopter officiellement l'alphabet tifinaghe pour enseigner le berbère à l'école. La municipalité de Nador (dans le Rif majoritairement berbèrophone), décida ensuite, le 29 avril 2003, d'introduire une signalisation locale écrite en berbère rifain (elle aussi avec l'alphabet tifinaghe). Cette politique ne resta en vigueur que durant quelques heures, après quoi le ministre de l'intérieur Mostapha Sahel annula la décision du conseil municipal et donna l'ordre de retirer tous les panneaux berbères visibles dans la cité.
Le 1er juillet 2011, la Constitution approuvée par référendum à plus de 98 %, fait de l'amazighe (langue berbère) une langue officielle du Maroc, après l'arabe, et institue un Conseil national des langues et de la culture marocaine chargé notamment de la protection et du développement des langues arabe et amazighe.

### Belgique

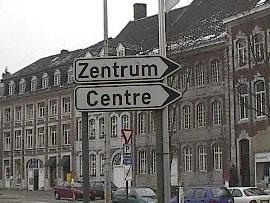
Signalisation bilingue en allemand et en français à Eupen.

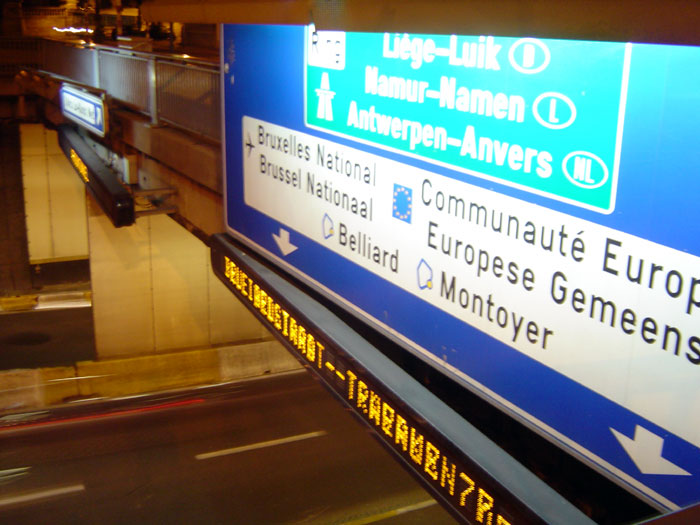
Panneau bilingue en français et néerlandais à Bruxelles.

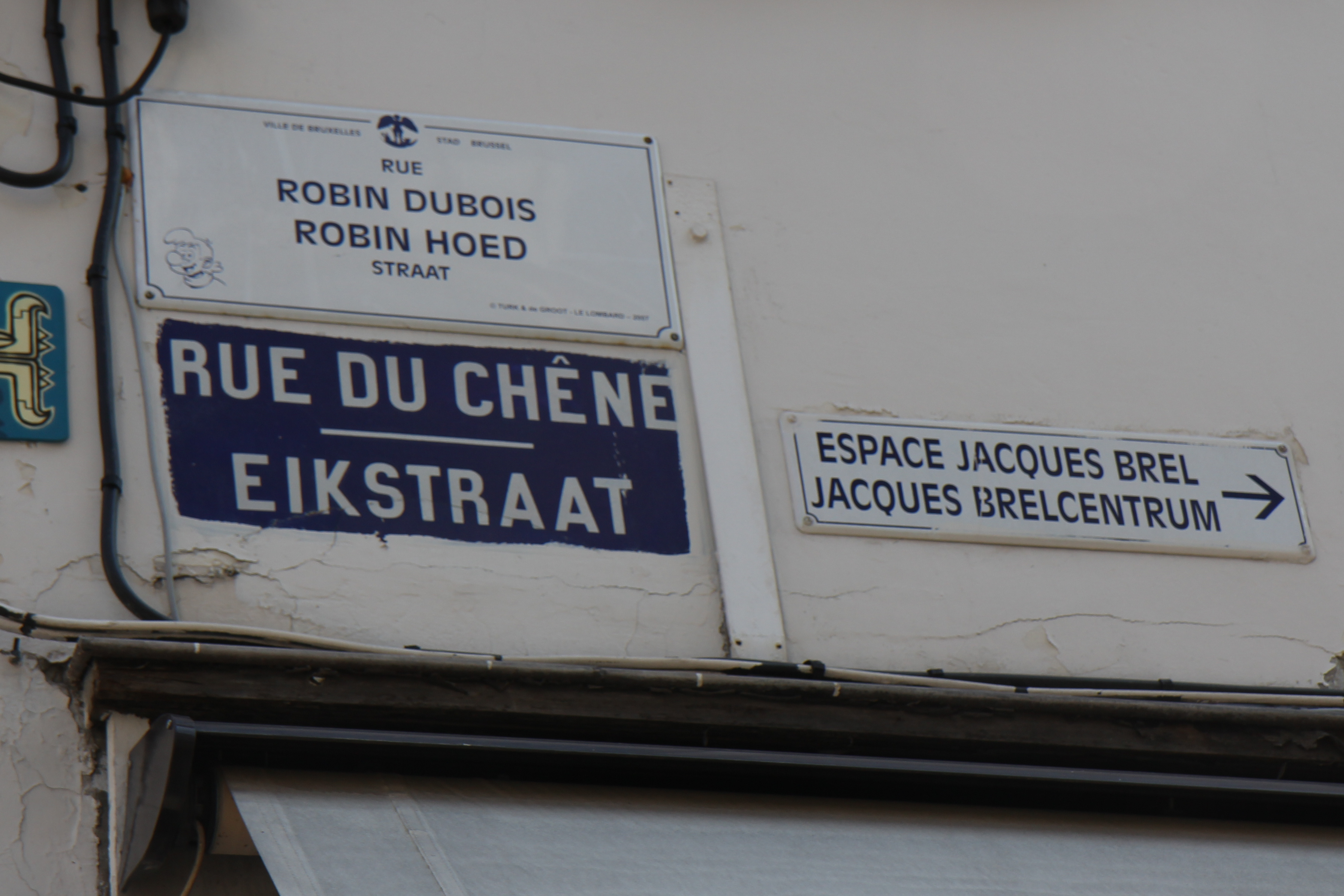
Signalisation bilingue (français et néerlandais) à Bruxelles.

En Belgique, la région de Bruxelles est bilingue français-néerlandais. Toute la signalisation locale est affichée dans la double forme linguistique en utilisant un lettrage identique. À l'inverse, la plus grande partie des régions flamande et wallonne sont respectivement de langue néerlandaise et française. Plutôt que d'afficher des panneaux dans les deux langues sur toute l'étendue du royaume, les deux communautés belges ont choisi une signalisation purement unilingue. La situation est d'ailleurs conflictuelle, les rares panneaux bilingues étant régulièrement vandalisés.
Cette situation rend la signalisation difficile pour les directions des villes qui ont des noms différents dans les deux langues, comme Rijsel/Lille ou Bergen/Mons. Pour faciliter la vie aux visiteurs étrangers, il a finalement été décidé d'ajouter entre parenthèses le nom des villes étrangères dans leur popre langue en plus du nom dans la langue du lieu où le panneau est implanté : donc en Flandre Rijsel (Lille) mais Bergen (sans (Mons)) et a fortiori Geraardsbergen (sans (Grammont)).
Dans ces régions, seules les communes à facilités ont une signalisation bilingue. C'est notamment le cas des communes de la Communauté germanophone de Belgique, à la frontière de l'Allemagne, où la langue officielle est l'allemand et où il existe des « facilités » pour les francophones. La signalisation est donc bilingue allemand-français.
Dans les communes à facilités de Flandre, la signalisation est bilingue néerlandais-français. Cependant, les autorités flamandes ont décidé en 2006 de retirer tout caractère officiel à la traduction française des noms des localités flamandes, ce qui aurait pour conséquence de réduire le nombre de panneaux bilingues. (Un panneau situé dans une commune à facilités indiquant par exemple la direction pour Anvers ne doit plus être traduit, et seul Antwerpen sera indiqué.) Cette décision a été cassée par le conseil d'État pour les 40 communes qui possédaient encore à ce moment-là une dénomination officielle. Quoi qu'il en soit, ce n'est pas le cas sur Bruxelles où les plaques sont encore bilingues et ce même pour les noms de villes dont la dénomination n'est plus officielle en Flandre.
Enfin, dans le pays d'Arlon (Arelerland), ancienne partie du Grand-Duché du Luxembourg et région où la langue vernaculaire était le luxembourgeois, certaines indications de nom de rue sont bilingues français-luxembourgeois.

### Canada

#### Langues officielles
Au Canada, la signalisation bilingue français/anglais est la norme à travers le Nouveau-Brunswick, dans 25 régions désignées de l'Ontario et dans certaines localités du Manitoba, ainsi qu'à proximité des zones de transition entre majorité linguistique et sur les routes principales à travers la nation, sauf au Québec où tout est uniquement en français. Seule exception au Québec : la partie de l'autoroute Bonaventure qui est propriété de la Société des Ponts Jacques-Cartier et Champlain Incorporée ainsi que ces deux derniers ponts et leurs approches, ont une signalisation bilingue.
La région de la capitale Ottawa est symboliquement bilingue depuis 2002, tant sur le plan des services que de la signalisation urbaine (nom de rue et quelques panneaux routiers) même si l'anglais domine au sein de la population (où il y a environ 32 % de francophones) et même s'il s'agit d'une région historiquement anglophone.
Par contre, la province de Québec est officiellement francophone et sa toponymie n'utilise que le français, même pour les renseignements complémentaires. Ici, les panneaux STOP deviennent des panneaux ARRÊT, parce que l’emploi de STOP en français, qui date de 1927, y est perçu comme un anglicisme, à l'inverse de l'usage dans les autres pays francophones.

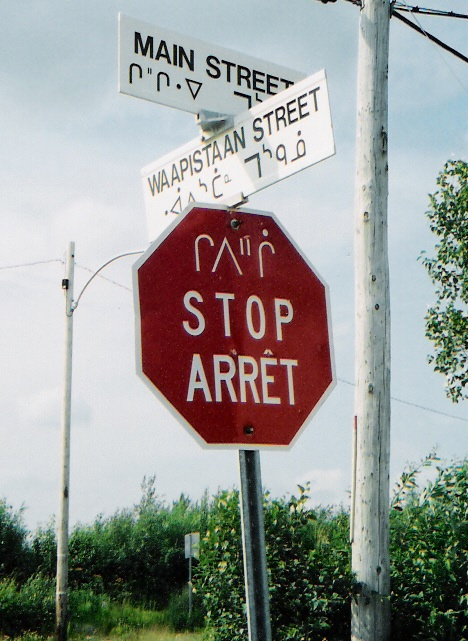
Signalisation routière en cri, anglais et français, à Mistissini (Québec).
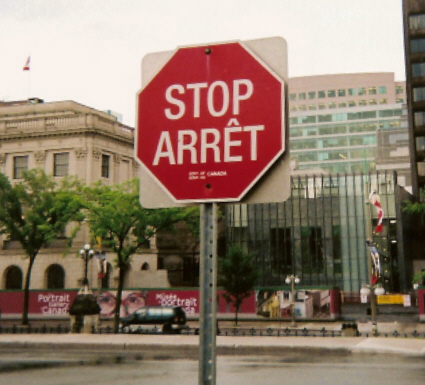
Panneau de stop/arrêt à Ottawa (Ontario).
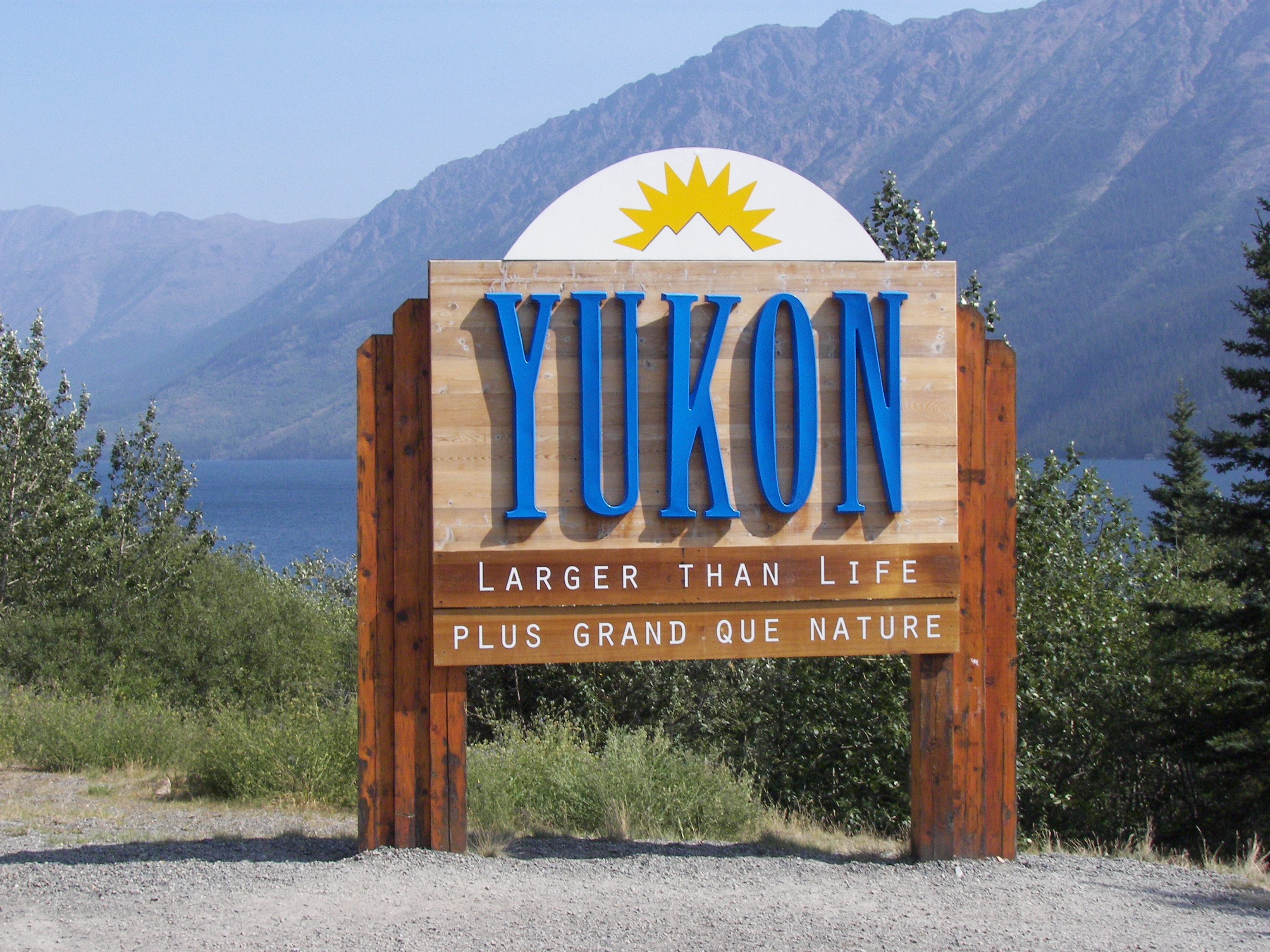
Panneau routier bilingue dans le Yukon.
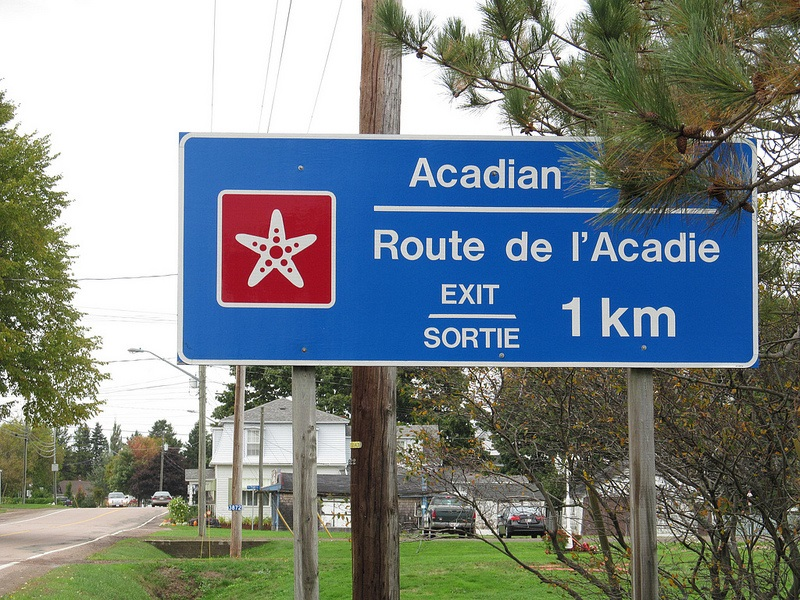
Route de l'Acadie au Nouveau-Brunswick.

#### Langues autochtones
Dans le territoire du Nunavut, au nord du Canada, la signalisation urbaine dans la capitale Iqaluit est affichée en langue inuktitut et en anglais.
Dans la communauté Huron-Wendat, située à proximité de la ville de Québec, les panneaux de signalisation routière bilingue sont affichés en français et en langue wendat, incluant le panneau ARRÊT, qui indique ARRÊT/SETEN.
Dans la communauté cri de Mistissin, la signalisation routière est affichée en langue cri, en anglais et en français.
Le long de la baie James, dans le Nord-du-Québec, les panneaux de signalisation routière sont bilingues français/inuktitut.

### France

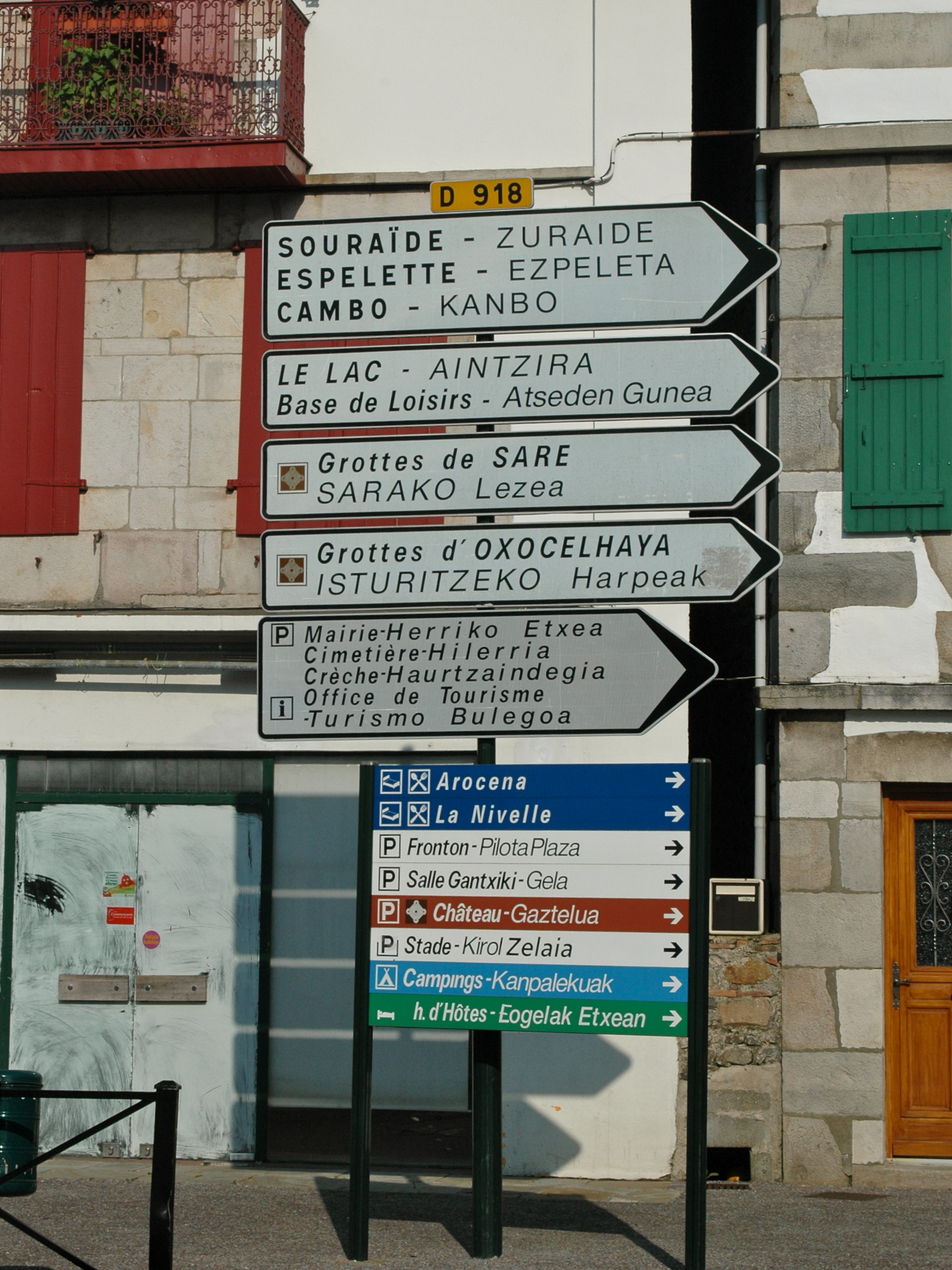
Signalisation bilingue en français et en basque à Saint-Pée-sur-Nivelle (Senpere) dans le département des Pyrénées-Atlantiques.

La signalisation bilingue est utilisée dans certaines régions. Elle se limite à des indications toponymiques de localisation et de direction, et exclut les textes complémentaires qui sont rigoureusement affichés en français seulement. Le texte de la seconde langue est habituellement écrit avec un lettrage de même taille et typographie, mais en italique, afin d'accentuer la différence entre les deux langues et de rendre la signalisation plus lisible.

#### Alsace

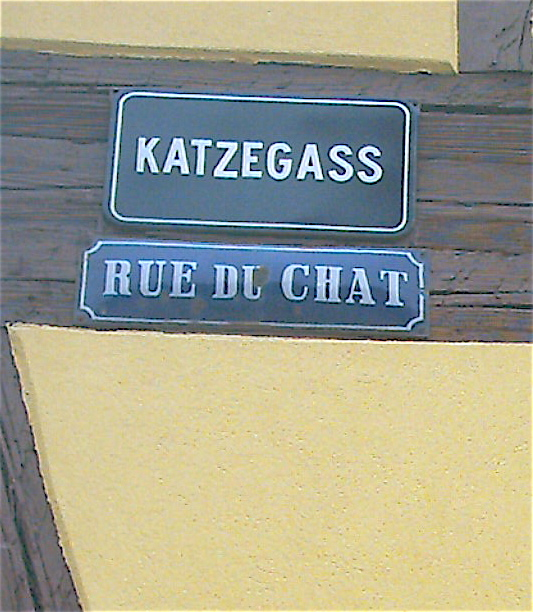
Noms de rue à Erstein, en français et alsacien.

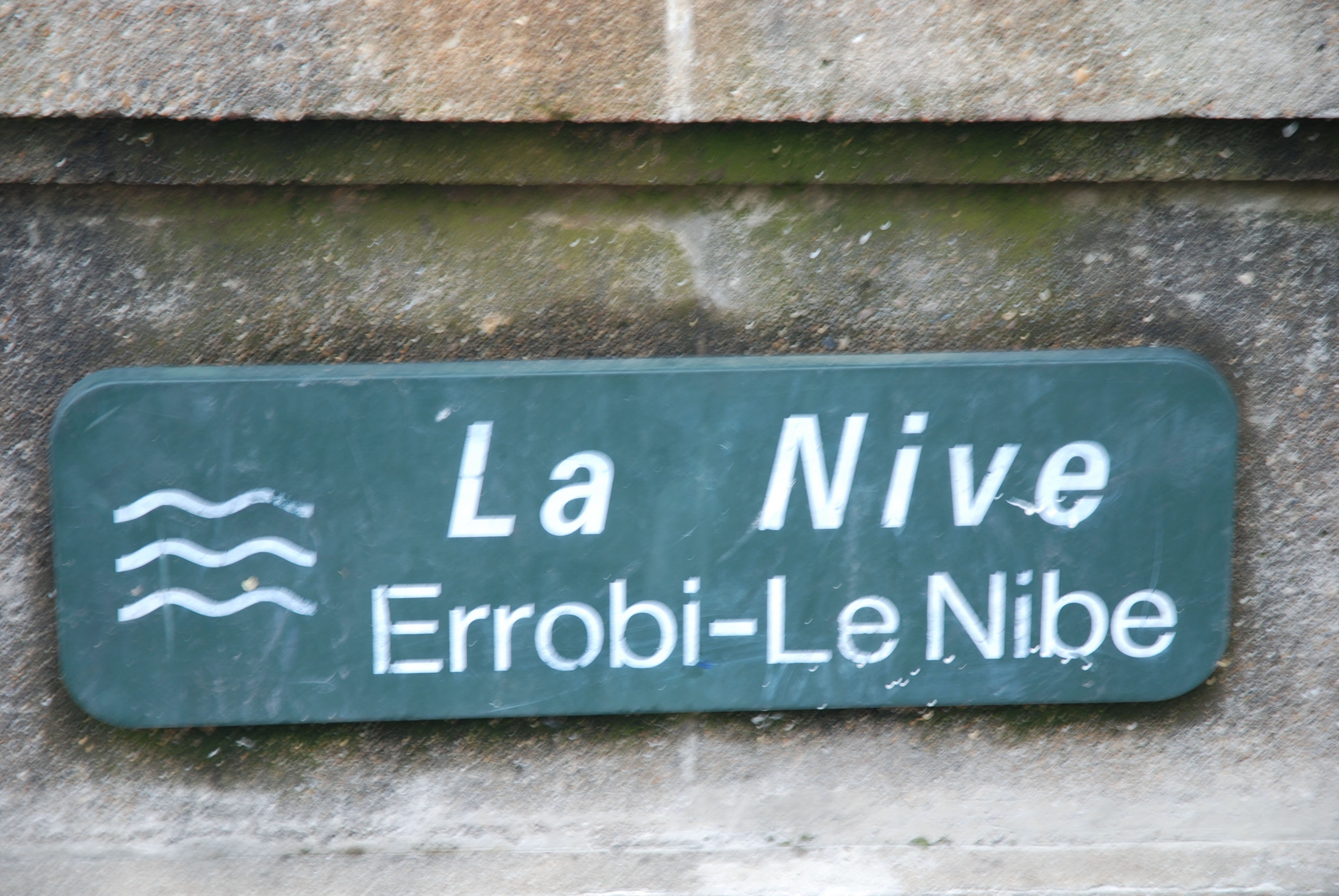
Bayonne : panneau trilingue sur le pont Marengo enjambant la Nive.

En Alsace, où une partie de la population parle alsacien, les toponymes des petites municipalités sont habituellement d'origine allemande (avec quelques adaptations orthographiques francisées). Le français est toutefois la seule langue officielle, utilisée pour tous les panneaux de signalisation routière. Dans le centre historique de Strasbourg, chaque nom de rue est indiqué dans la double forme française/allemande ou dialectale. Cependant, seul le français est reconnu officiellement. Dans  toute la région, de nombreuses villes et villages ont également adopté cette signalétique dont notamment Mulhouse où plus de 106 rues sont bilingues. D'autre part, quelques communes comme Marlenheim ont adopté à l'entrée du village une signalisation routière bilingue.

#### Aquitaine
Dans le département des Pyrénées-Atlantiques (en région Nouvelle-Aquitaine), il est possible de trouver des panneaux de signalisation français/basque sur les routes locales (départementales et communales), ainsi que des doubles panneaux indiquant les frontières des localités (par exemple : Ascain/Azkaine). Le gascon est parlé dans l'agglomération Bayonne-Anglet-Biarritz. La signalisation routière est donc trilingue à Bayonne (français, basque, gascon). A noter que la signalisation du cœur de ville de Pau est bilingue français/occitan du Béarn comme elle est trilingue à Bayonne par endroits (français, basque, occitan-gascon).

#### Bretagne

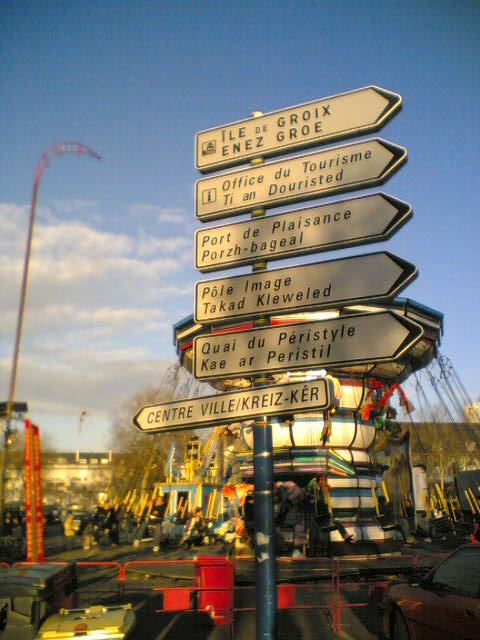
Signalisation bilingue française et bretonne à Lorient.

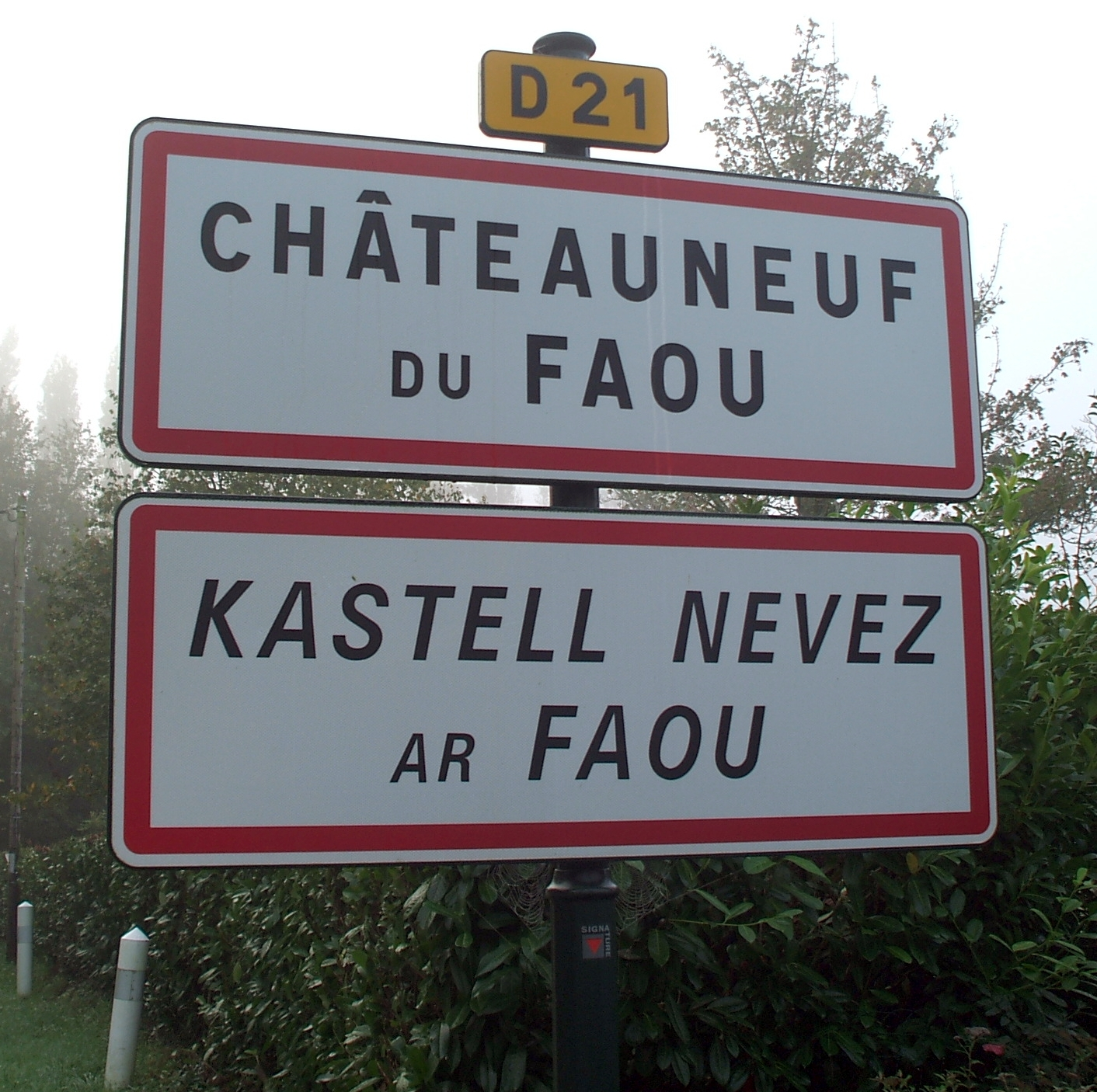
Panneau-type d'entrée d'agglomération bilingue français/breton en Bretagne.

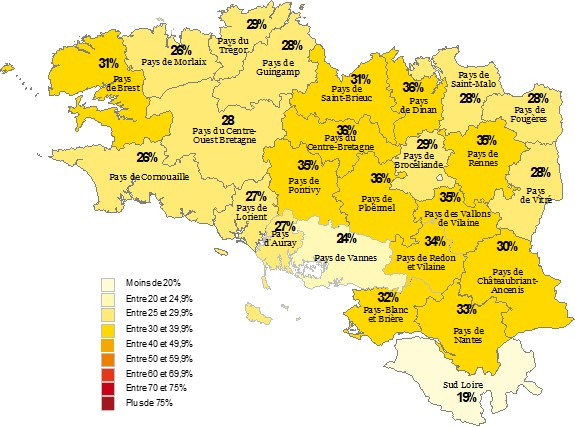
% de la population favorable à la signalisation routière bilingue français/gallo.

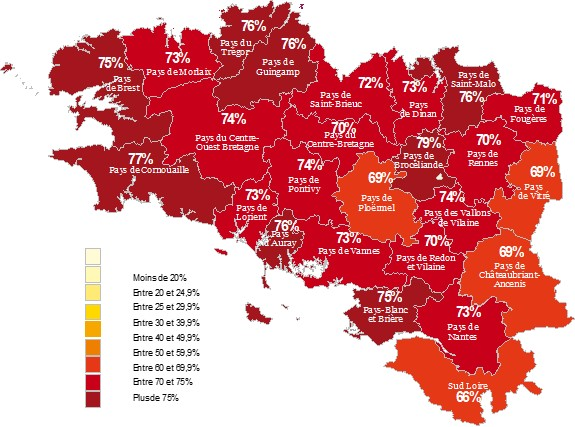
% de la population favorable à la signalisation routière bilingue français/breton.

En Bretagne, la signalisation de localisation et de direction est souvent bilingue avec l'emploi du français et du breton à la fois. Elle a débuté dans le milieu des années 1980 et croît constamment depuis. Elle est particulièrement dense dans les départements de la Bretagne occidentale (Finistère, Morbihan et ouest des Côtes-d'Armor). À l'entrée de centaines de bourgs et de villes, des panneaux d'agglomérations indiquent le nom de la commune dans les deux formes (Par exemple Rennes/Roazhon ou Gwened/Vannes). En localisation, il existe également des panneaux bilingues, comme à la limite des départements, pour les rivières, les cols, etc. Outre les départements, les communes sont de plus en plus nombreuses à installer elles-mêmes une signalisation bilingue directionnelle ou sur des plaques de rue. Citons par exemple : Lorient, Brest, Carhaix-Plouguer, Pluguffan, Quimper, Pontivy, Vannes, Quimperlé, Lannion, Guingamp, Rennes, Bruz, Redon... La signalisation bilingue français-breton est parfois critiquée en pays gallo. Les Bretons d'où qu'ils soient y sont pourtant très largement favorables : 3 personnes interrogées sur 4, selon un sondage publié en 2009, ce qui a été confirmé par l'enquête TMO-CR de Bretagne en 2018 en donnant des résultats assez uniformes dans chaque pays. En outre, on peut voir des panneaux monolingues tagués ou masqués sur certaines routes qui témoignent de la revendication d'une frange de la population pour davantage de bilinguisme. L'autre langue de Bretagne - le gallo, une langue d'oïl (donc non celtique) - est pratiquement inexistante dans le domaine de la signalisation, excepté pour une dizaine de panneaux d'entrée de communes, comme à Loudéac/Loudia ou Parcé/Parczae, la demande sociale pour ce type de bilinguisme étant minoritaire dans la société bretonne. L'Office public de la langue bretonne (Ofis Publik ar Brezhoneg) agit à titre de conseiller pour la signalisation bilingue en Bretagne.

#### Corse

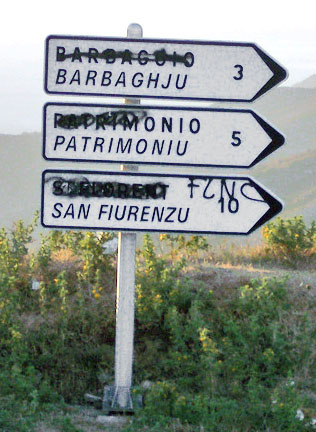
Panneaux bilingues français/corse, dans le Nebbio, sur lesquels les versions italianisées (Patrimonio et Barbaggio) ou francisées (Saint-Florent) ont été rayées par des habitants.

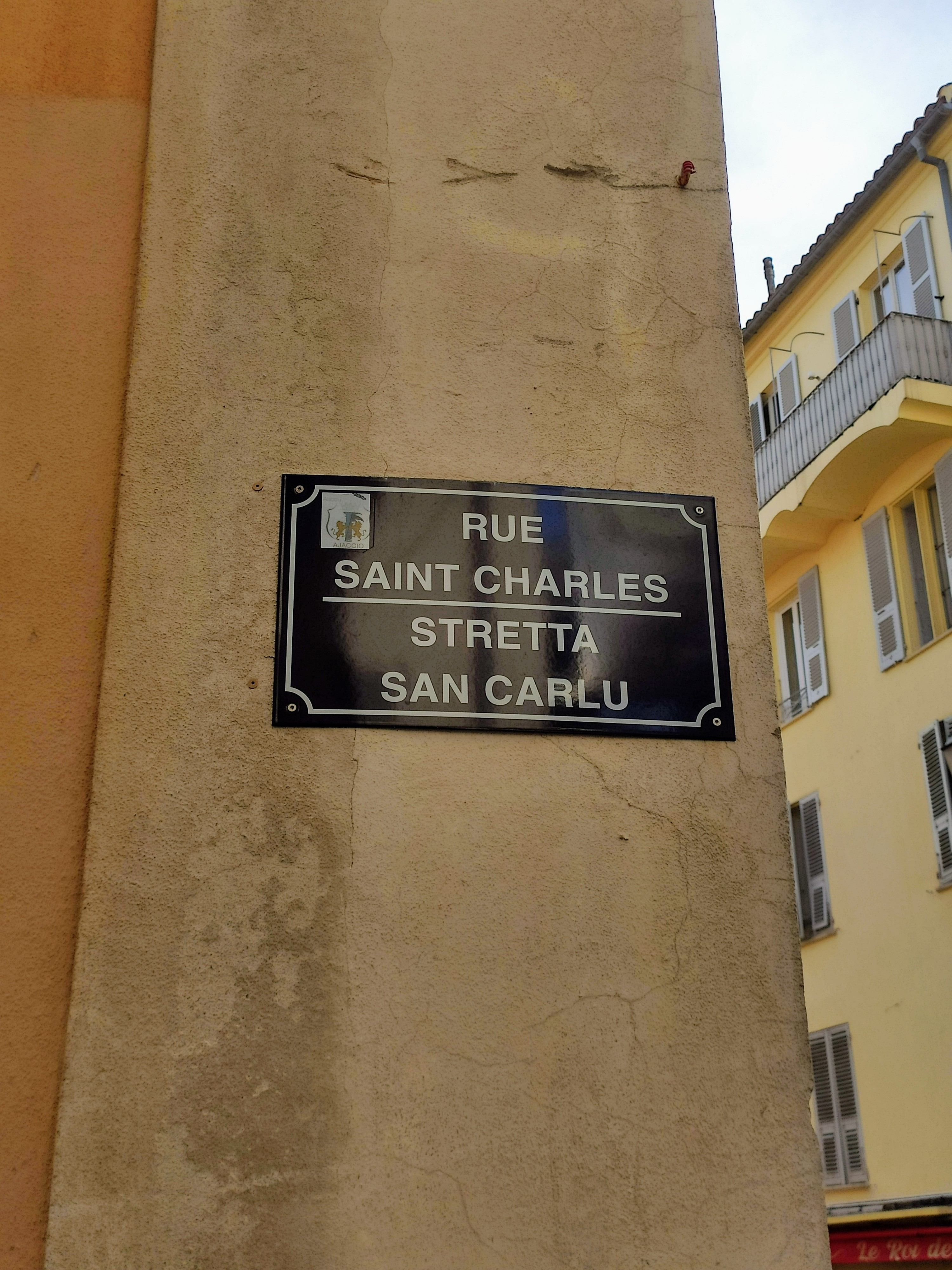
Panneau de rue bilingue à Ajaccio.

En Corse, cas unique pour la France, la signalisation de lieu et de direction sur la totalité du territoire est entièrement bilingue français/corse (la quasi-totalité des toponymes officiels français est en fait en toscan : Porto-Vecchio, en corse Portivechju, n'est pas traduit par « Port-Vieux » alors que L'Île-Rousse est bien la traduction française de son nom italien Isola Rossa avec ajout de l'article défini, en corse Lìsula), incluant les routes territoriales (administrées par la Collectivité de Corse) et les routes départementales, avec un niveau remarquable d'uniformité (Ajaccio/Aiacciu, Bonifacio/Bunifaziu, Corte/Corti, Porto-Vecchio/Portivechju, Propriano/Prupià, Sartène/Sartè). Visuellement, quelques communes, en particulier dans les zones intérieures de l’île, n'utilisent que des panneaux de direction en corse, alors que les anciens panneaux n'affichant que la version française ont été corrigés par graffitis ou criblés de balles. Les panneaux de services sont par contre presque exclusivement en français mais les panneaux indiquant les noms de rues tendent à une standardisation bilingue dans toute l'île.

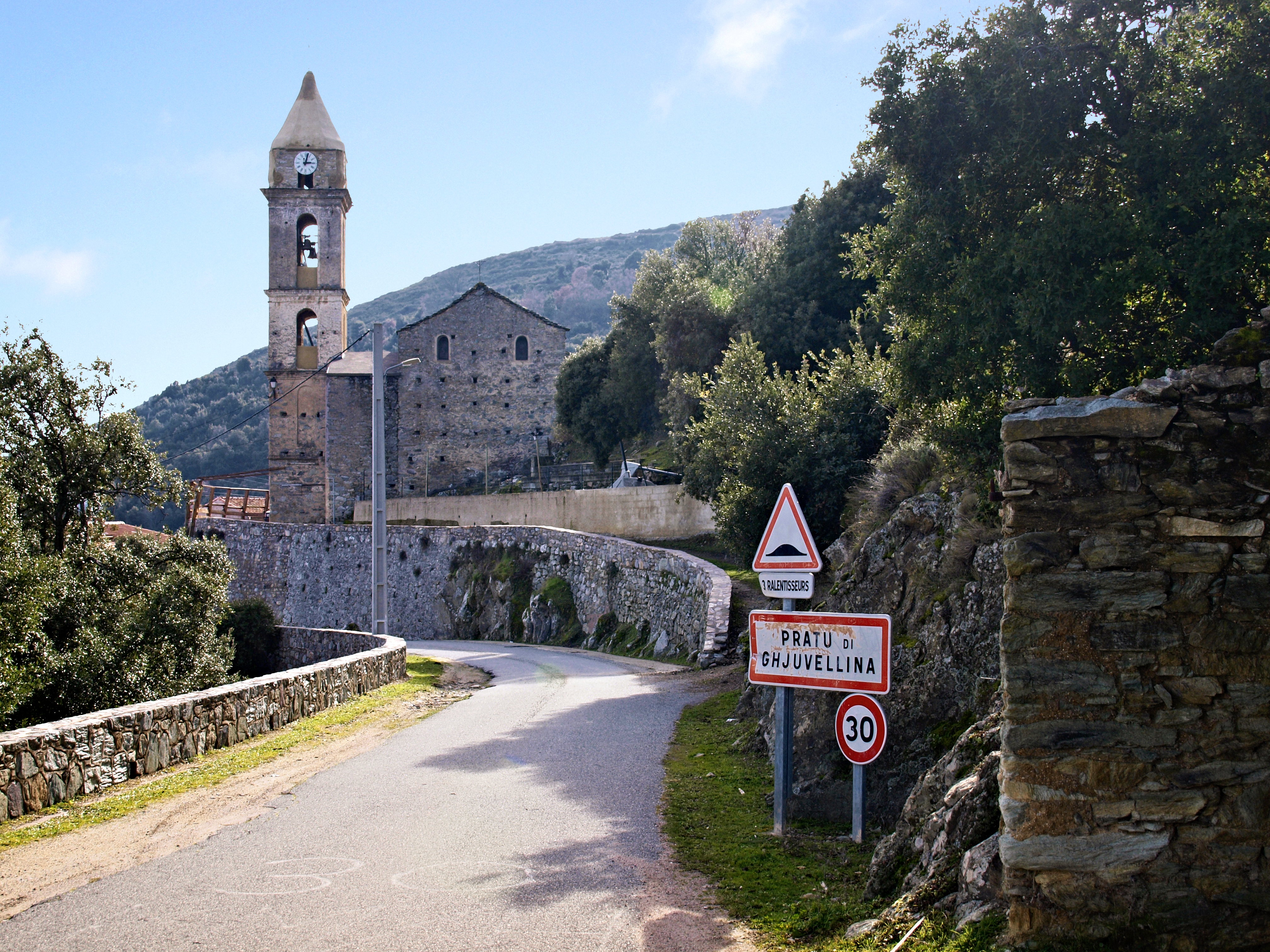
Panneau d'entrée de village exclusivement en corse à Prato-di-Giovellina.

#### Lorraine
En Moselle germanophone, on trouve à l'entrée de plusieurs communes et hameaux des panneaux d'entrées bilingues français/francique lorrain. On trouve également des noms de rues bilingues, ceci par exemple à Forbach.

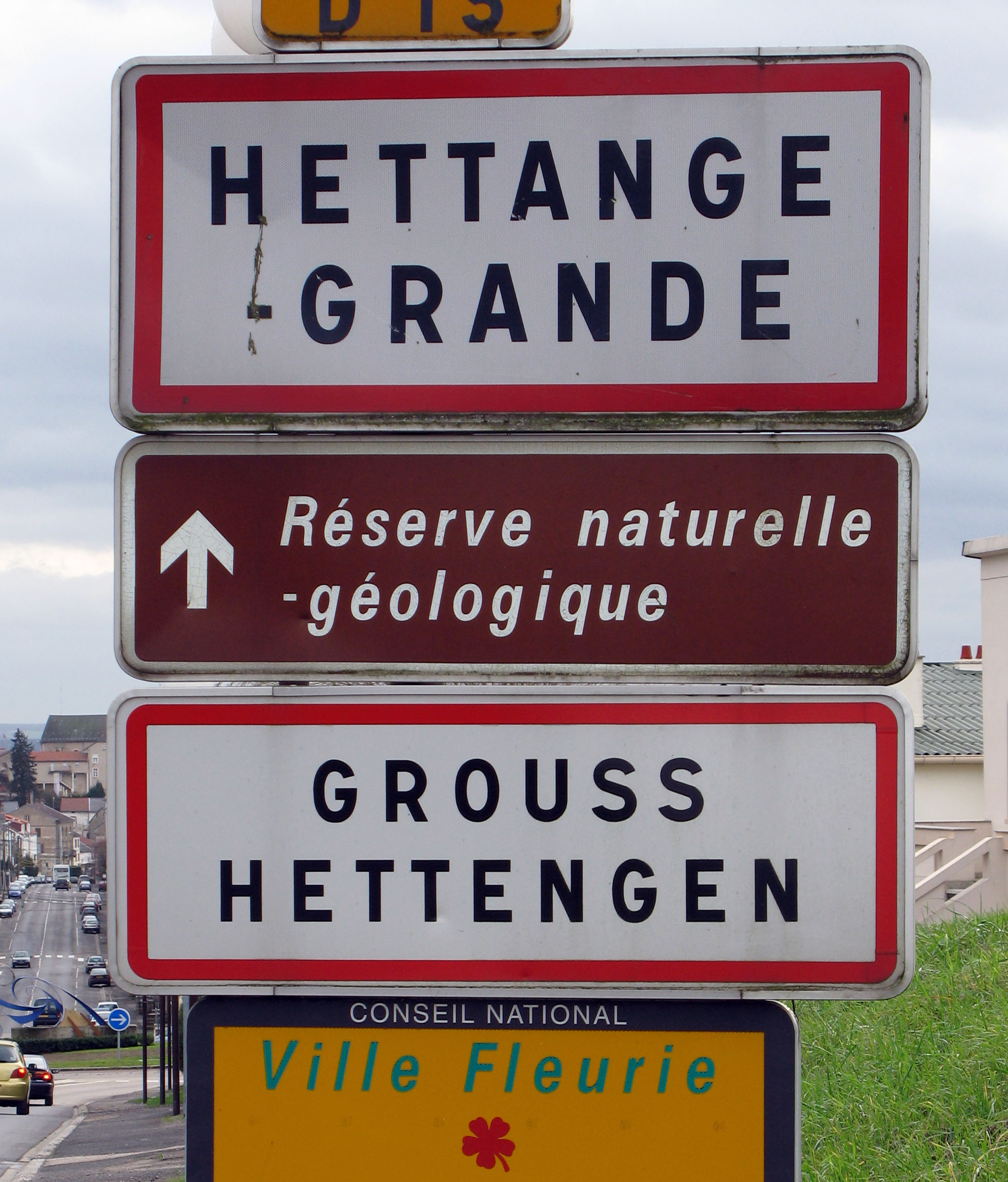
Panneau bilingue en français et en luxembourgeois à Hettange-Grande.

#### Normandie
En Normandie quelques villes ou villages affichent à l'entrée d'agglomérations le nom en français et en normand . Par exemple Bois-Héroult devient Bô-érou, Épaignes devient Épagne...

#### Occitanie

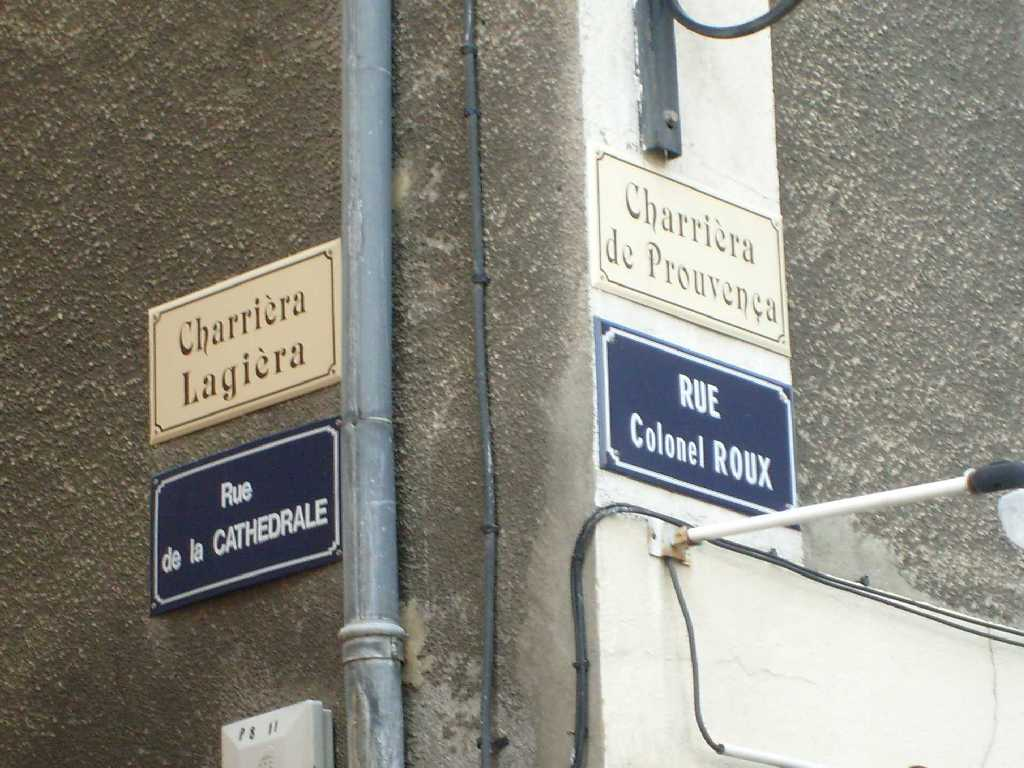
Plaques de rue bilingues en occitan et en français à Gap (Hautes-Alpes).

Dans certaines communes du Midi, on retrouve un affichage bilingue, en français ainsi que dans la variante locale de la langue occitane. Ces panneaux sont présents dans les centres historiques de certaines villes pour indiquer les noms de rue. Quelquefois aussi, ils font référence à l'ancien nom de la rue, parfois différent du nom français actuel. Les principales ville méridionales où l'on trouve une signalétique bilingue en centre-ville sont Bayonne, Pau, entrée et sortie de ville Salies-de-Béarn, Toulouse, Aix-en-Provence, Nice et Villefranche-de-Rouergue...
La signalisation routière dans le Midi est quasiment uniquement en version française.

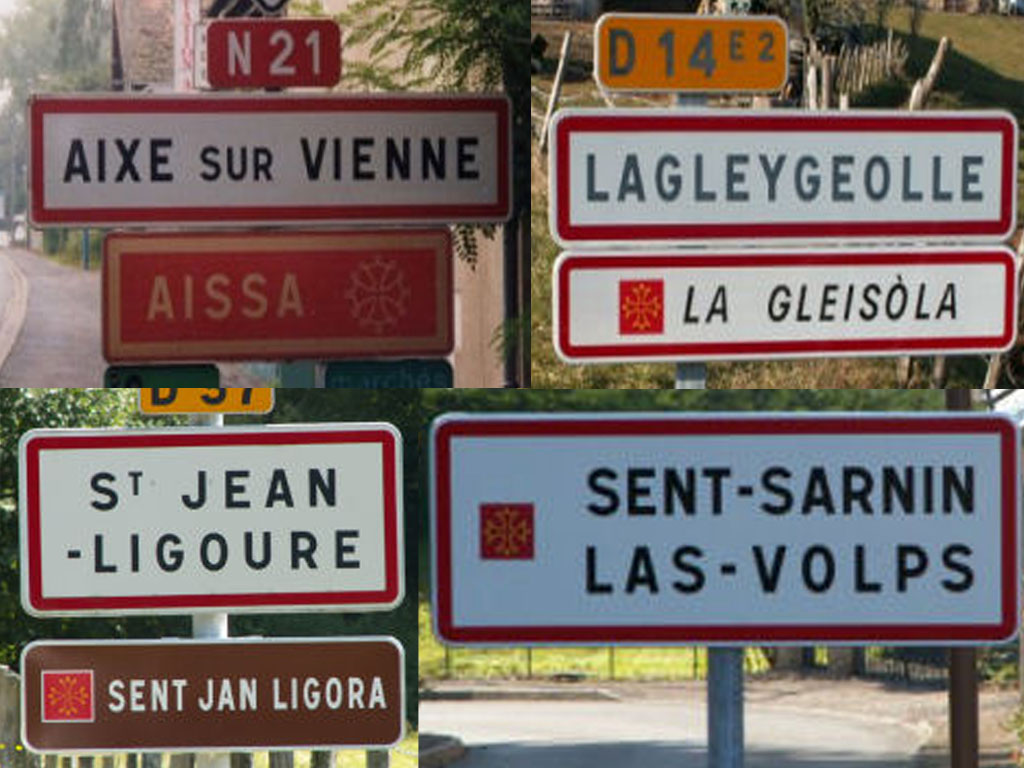
Différents types de panneaux en occitan et en français dans le Limousin.

De plus en plus de communes du Midi optent pour une signalisation bilingue aux entrées/sorties des communes, comme cela est déjà très répandu dans les Pyrénées-Orientales et en Bretagne, par exemple. Mais cela n'est pas systématisé comme dans certaines autres régions et la signalisation bilingue occitane revêt de nombreuses formes, ce qui floute un peu la démarche auprès du grand public. Des associations, notamment l'Institut d'études occitanes, travaillent chaque jour auprès des élus locaux pour généraliser et homogénéiser cet affichage bilingue pour chacune des communes concernées. Le but étant de rappeler que le Français n'est pas la langue originelle dans ces régions. L'histoire est parfois vite oubliée.
Le 28 juin 2012, la Cour administrative d'appel de Marseille annule un jugement en première instance demandant à la municipalité de Villeneuve-lès-Maguelone de retirer ses panneaux d'entrées de ville en occitan. Dans son arrêt, la Cour précise « L’utilisation de traductions de la langue française dans les différentes langues régionales n’est pas interdite pour les inscriptions apposées sur la voie publique et destinées à l’information du public, lorsqu’en même temps l’utilisation du français est suffisamment et correctement assurée. » et relève que le double affichage n'est pas contraire à la Constitution.
Cette décision est saluée par les militants du double affichage comme une première étape vers une généralisation de la double toponymie.

#### Roussillon

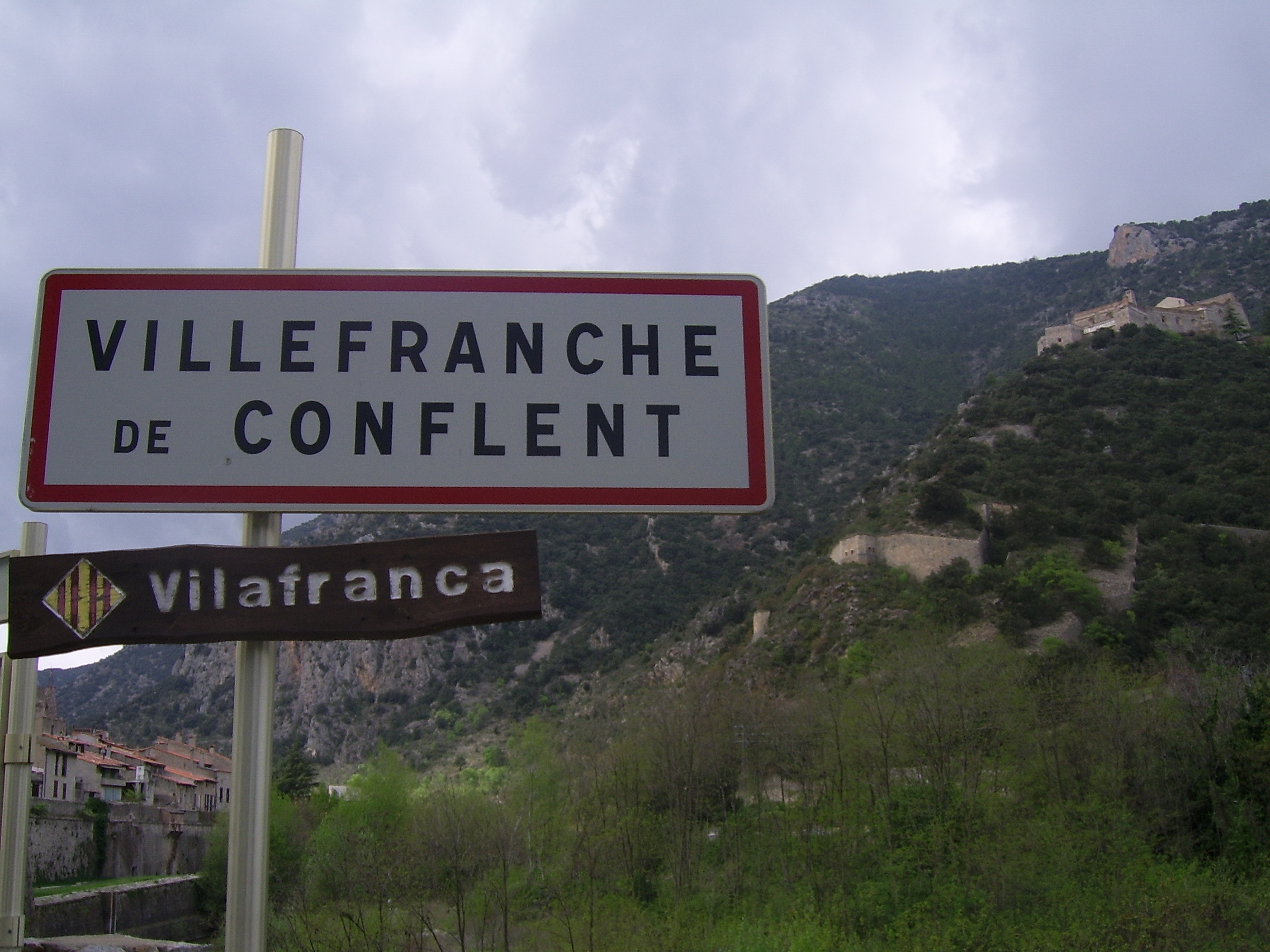
Panneau bilingue français/catalan à l'entrée de Villefranche-de-Conflent, non conforme au bilinguisme habituel (égalité de présentation français-catalan. (Languedoc-Roussillon).

Dans le département des Pyrénées-Orientales, dans la région Languedoc-Roussillon, et sous l'impulsion du Conseil Général, une majorité de municipalités a déjà opté pour l'inscription de leurs noms en version originale catalane, sous la traduction française ou de l'autre côté de la chaussée, par des panneaux de types officiels (Baillestavy / Vallestàvia). À Perpignan (Perpinyà), les noms des rues sont en double langue. Dans la majorité des communes, le nom est uniquement en français mais dans un certain nombre ils sont bilingues et dans un certain nombre d'autres, uniquement en catalan. 
Depuis peu, il est également possible de trouver quelques premiers panneaux français/catalan à caractère informatif (lieux géographiques, historiques, touristiques).

#### Départements d'Outre Mer
Les panneaux de signalisation sont en français et, parfois, en créole local.

### Suisse

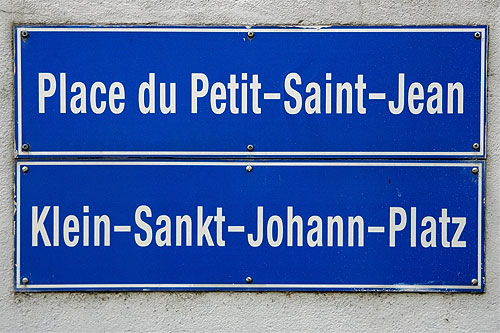
Signalisation bilingue en français et en allemand à Fribourg (Suisse).

La Suisse est officiellement quadrilingue (allemand, français, italien et romanche) et quelques régions de transitions sont bilingues (allemand/français, romanche/allemand/italien). La signalisation routière est normalement affichée dans la langue majoritaire de la communauté locale, mais elle devient bilingue là où la minorité linguistique représente au moins 30 % de la population. Dans la zone romanche du canton des Grisons, les indications routières complémentaires sont habituellement affichées en allemand (à l'exclusion des panneaux de limite de vitesse, qui affichent aussi le texte romanche Limita generala) alors que les indications micro-toponymiques sont souvent en romanche ou en italien (et les dénominations des grandes villes sont en allemand).

## Signalisation routière bilingue ailleurs en Europe
La seule référence à la signalisation et à la toponymie bilingue contenue dans la Charte européenne des langues régionales ou minoritaires du Conseil de l'Europe du 5 novembre 1992 se trouve à l'article 10 (Autorités administratives et services publics), paragraphe 2, lettre g) qui prévoit que les « autorités administratives de l'État dans lesquelles réside un nombre de locuteurs de langues régionales ou minoritaires (…) les Parties s'engagent à permettre et/ou à encourager (…) l'emploi ou l'adoption, le cas échéant conjointement avec la dénomination dans la (les) langue(s) officielle(s), des formes traditionnelles et correctes de la toponymie dans les langues régionales ou minoritaires ».

### Albanie
En Albanie, on retrouve des panneaux de signalisation routière bilingue (albanais/grec) dans la région de Gjirokastër où est présente une communauté minoritaire grecque.

### Allemagne

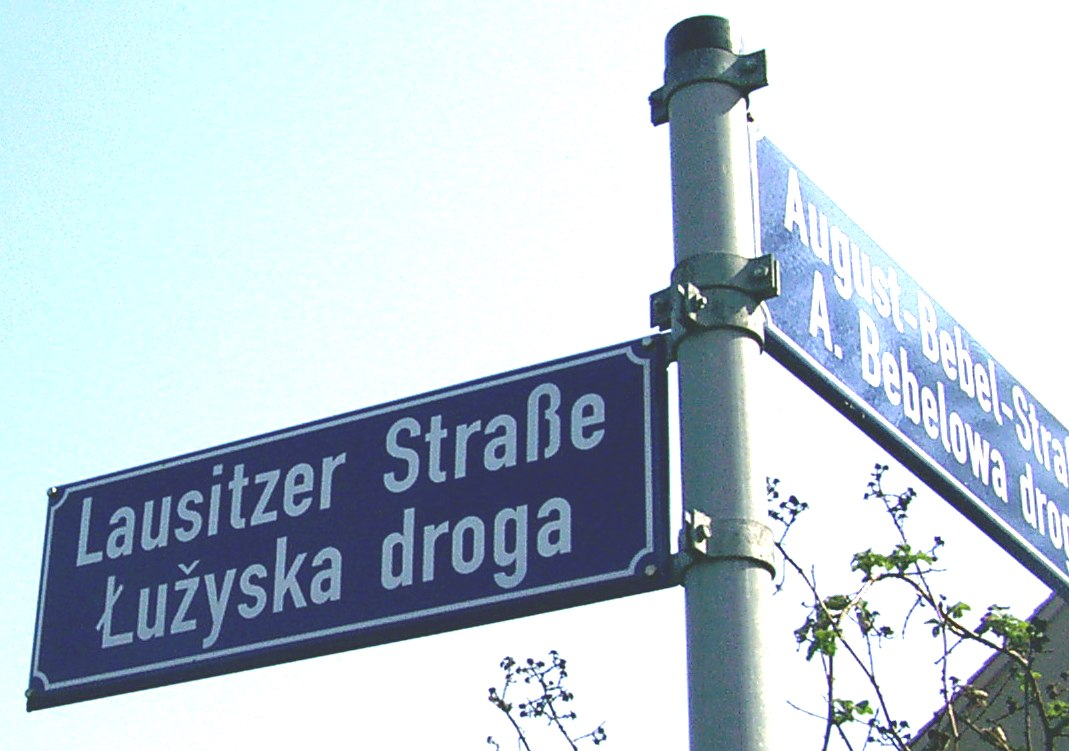
Nom de rue bilingue allemand/sorabe à Cottbus.

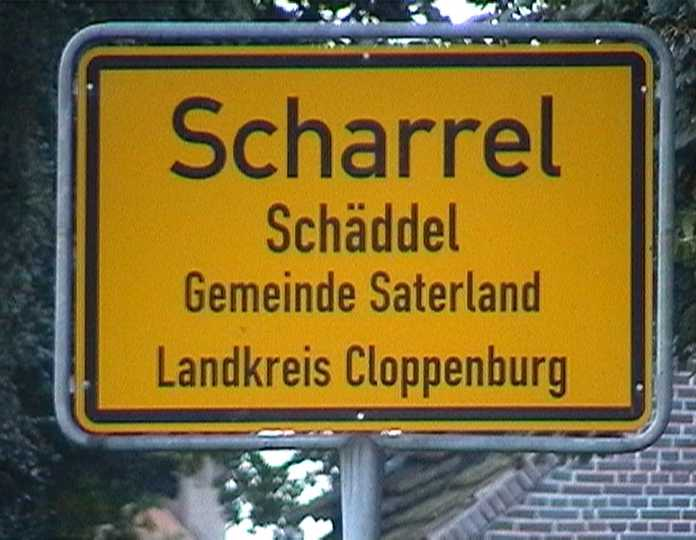
Panneau bilingue allemand/
frison oriental au Saterland.

En Allemagne, la signalisation bilingue est utilisée dans certaines régions où existent des langues régionales.
Dans les régions de langue sorabe (aux environs de Bautzen et Cottbus, près de la frontière polonaise), cette signalisation se limite aux panneaux de localisation et indicateurs et aux noms de rue, avec l'emploi de lettrage identique pour les deux langues.
Dans les communes frisonnes (du Saterland, des iles frisonnes orientales et des régions à la frontière du Danemark) cette signalisation se limite aux panneaux de localisation et à la démarcation des limites de centres habités. Ici, la version officielle allemande est de plus grande taille que la version frisonne.
En Sarre, sur les autoroutes, la signalisation est fréquemment bilingue français/allemand.

### Autriche

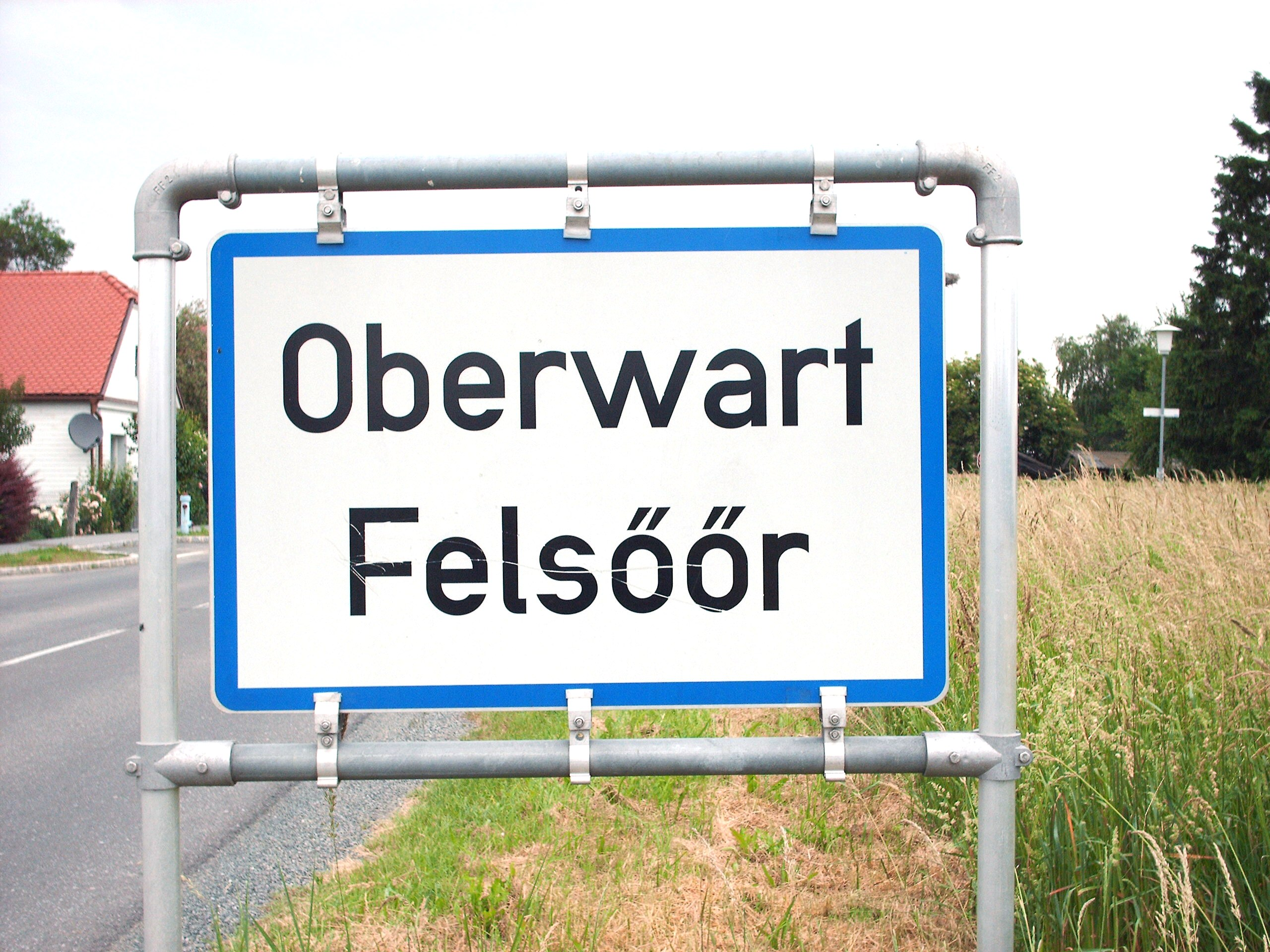
Signalisation bilingue en allemand et hongrois au Burgenland (Autriche).

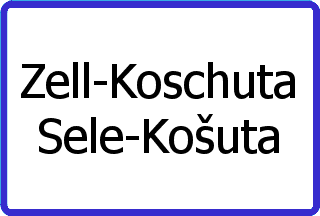
Panneau de signalisation d'un centre habité, avec texte bilingue allemand et slovène en Carinthie.

En Autriche, la loi sur la protection des minorités prévoit la signalisation bilingue dans les localités où une communauté linguistique représente au moins 10 % de la population. C'est le cas des districts de Klagenfurt-Land et Völkermarkt (Carinthie), d'ascendance slovène, en particulier dans les zones rurales, où les toponymes allemands et slovènes possèdent le même statut légal (comme Bleiburg/Pliberk ou Ludmannsdorf/Bilčovs), mais où la signalisation bilingue se limite aux panneaux de localisation (frontières des municipalités et toponymes géographiques).
En 2006, dans certaines localités de Carinthie (par exemple à Schwabegg/Žvabek), à la suite d'une initiative symbolique du gouvernement Haider - s'inspirant d'une décision des tribunaux datant de 2001 (qui précise la légalité d'utiliser un panneau complémentaire comme alternative à l'emploi d'un seul panneau entièrement bilingue), on fit retirer les panneaux bilingues déjà installés (où les deux versions étaient de même dimension) pour les remplacer par un grand panneau unilingue allemand, placé au-dessus d'un plus petit panneau affichant le texte slovène (avec lettrage de moindre taille).
Une signalisation routière bilingue est présente dans la région du Burgenland, près de Eisenstadt, à la frontière de la Hongrie. Quelques municipalités (comme Spitzzicken/Hrvatski Cikljin) y utilisent l'allemand et le croate, alors que d'autres (comme Oberwart/Felsőőr) y utilisent l'allemand et le hongrois. Contrairement à la Carinthie, le gouvernement local n'applique pas de politique xénophobe en matière d'affichage.

### Bulgarie, Macédoine, Serbie et Monténégro

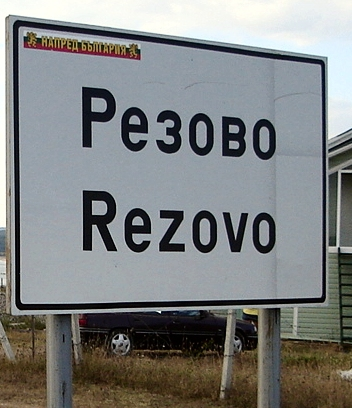
Panneau avec texte cyrillique translittéré en alphabet latin, en Bulgarie.

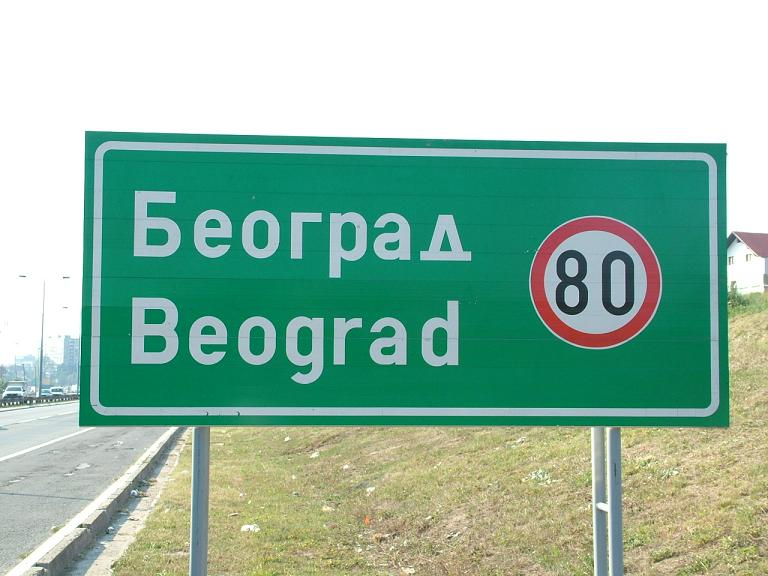
Panneau avec texte cyrillique translittéré en alphabet latin, en Serbie.

Dans les pays slaves qui utilisent l'alphabet cyrillique, les indications sur les routes principales sont habituellement translittérées en caractères latins. Quelques panneaux comme celui de « STOP » sont affichés au contraire uniquement en version cyrillique « CTOΠ ».
Au Kosovo les normes Standards for Kosovo de 2004 établissent que la dénomination des institutions et des toponymes dans la signalisation routière doit être affichée dans la double forme albanaise et serbe, transcrite en caractères latins (elle était en serbe et en albanais sous l'administration yougoslave), avec l'ajout (trilingue) de la dénomination de la localité en turc ou en bosniaque (si nécessaire) dans les quelques zones avec une présence significative de chacune de ces populations respectives. Dans diverses communes, on remarque cependant une tendance à afficher soit la version albanaise seulement (comme dans le cas de Rahovec/Rahoveci qui affiche la double version albanaise en omettant celle de Orahovac en serbe), ou soit la version serbe (par exemple, dans les zones majoritairement serbes, quelques panneaux bilingues ont été remplacés par des versions écrites uniquement en serbe cyrillique).
Au Monténégro, dans les centres habités près de la frontière albanaise, on retrouve des panneaux non-officiels indiquant les noms de rue en serbe (avec l'alphabet latin) et en albanais (par exemple : ulica Majka Tereza/rruga Nëne Terezë).

### Chypre
À Chypre (comme en Grèce), la signalisation affichée sur les panneaux d'indication utilise la double transcription en grec et en alphabet latin. Dans les communes où l'on retrouve une minorité turque significative, l'affichage trilingue incluant la version en langue turque est utilisé lorsque la dénomination turque est différente de la transcription latine (par exemple : Πύλα/Pyla/Pile). Dans la république turque de Chypre du Nord, la signalisation routière est habituellement affichée exclusivement en turc.

### Croatie
En Croatie, diverses communes de la région d'Istrie sont officiellement bilingues, en particulier les régions côtières et l'arrière-pays rapproché (incluant Pula, Poreč, Rovinj et Umag). La signalisation de localisation, de direction et de noms de rue est normalement affichée en double forme croate et italienne. La responsabilité d'adopter ou non l'affichage bilingue revient à chaque commune. Cette absence de normalisation à l'échelle nationale crée de grandes variations dans l'affichage d'un endroit à l'autre, quelquefois à l'intérieur d'une même commune, avec des résultats qui ne sont pas toujours satisfaisants, tant du point de vue esthétique que pratique.
Comme dans le cas de la Slovénie, les indications en italien dans les communes bilingues du reste de l'Istrie croate sont souvent plus sombres, et parfois incomplètes. Entre autres, l'affichage de direction est exclusivement en croate (sans aucune exception), même là où l'on dirige vers une cité avec un nom italien. À l'extérieur des communes bilingues, l'affichage est exclusivement en croate, même pour les panneaux de direction vers les communes bilingues (par exemple, « Rovinj », plutôt que « Rovinj/Rovigno »). La plupart des micro-toponymes et des informations complémentaires ne sont affichées qu'en croate, surtout dans l'arrière-pays. À Rijeka et en Dalmatie, la signalisation est exclusivement en croate, malgré la présence de minorité italophone.

### Espagne

Signalisation bilingue en Espagne.

En Espagne, les régions officiellement bilingues sont celles de langue catalane (Catalogne, Communauté valencienne et  Îles Baléares), celles de langue basque (Communauté autonome du Pays basque et une partie de la Communauté forale de Navarre) et celle de langue galicienne (Galice). D'après l'article 2.3.5 de la norme 8.1-IC sur la signalisation routière verticale (Instrucción de Carreteras) émanant du Ministère espagnol des transports (Ministerio de Fomento) avec l'ordonnance n.1798 du 28 décembre 1999 : Dans les communautés autonomes ayant une langue différente du castillan, les noms propres des centres habités, des provinces et des lieux géographiques doivent être toujours écrits dans la forme officielle du toponyme (dans la langue locale ou dans la forme bilingue). Dans le cas où il n'existe pas de forme officielle du toponyme en langue locale ou que la forme locale officielle diffère beaucoup de celle inscrite sur la Carte officielle des routes (Mapa Oficial de Carreteras), on affichera le toponyme dans la langue régionale, suivi d'une barre oblique « / » et du toponyme en castillan. Dans le cas d'un texte sur deux lignes, on affichera la version locale en haut et la version en castillan en bas, séparées par une ligne horizontale.  Il n'y a pas de différence typographique entre les deux langues. L'utilisation de noms en langue étrangère n'est pas admise. Les noms des pays voisins sont écrits seulement en espagnol castillan, sauf en cas d'accord bilatéral. Les noms communs suivent les mêmes règles que les noms propres, mais lorsque possible, il faut les remplacer par des pictogrammes. Selon l'article 128 du Règlement général de la circulation , approuvé par le décret royal n. 1428 du 21 novembre 2003, les textes complémentaires des panneaux de signalisation doivent être affichés en espagnol castillan et, ensuite dans la langue locale, même si souvent les autres textes explicatifs (sólo bus, desvío provisional, área de servicios) n'apparaissent qu'en castillan.

#### Catalogne, Communauté valencienne et Îles Baléares

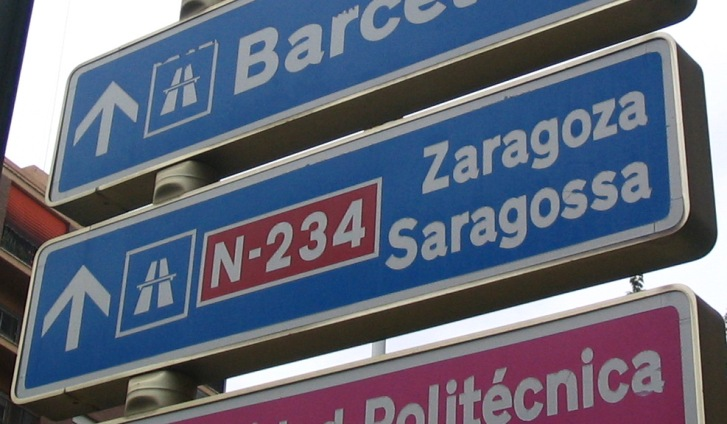
Panneau bilingue espagnol et valencien à Valence.

En Catalogne, la toponymie a été entièrement convertie en catalan avec certaines exceptions dans les grandes villes pour lesquelles depuis 1992 seule la toponymie catalane prévaut officiellement (Girona, Lleida, etc.). Donc la signalisation de localisation et de direction n'est pas vraiment bilingue mais est plutôt affichée seulement en catalan.
Dans la Communauté valencienne, la toponymie bilingue espagnole/valencienne a été introduite officiellement mais la signalisation de direction affiche majoritairement des textes et des toponymes espagnols. Dans le cas des panneaux bilingues, les deux versions utilisent le même lettrage, avec l'espagnol en haut et le valencien en dessous.
Au sein de la Comarca du Val d'Aran (occitanophone) les toponymes sont affichés en occitan.

#### Communauté autonome du Pays basque
Dans la Communauté autonome du Pays basque, la signalisation est hétérogène, avec de vieux panneaux de direction monolingue espagnol (et plus rarement en espagnol/basque), ainsi que des nouveaux panneaux bilingues basques/espagnols, et où ceux installés par les autorités locales utilisent des graphiques très différents. Les petites communes ont entretemps converti leurs dénominations en basque (comme l'ont aussi fait les provinces de Bizkaia et Gipuzkoa). La ville principale, pour sa part - tenant compte des problèmes de lisibilité de la toponymie basque - conserve le bilinguisme (dans la forme unique officielle comme pour Vitoria-Gasteiz et Donostia-San Sebastián ou avec la double dénomination officielle dans les deux langues). Malgré cela, les textes complémentaires sont souvent affichés uniquement en espagnol. Durant les dernières années, le gouvernement régional basque a lancé une initiative afin de garantir une plus grande uniformité visuelle et textuelle dans la signalisation bilingue, tant routière que touristique. La norme prévoit : l'utilisation de lettres majuscules pour les noms propres de régions, de districts et de communes ; l'utilisation de lettres minuscules pour les noms communs et les services ; la généralisation des textes bilingues basques (en haut) et espagnols (en dessous) avec la même apparence visuelle pour les deux langues ; l'emploi de symboles et pictogrammes faciles à comprendre dans les cas où une indication est transcrite en basque seulement.

#### Galice
Depuis 1998 en Galice, la toponymie officielle a été convertie entièrement en galicien (A Coruña, Ourense, etc.). Les indications de direction ne sont donc pas bilingues mais unilingues.

### Finlande

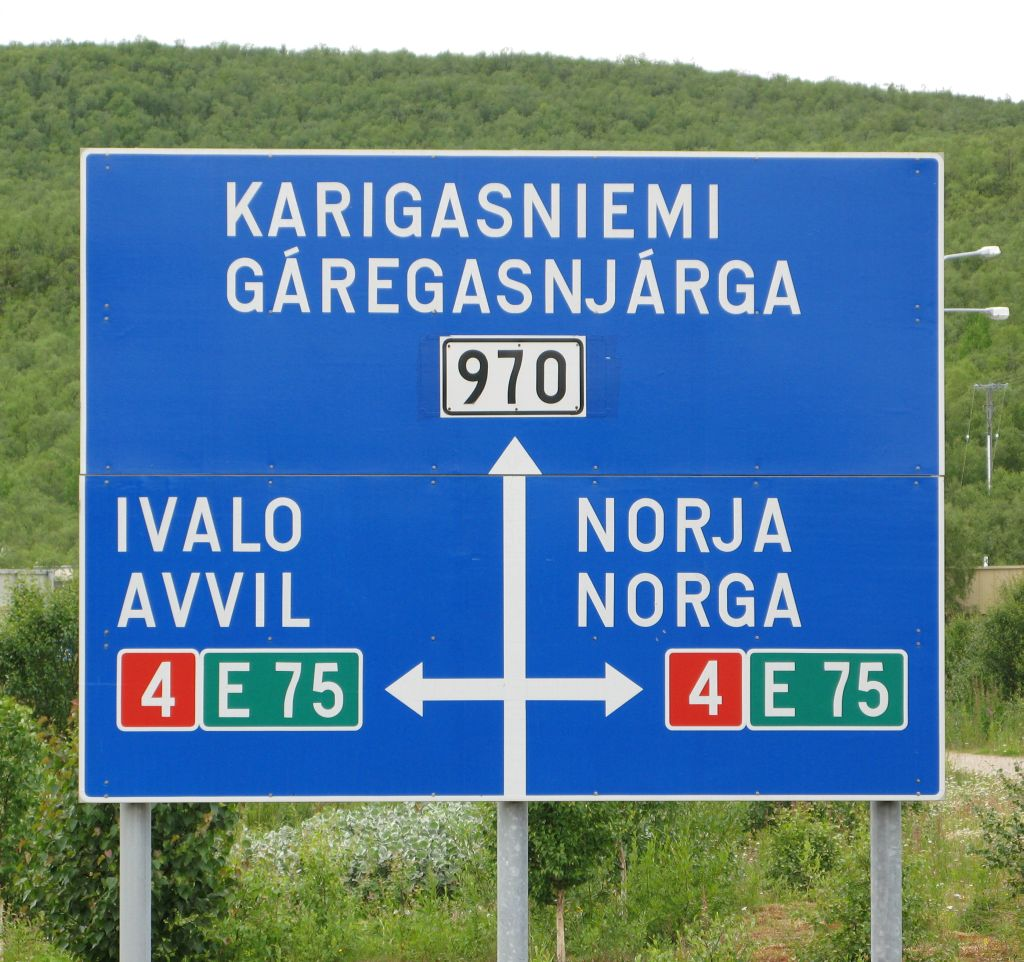
Signalisation bilingue en finnois et en same à Utsjoki en Laponie (Finlande).

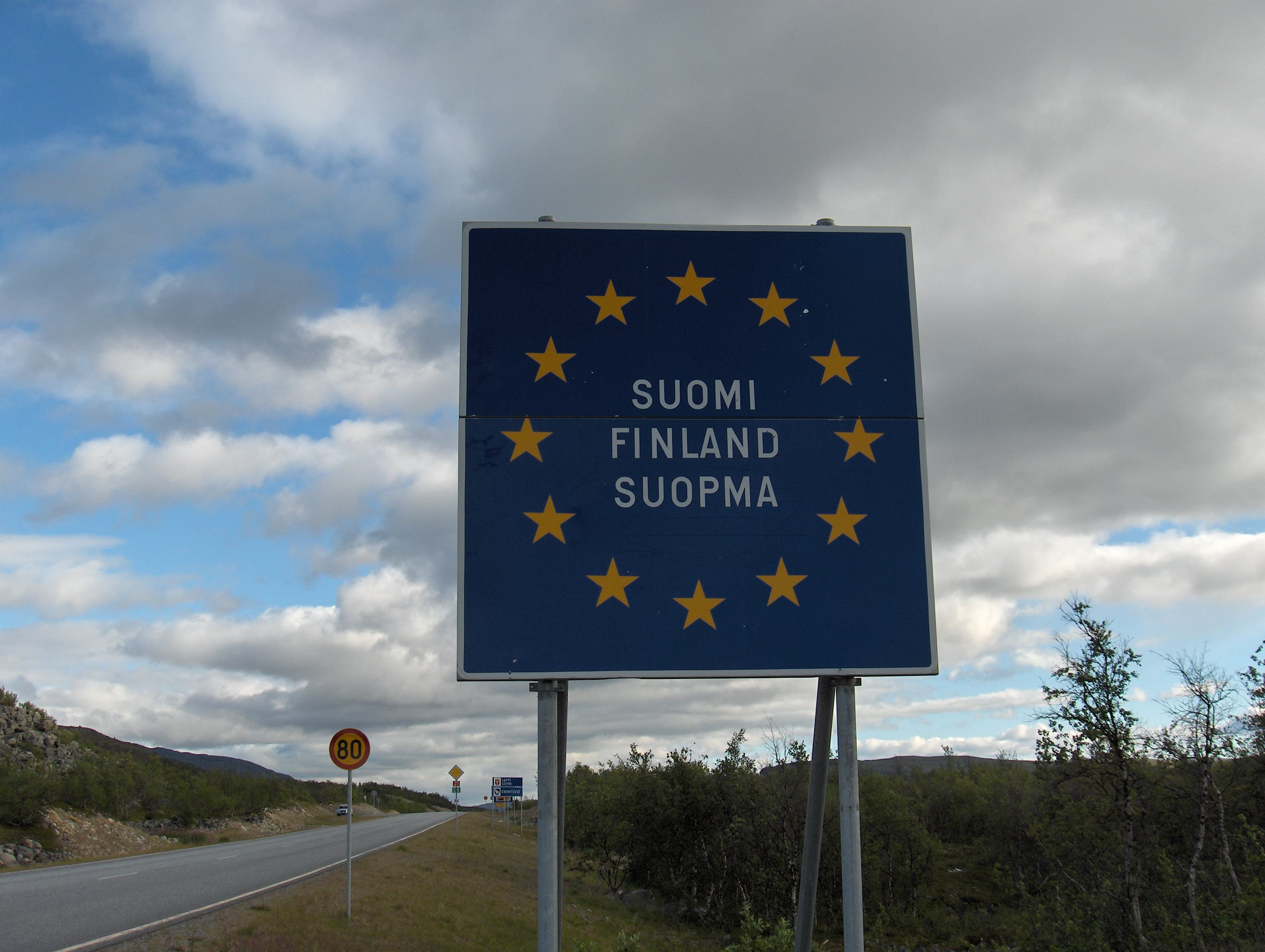
Panneau trilingue (finnois, suédois et same) marquant la frontière près de Kilpisjärvi en Laponie.

En Finlande, environ 6 % de la population parle le suédois. Ce pays possède l'une des législations européennes les plus évoluées en matière linguistique. Les villes de Finlande peuvent être officiellement de langue finnoise, suédoise ou bilingue. Les catégories sont établies de la façon suivante : 
- Villes avec une minorité suédoise de moins de 8 % et de moins de 3 000 habitants : Officiellement finnoise.
- Villes avec une minorité suédoise de plus de 8 % ou de plus de 3 000 habitants : Officiellement bilingue.
- Villes avec une minorité finnoise de moins de 8 % et de moins de 3 000 habitants : Officiellement suédoise.
- Villes des l'îles Åland : Par loi, le suédois y est la langue officielle.

Dans les villes classifiées bilingues, principalement dans la région de l'Ostrobotnie et le long de la côte sud-ouest du pays (incluant Helsinki (Helsingfors)), la toponymie officielle est généralement affichée en double forme finnoise/suédoise et toute la signalisation est bilingue (incluant le réseau autoroutier). La langue majoritaire de la commune est inscrite en haut, la langue minoritaire en bas du panneau.
Dans l'archipel des l'îles Åland, le suédois est la seule langue officielle. Elle est donc la seule affichée dans la signalisation.
Au nord de la nation, en Laponie, les indications de localisation sont affichées soit en finnois, soit dans l'une ou l'autre des langues sames parlées dans la région.

### Grande-Bretagne

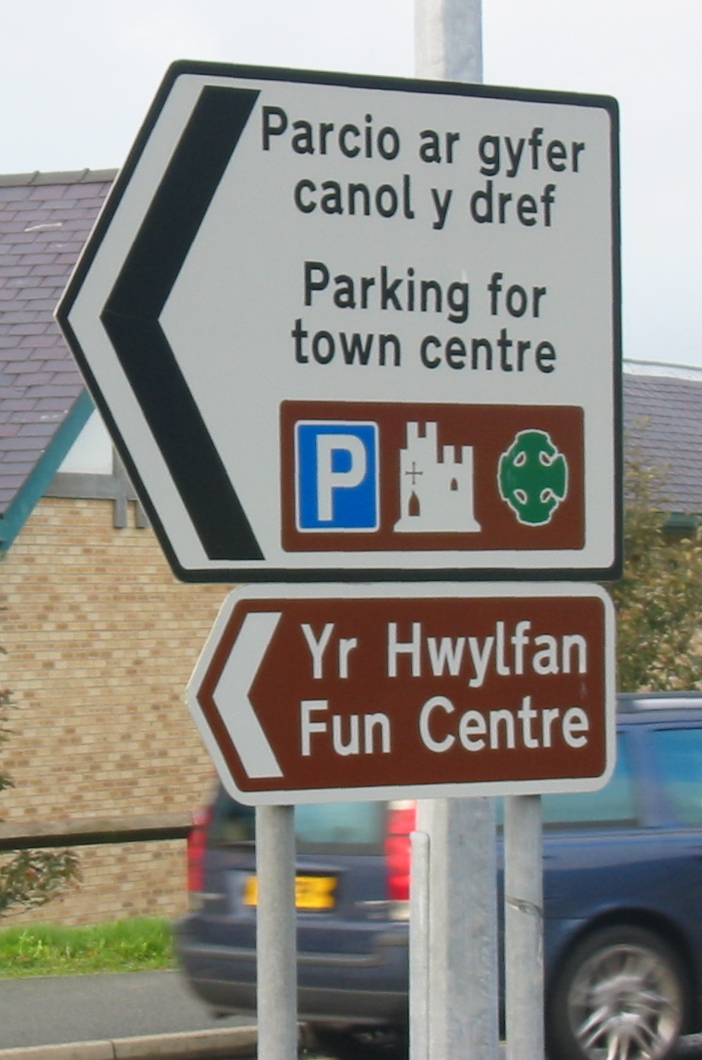
Signalisation bilingue galloise/anglaise à Caernarfon (Pays de Galles).

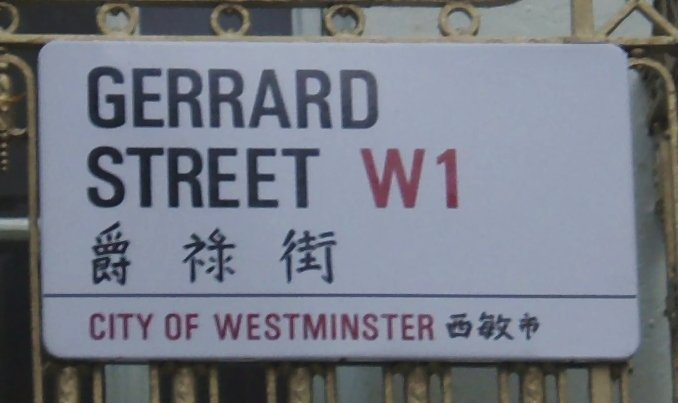
Signalisation bilingue dans le Quartier chinois de Londres (Angleterre).

En Grande-Bretagne, la signalisation bilingue est utilisée au pays de Galles et dans la partie nord-ouest de l'Écosse. De plus, la ville de Douvres utilise une signalisation bilingue anglais/français et un affichage km/miles le long des itinéraires principaux qui mènent au tunnel sous la Manche. La Grande-Bretagne utilise encore le système de mesure anglo-saxonnes dans la signalisation routière, bien que le système métrique soit désormais officiel.

#### Écosse

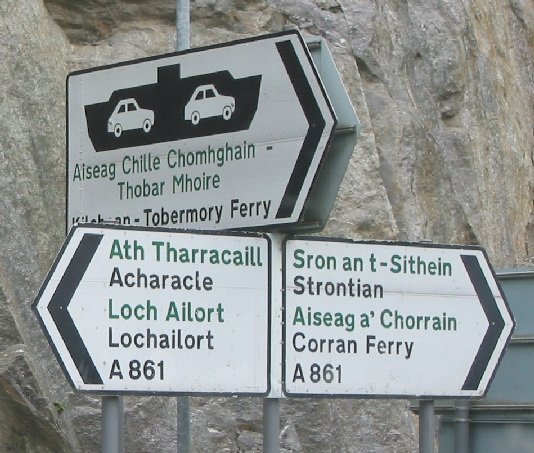
Signalisation bilingue en écossais et anglais dans les Highlands d'Écosse.

En Écosse, depuis 1997, une loi sur les noms écossais permet aux gouvernements locaux des Hébrides et de Highland d'utiliser les deux langues dans la signalisation. Les informations sont affichées dans la double forme bilingue, gaélique écossais en haut (en vert) et anglais en bas (en noir) avec des lettrages de même dimension.

#### Pays de Galles
Au pays de Galles, la signalisation bilingue anglais/gallois est utilisée sur tout le territoire, tant pour la désignation des lieux que pour les informations de direction et dans la signalisation routière horizontale (par exemple : SLOW/ARAF). L'affichage utilise habituellement le même type de caractères pour les deux versions, sans distinction de taille ni de couleur. Diverses informations locales (noms de rue, etc.) ne sont toutefois affichées qu'en anglais. Sur le réseau routier, la priorité donnée à l'une ou l'autre de ces deux langues dépend du choix fait par l'organisme propriétaire de la route. Habituellement dans le sud-est et nord-est du pays, les indications sont affichées dans l'ordre anglais/gallois, alors que l'ordre gallois/anglais est préféré ailleurs. Dans diverses municipalités du nord-ouest, la toponymie officielle des noms de rue est en gallois seulement.

#### Îles Anglo-Normandes

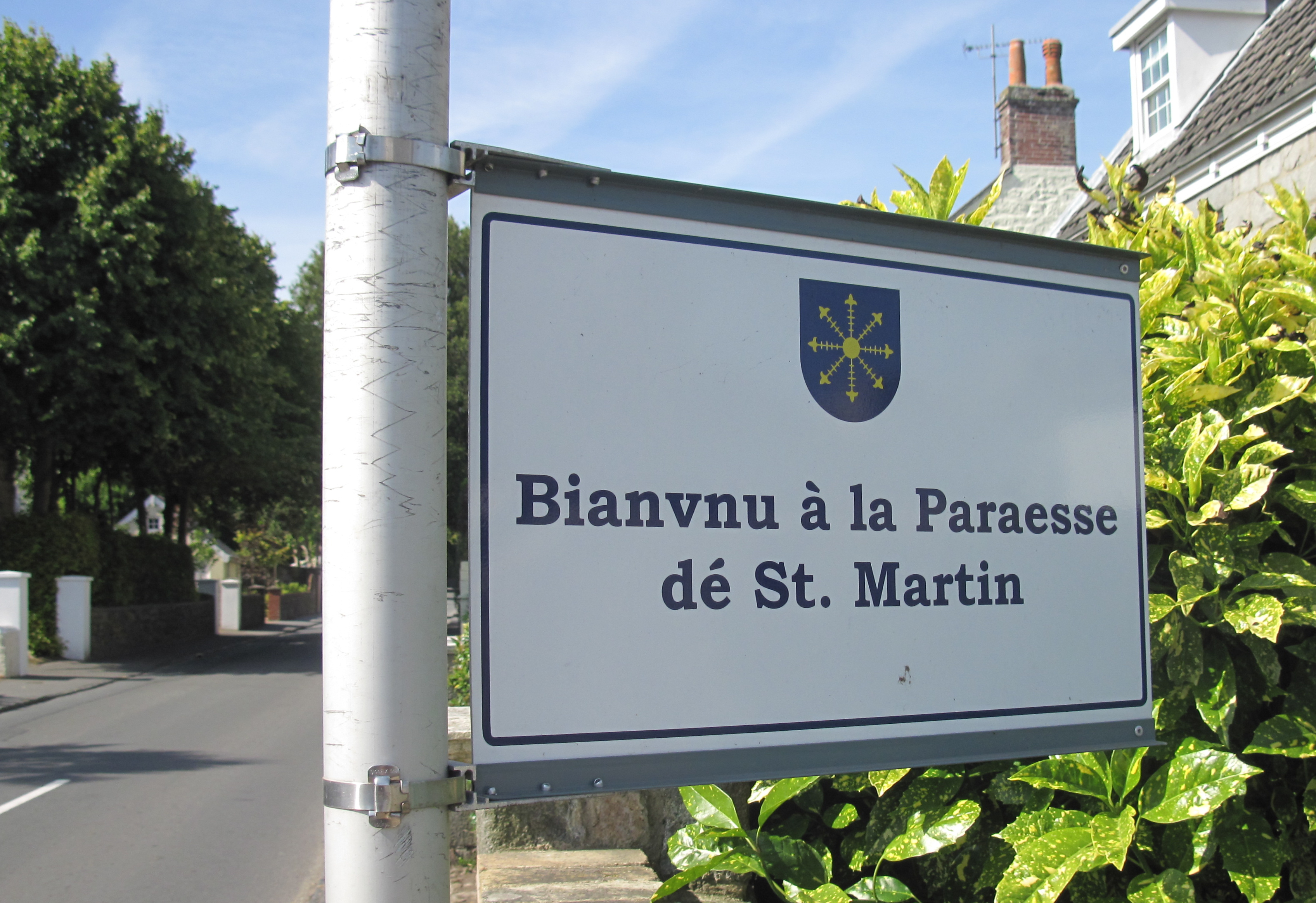
Panneau d'entrée de la paroisse Saint-Martin à Jersey.

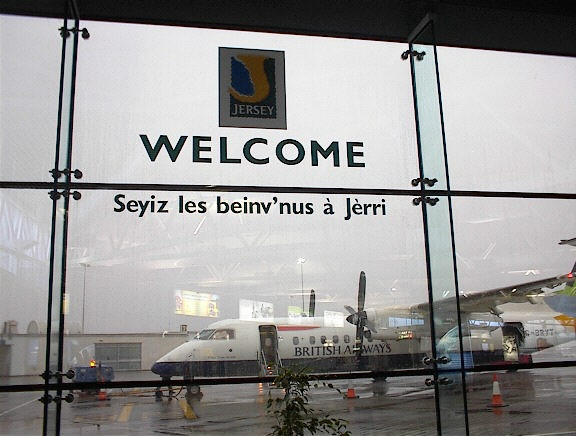
Signalisation bilingue anglais/jersiais à l'aéroport de Jersey.

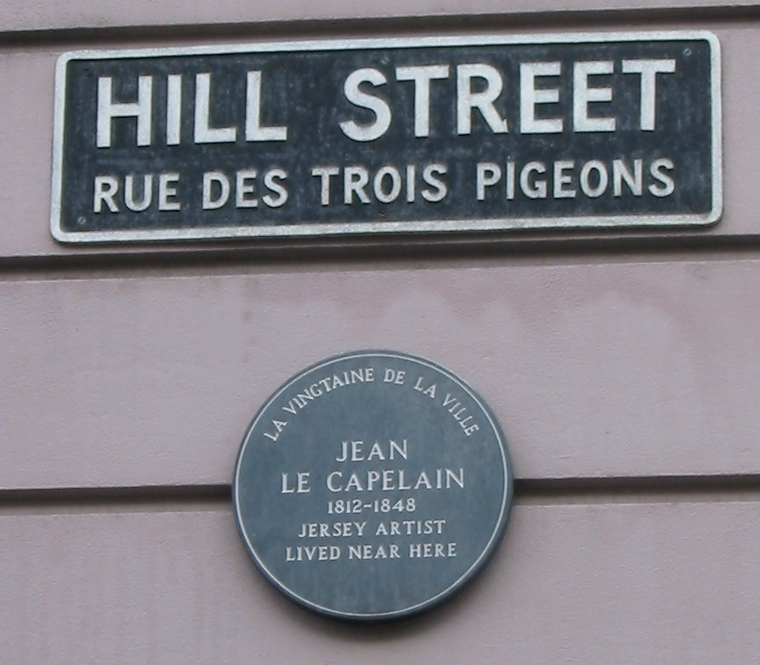
Plaque de rue à Jersey.

À Jersey comme à Guernesey, on trouve de la signalisation bilingue en anglais et français. Le vieux fonds linguistique du normand n'a pas disparu malgré la dominance de la langue anglaise. Jersey et Guernesey accueillent régulièrement la Fête des Rouaisouns.

##### Jersey
Aux XIXe et XXe siècles, une colonisation importante de Britanniques anglophones a fait de l'anglais la langue la plus parlée des îles, reléguant le jersiais au statut de langue minoritaire. L'anglais est désormais langue officielle, la langue française reste officielle pour certaines cérémonies et la documentation légale (voir Français de Jersey), mais la langue couramment utilisée par une minorité de la population est un dialecte normand : le jersiais. Les États de Jersey ont relancé son apprentissage à l’école.

##### Guernesey
À Guernesey, le guernesiais, langue normande de Guernesey, est encore parlé par une minorité de la population. La signalisation multilingue, habituellement en anglais et en français, inclut aussi parfois une version en guernesiais. La radio BBC diffuse occasionnellement des émissions en langue guernesiaise, comme lors de la « fête d'la maïr » (littéralement : « la fête de la mer »).

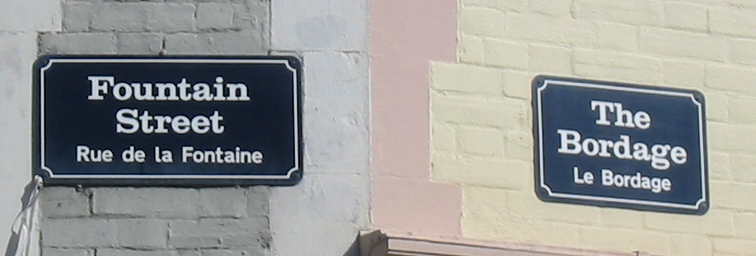
Plaques de rue bilingues en anglais et en français à Guernesey

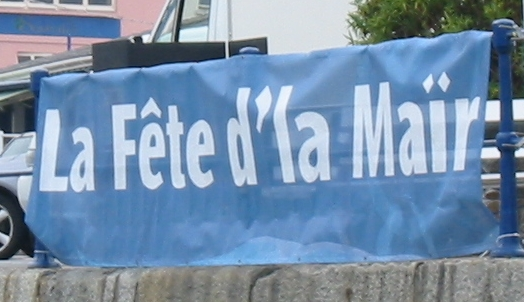
La fête de la mer à Guernesey.

Panneau de signalisation à Guernesey.
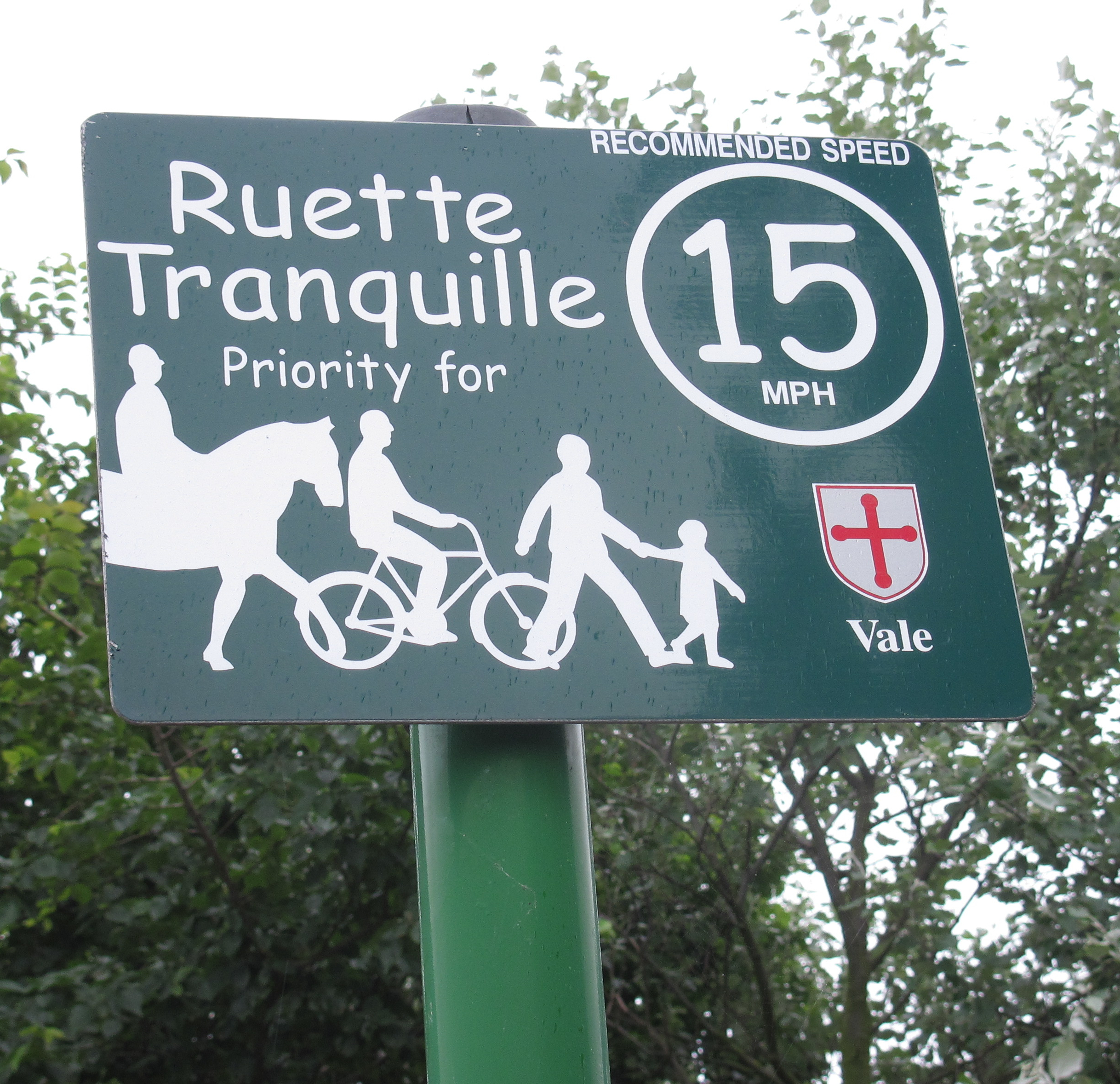
Ruette tranquille à Guernesey.
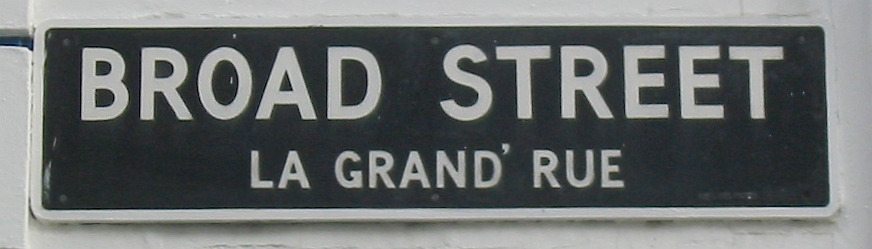
Rue à Saint-Hélier (Jersey).
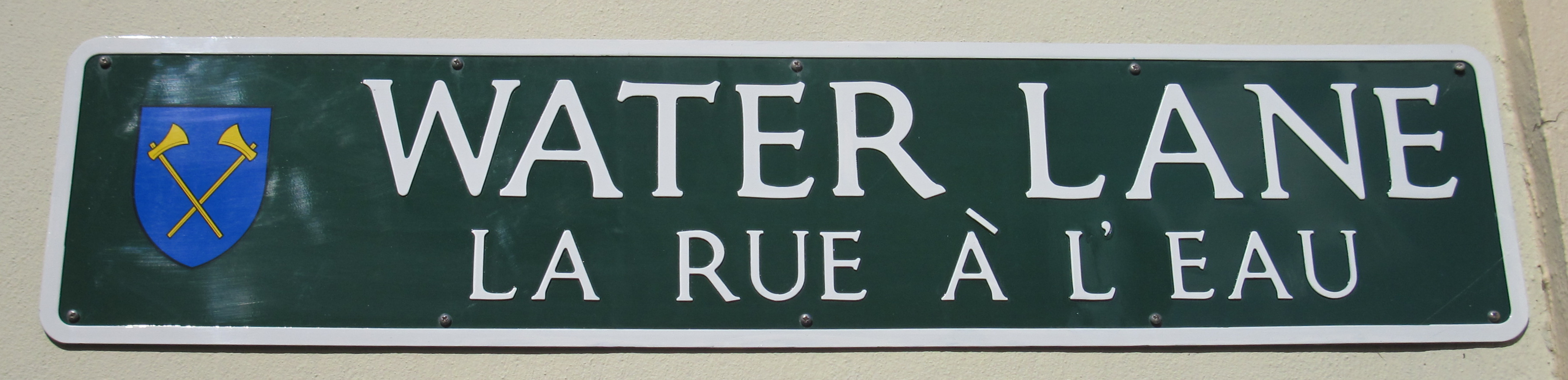
La rue à l'eau à Saint-Hélier.
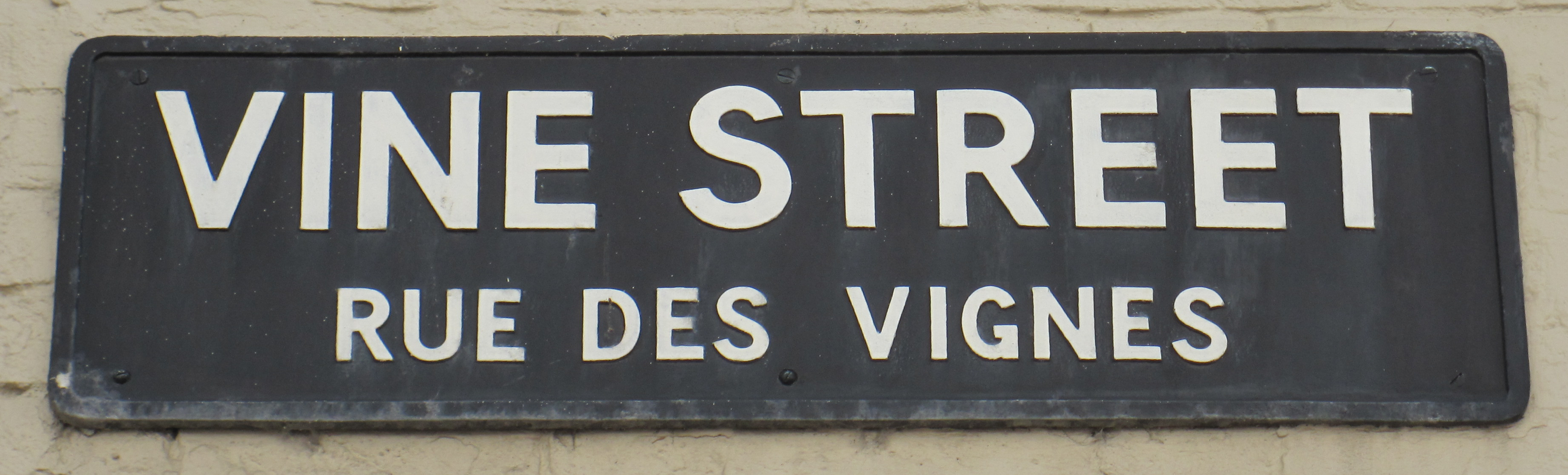
Rue des Vignes à Saint-Hélier.
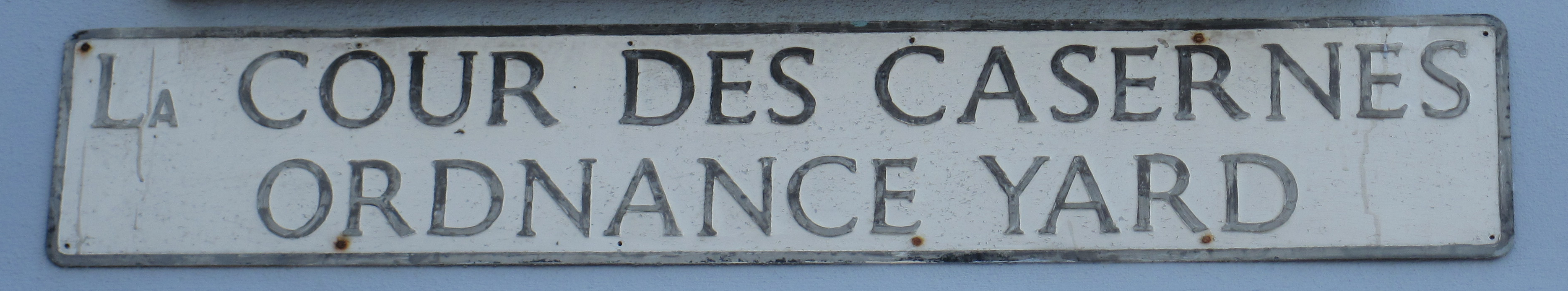
La cour des casernes à Saint-Hélier (Jersey).

### Grèce

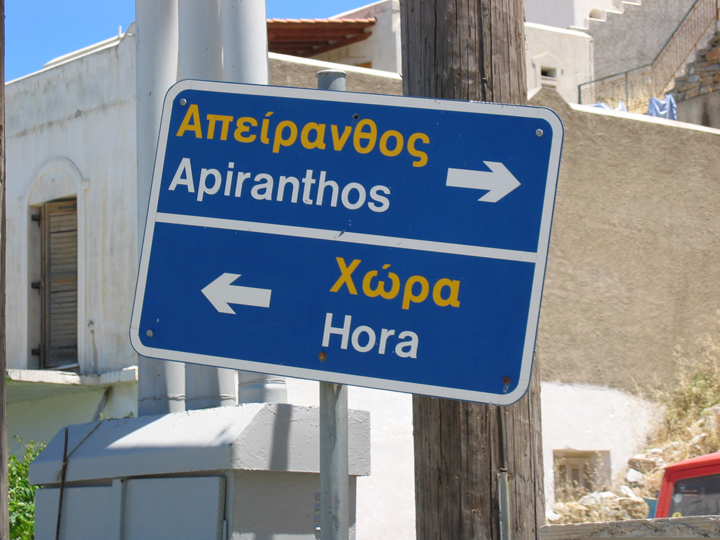
Signalisation en grec avec transcription en alphabet latin à Naxos.

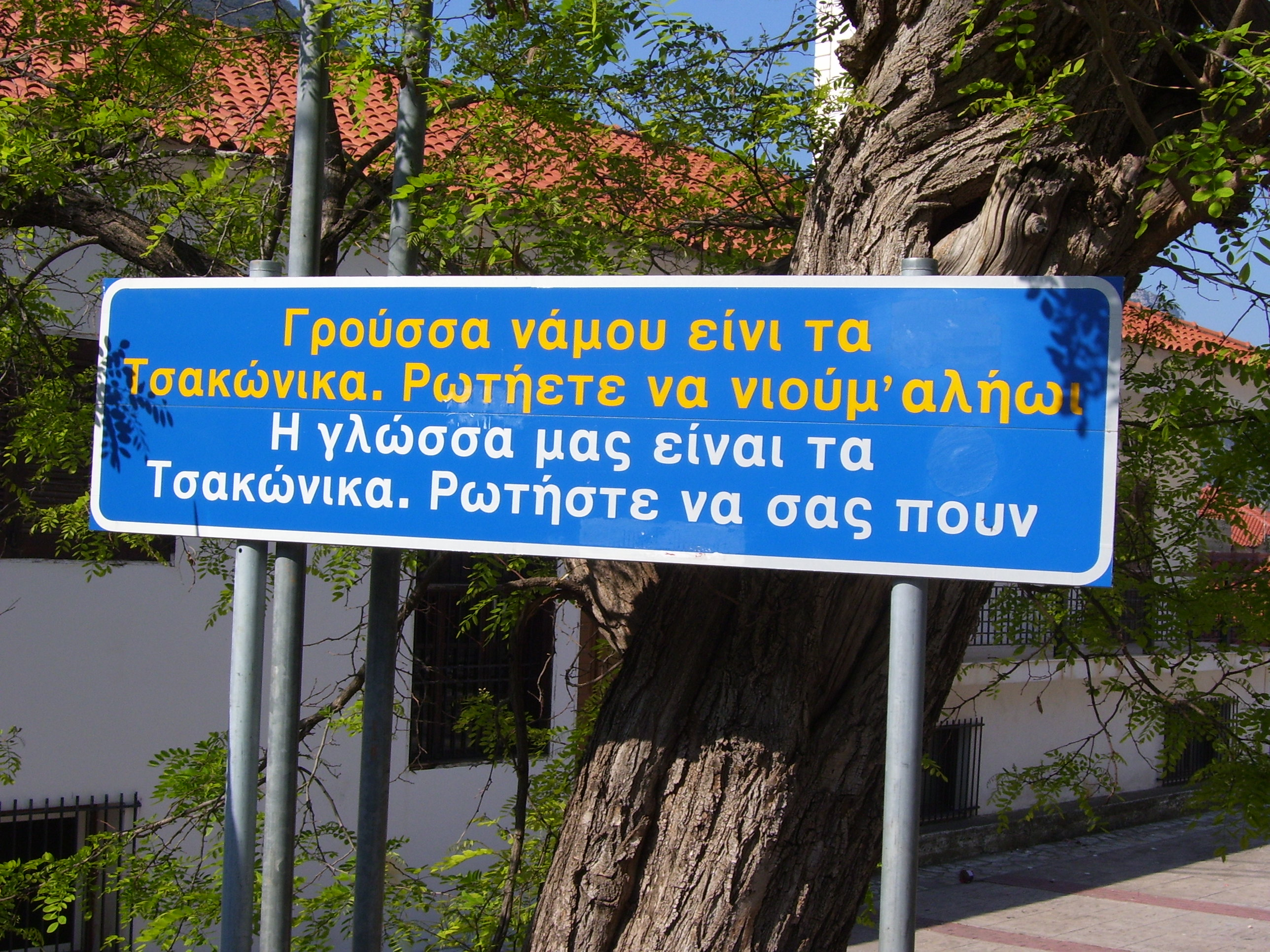
Signalisation en grec et tsakonien à Leonídion.

La Grèce ne possède pas de zone officiellement bilingue mais comme la langue grecque utilise son propre alphabet, les panneaux incluent habituellement une transcription en caractères latins ou en anglais (sur le même panneau sous le texte grec, ou alors sur un deuxième panneau). Afin d'accentuer la différence entre les deux versions, les textes grecs sont normalement en jaune, et les autres sont en blanc. Dans le cas de panneaux sur fond blanc, tous les textes sont en noir. Les informations complémentaires ne sont pas transcrites en alphabet latin. La signalisation dans les régions rurales n'affiche habituellement que la version grecque. Officieusement, dans la région côtière de la Laconie, la signalisation est bilingue grec et tsakonien.

### Irlande

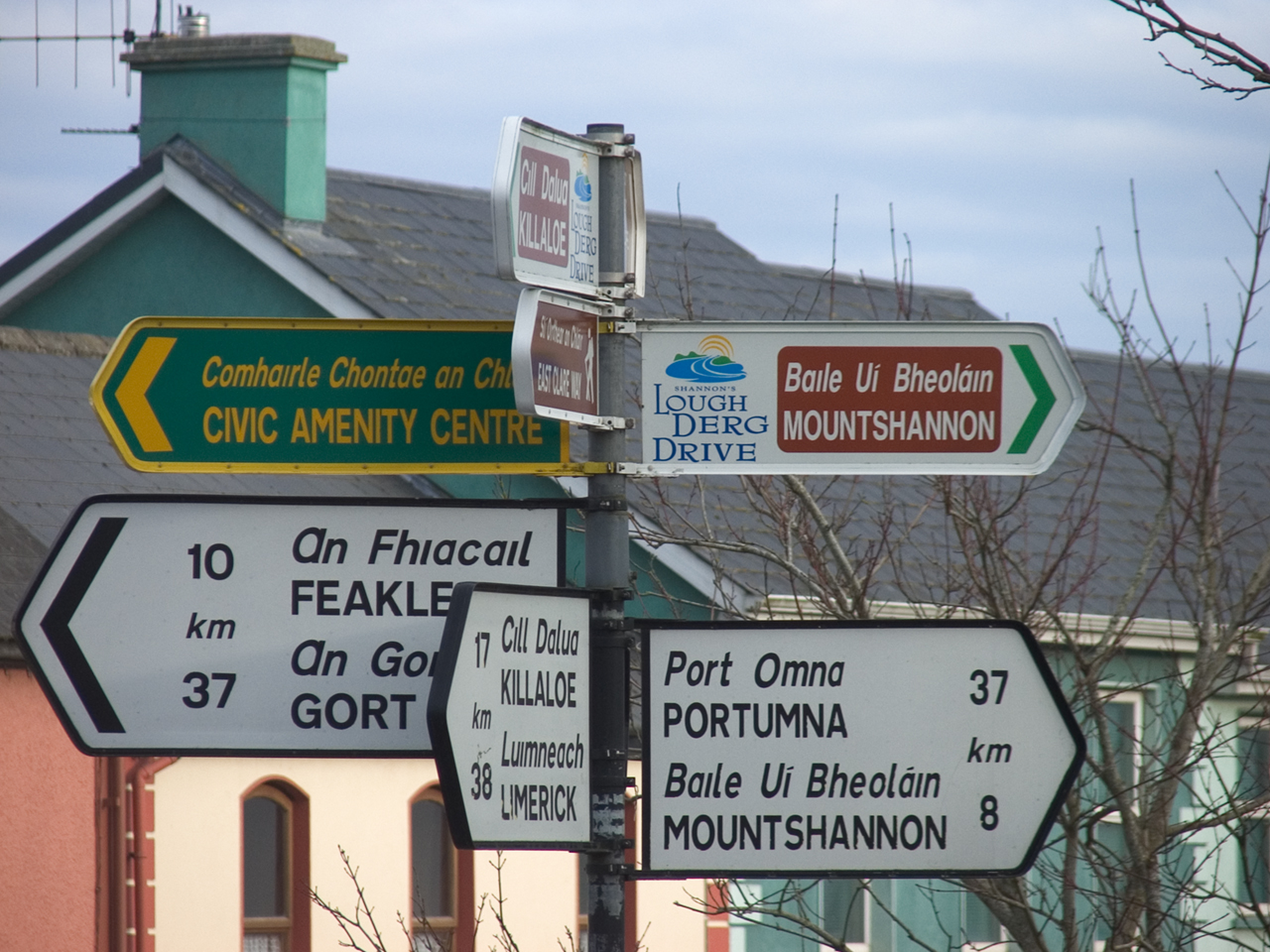
Signalisation bilingue en irlandais et anglais à Scariff, utilisant des lettrages différents mais de même taille.

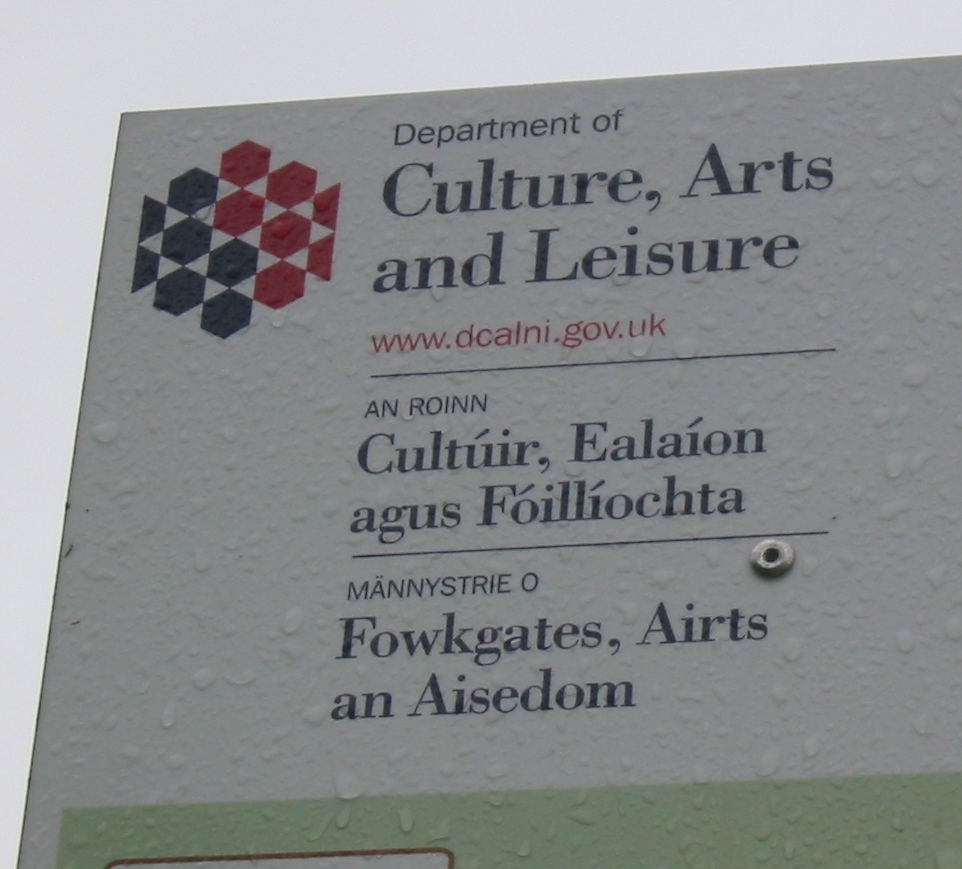
Panneau en Irlande du Nord en anglais, irlandais et scots.

#### République d'Irlande
En Irlande, le bilinguisme irlandais/anglais est officiel sur tout le territoire national, même si la langue locale n'est parlée que dans une zone limitée à la côte ouest de l'île (officiellement nommée Gaeltacht). Les panneaux d'indications sont bilingues dans tous les cas, selon le même format que ceux de la Grande-Bretagne. Les panneaux d'avertissements sont de style américain, en forme de parallélogramme jaune.
Pour permettre de mieux distinguer les deux versions, les indications irlandaises sont toujours inscrites en lettrage italique minuscule en haut du panneau, et les indications anglaises sont en dessous, en lettrage majuscule. Sur les plus vieux panneaux, l'ordre est le même mais la version irlandaise est en caractères celtiques majuscules.
Dans la zone Gaeltacht, depuis 2005 un processus de conversion de la signalisation est en cours pour ne conserver que le texte irlandais.

#### Irlande du Nord
En Irlande du Nord, le bilinguisme n'est pas officiel. Deux langues sont reconnues comme langues régionales : l'irlandais et le scots. On trouve de la signalisation bilingue ou trilingue selon les circonstances et la volonté des autorités.

### Italie
En Italie, l'article 125 du Règlement de mise en œuvre du code de la route (16 décembre 1992) prévoit la possibilité d'utiliser une signalisation en plus d'une langue dans les zones officiellement bilingues, mais afin de garantir la lisibilité, il est précisé que « aucun panneau ne peut contenir de texte en plus de deux langues ». Dans la signalisation routière verticale, il faut utiliser les panneaux spécialement prévus avec affichage sur plusieurs lignes. La loi numéro 214 du 1er août 2003 intègre au code la route l'article 37 virgule 2-bis, qui donne aux organismes locaux le pouvoir d'utiliser « des panneaux de localisation territoriale aux frontières des communes utilisant la langue régionale, en plus de ceux affichant la dénomination en italien ».
La loi numéro 482 du 15 décembre 1999 (Normes en matière de protection des minorités linguistiques historiques) prévoit des mesures de protection et de valorisation de la « culture des populations albanaises, catalanes, allemandes, grecques, slovènes et croates, ainsi que de celles parlant le français, francoprovençal, frioulan, ladin, occitan et sarde ». Elle prévoit aussi à l'article 10 que « … en plus des toponymes officiels, les conseils municipaux peuvent adopter des toponymes conformes aux traditions et aux coutumes locales ».
Le règlement d'application afférent (DPR n.345 du 2 mai 2001 Règlement d'application de la loi du 15 décembre 1999, n. 482) prévoit qu'à l'intérieur des limites territoriales des minorités linguistiques historiques, il est possible d'utiliser des indications bilingues sur les panneaux officiels et dans la signalisation routière, où les textes des deux versions doivent être de la même dimension.

#### Vallée d’Aoste
En Vallée d'Aoste, où est en vigueur le bilinguisme italien/français, les toponymes des centres habités sont écrits sur la signalisation de localisation et de destination dans la forme officielle française. Les traductions italiennes des toponymes utilisées pendant la période fasciste ont été abolies après la Seconde Guerre mondiale à l'exception de la ville d'Aoste, qui est la seule à conserver la dénomination bilingue (en italien Aosta).  Certains toponymes de lieux naturels sont aussi bilingues (tels que des sommets, des tunnels, des cols) comme Mont-Blanc/Monte Bianco, Tunnel du Grand-Saint-Bernard/Traforo del Gran San Bernardo, ou Col du Petit-Saint-Bernard/Colle del Piccolo San Bernardo.
La signalisation complémentaire en Vallée d'Aoste présente une particularité : elle n'est pas harmonisée, parfois on trouve les deux variantes italienne et française, surtout en dehors de la ville d'Aoste, et parfois seulement en italien ou en français. Les rues aostoises présentent toutes une variante double, alors que dans les autres communes on peut trouver soit une version italienne, soit française, rarement bilingue. Les indications et les panneaux sur les routes nationales et régionales sont presque toujours en italien, rarement elles sont bilingues, tandis que le tronçon autoroutier valdôtain de l'autoroute A5, allant de Pont-Saint-Martin à Courmayeur, est parfaitement bilingue.

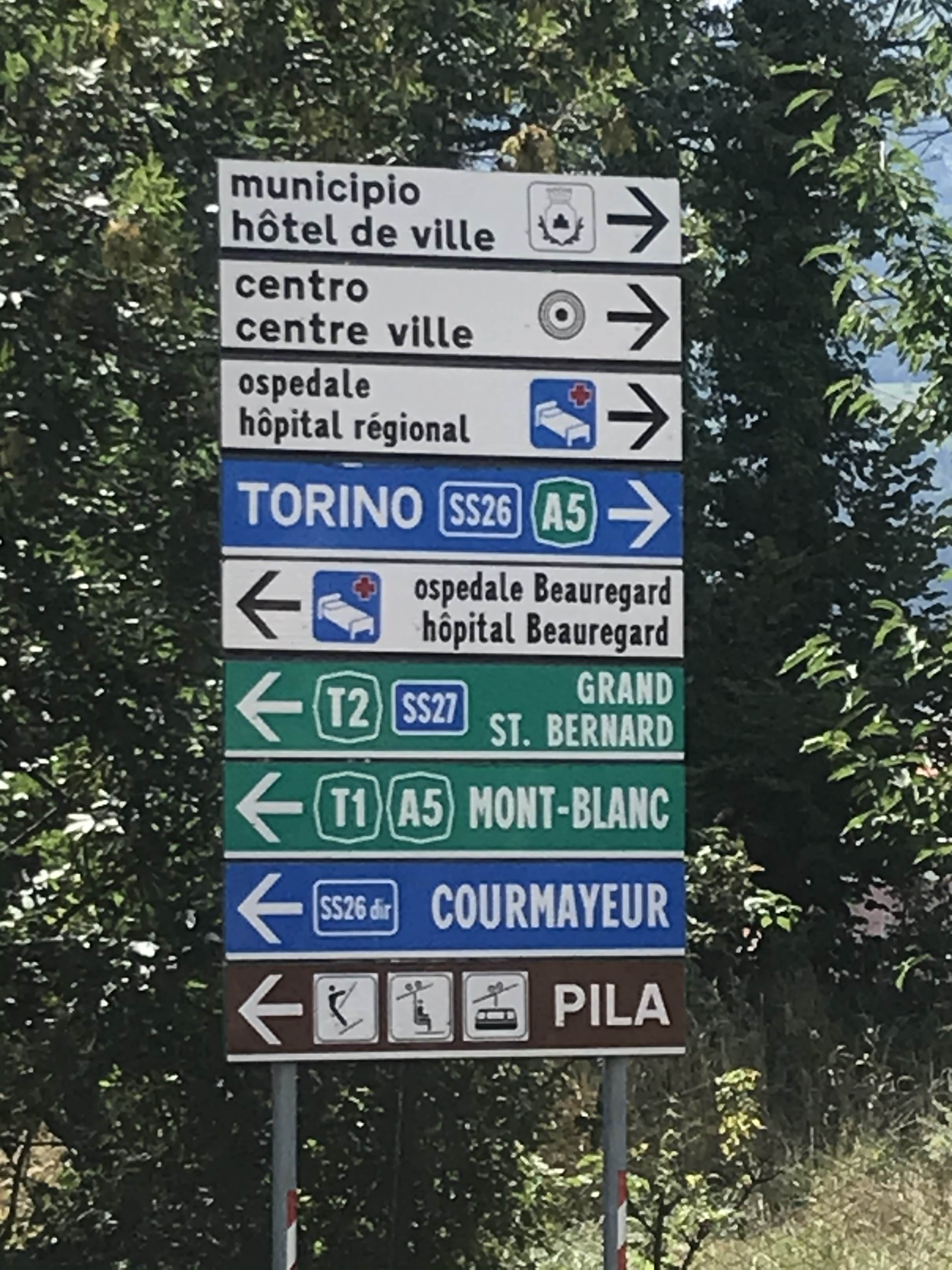
Panneaux routiers bilingues italien-français à Aoste (avenue Frédéric-Chabod).
Signalisation bilingue italien-français à Villefranche.
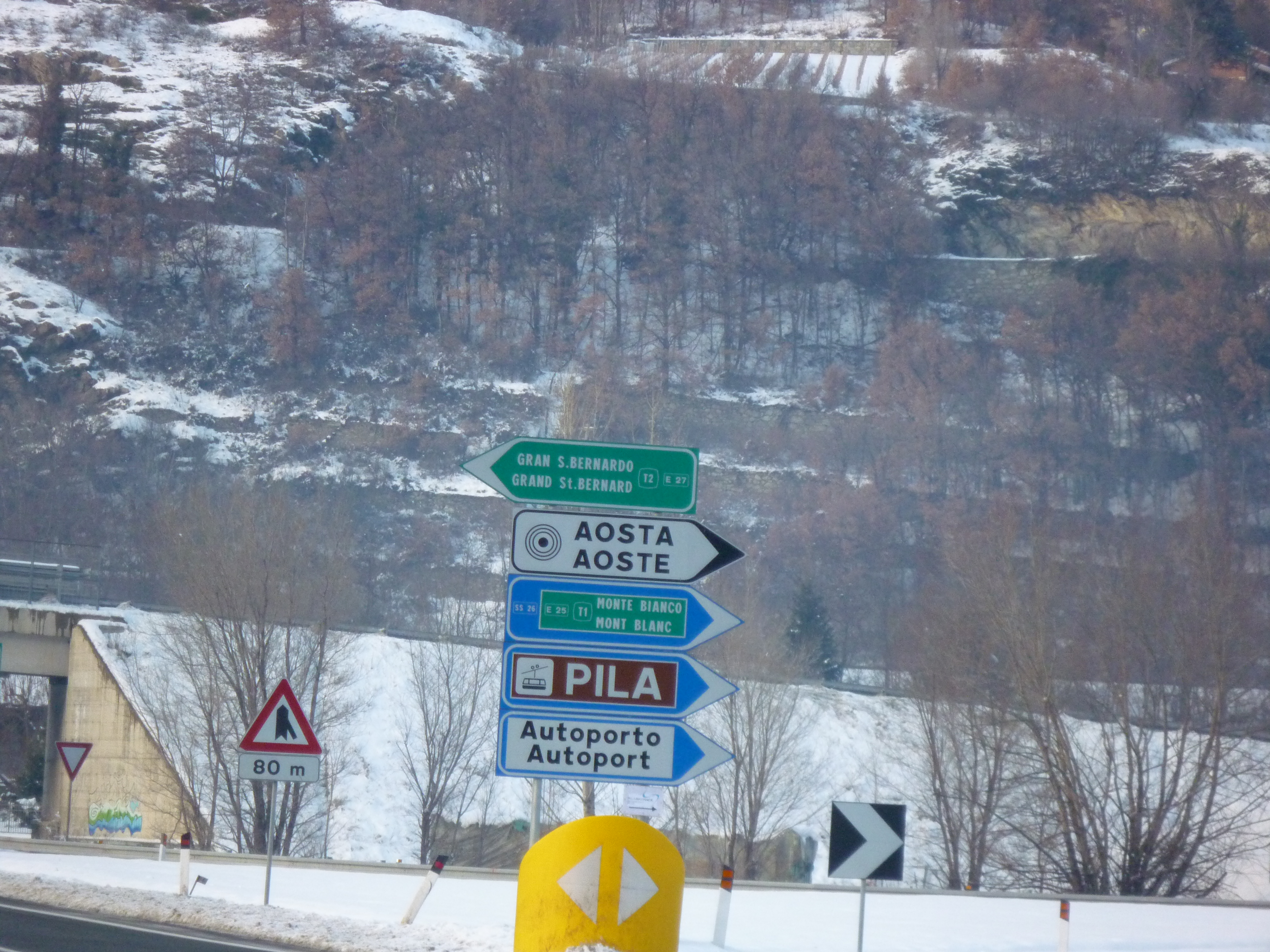
Signalisation bilingue italien-français à la jonction A5-RN27 au Villair de Quart.
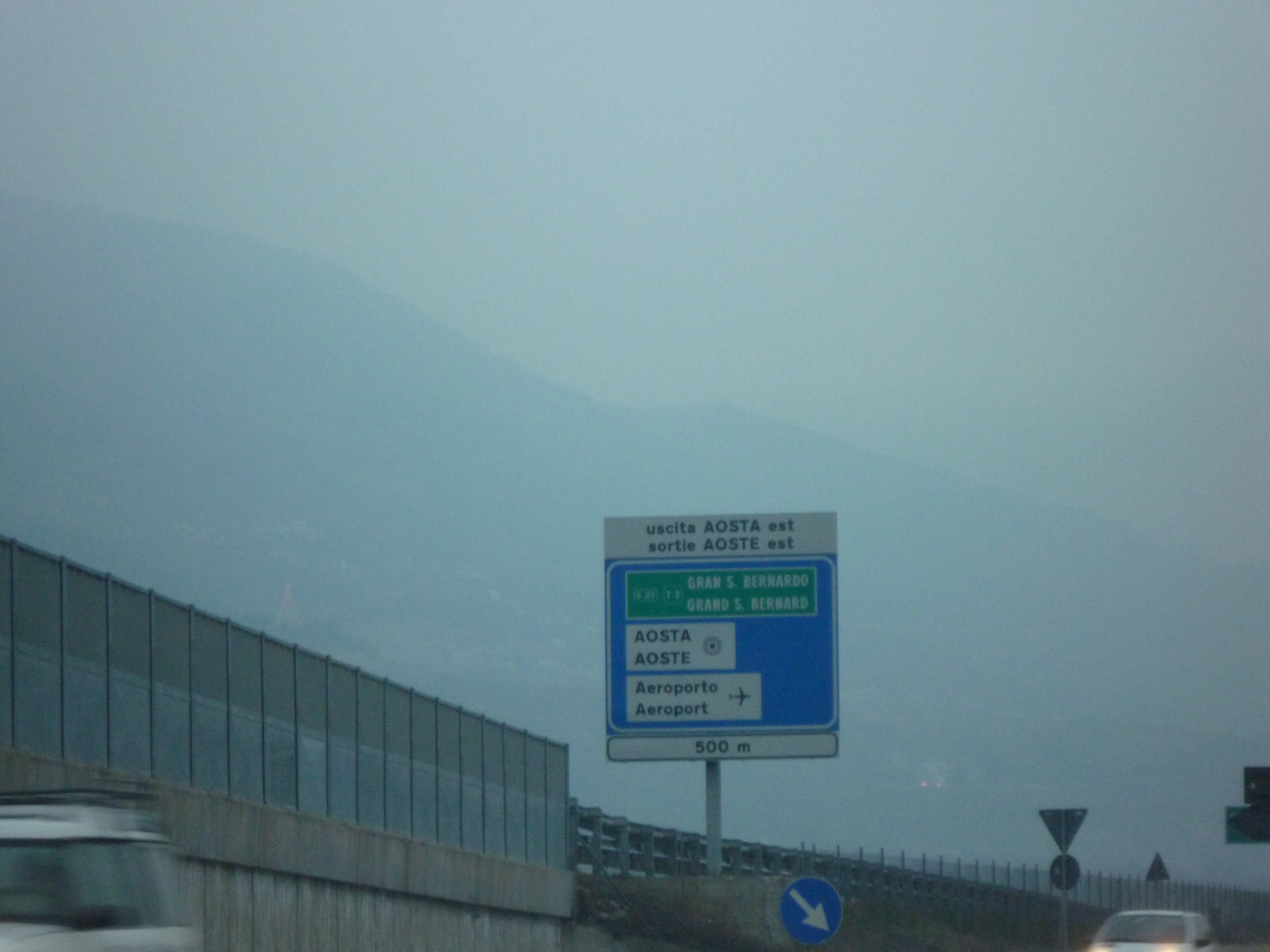
Signalisation bilingue près d'Aoste (autoroute A5).
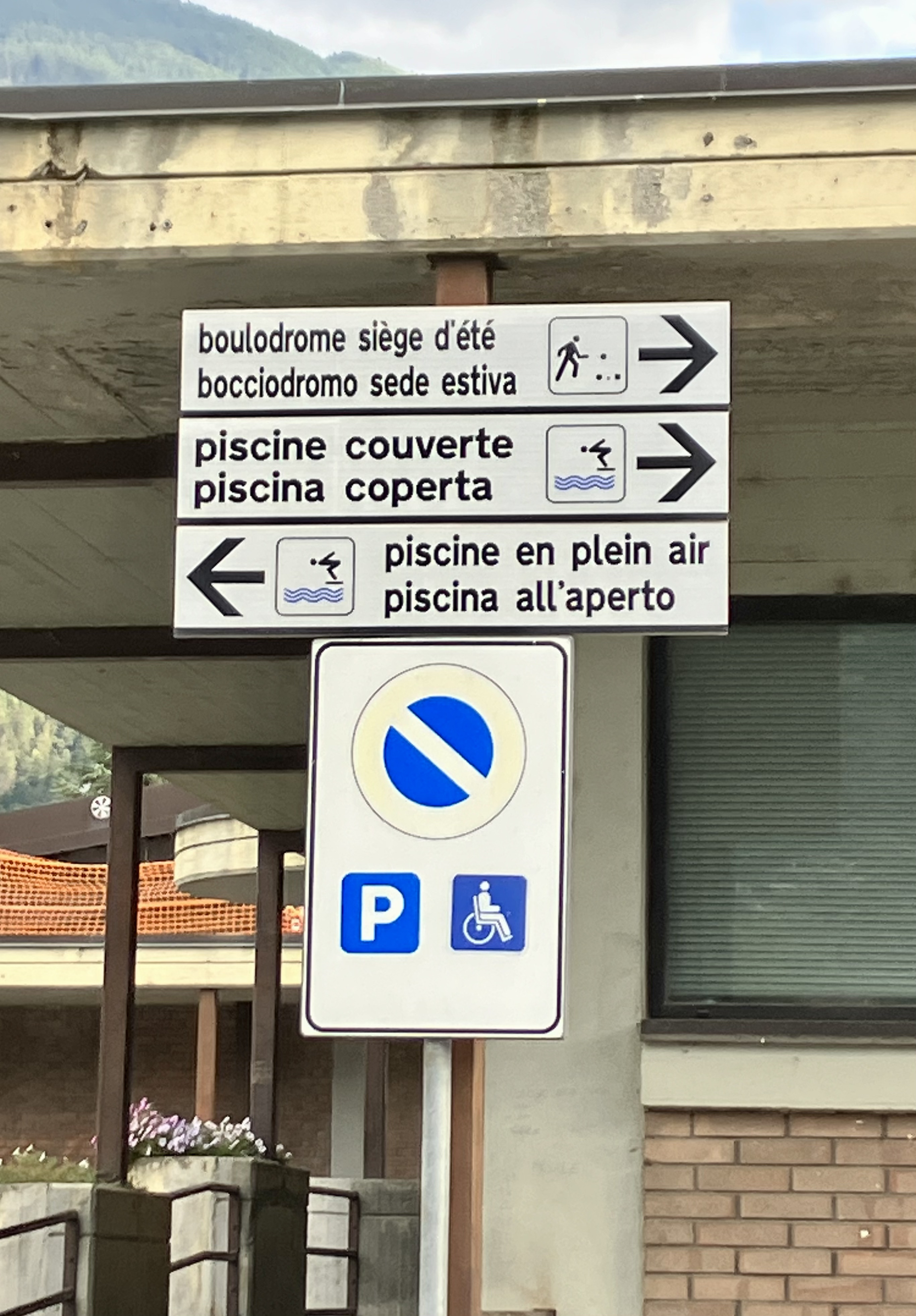
Signalisation bilingue français-italien à Chambarlet (Aoste).
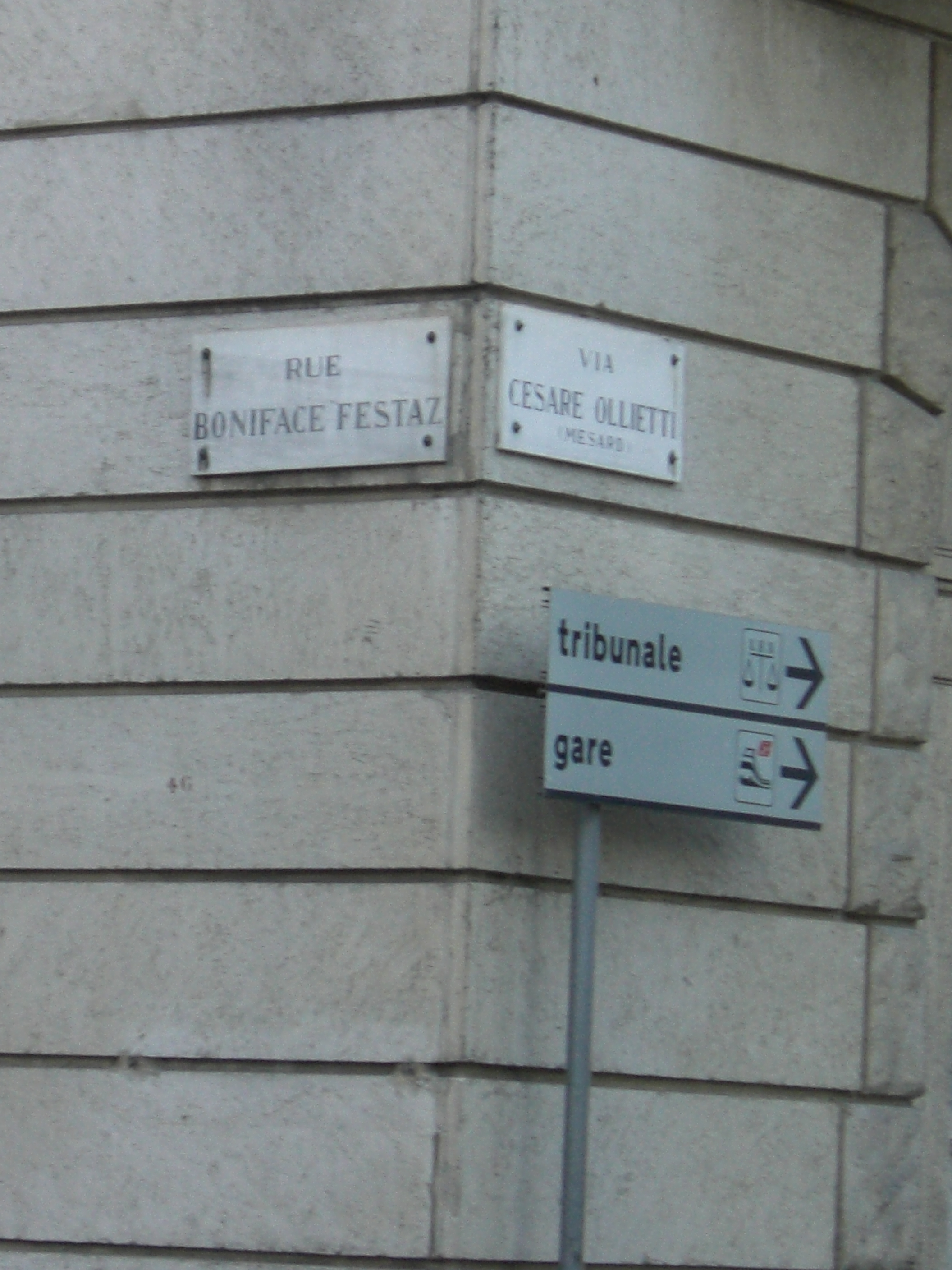
Signalisation bilingue "imparfaite" à Aoste.
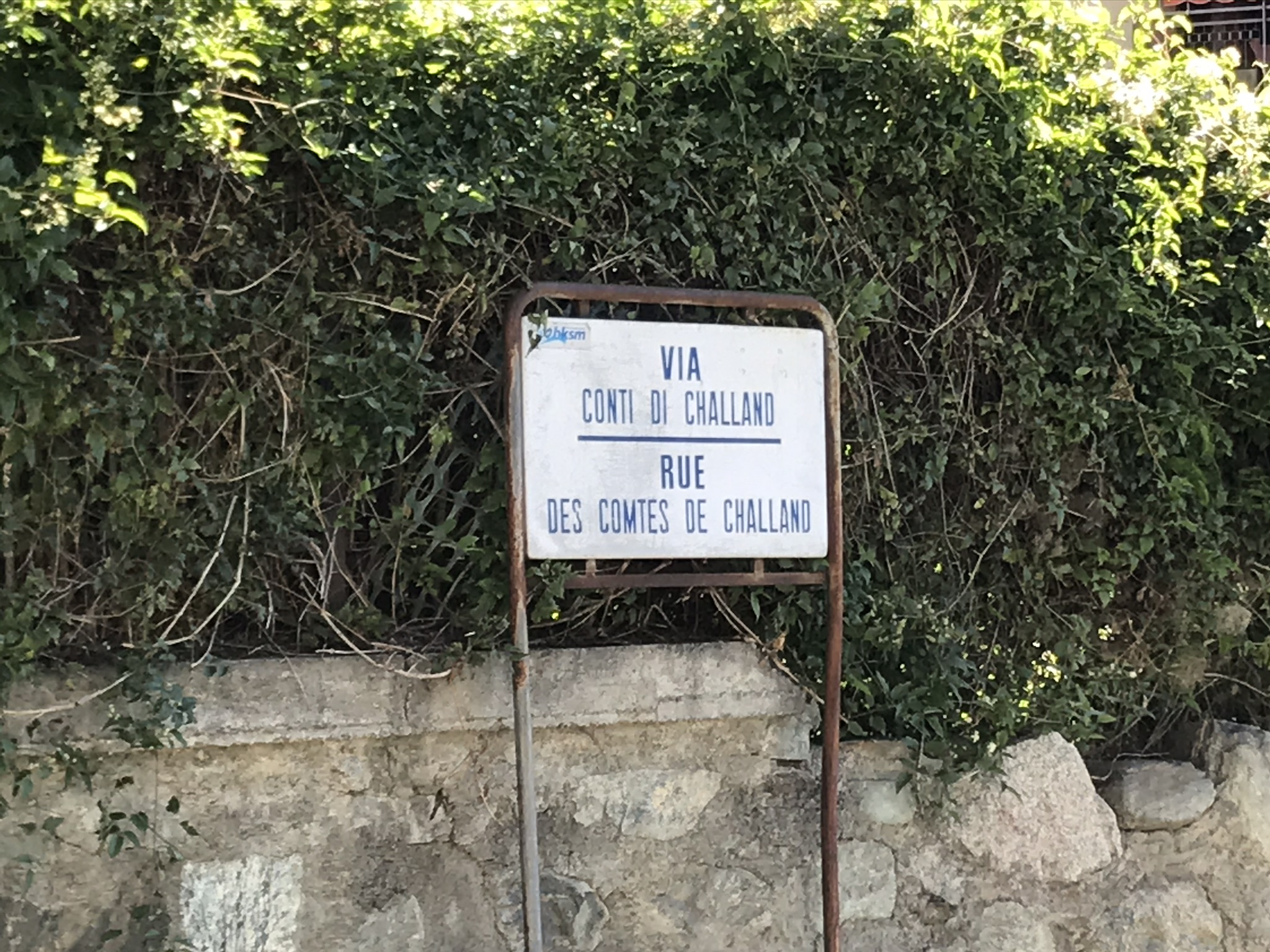
Nom de rue bilingue italien-français à Saint-Vincent.
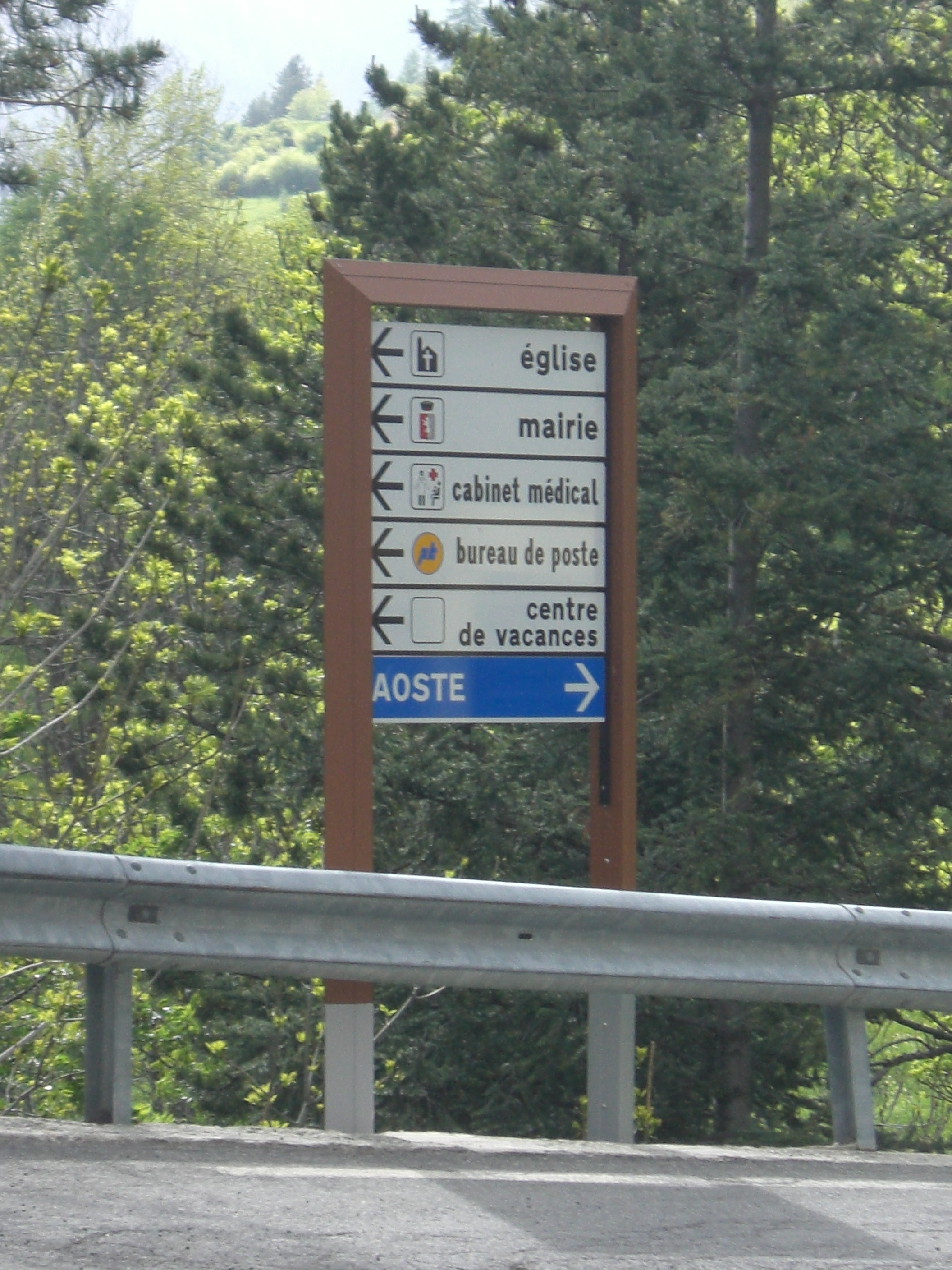
Signalisation monolingue en français à Allein.
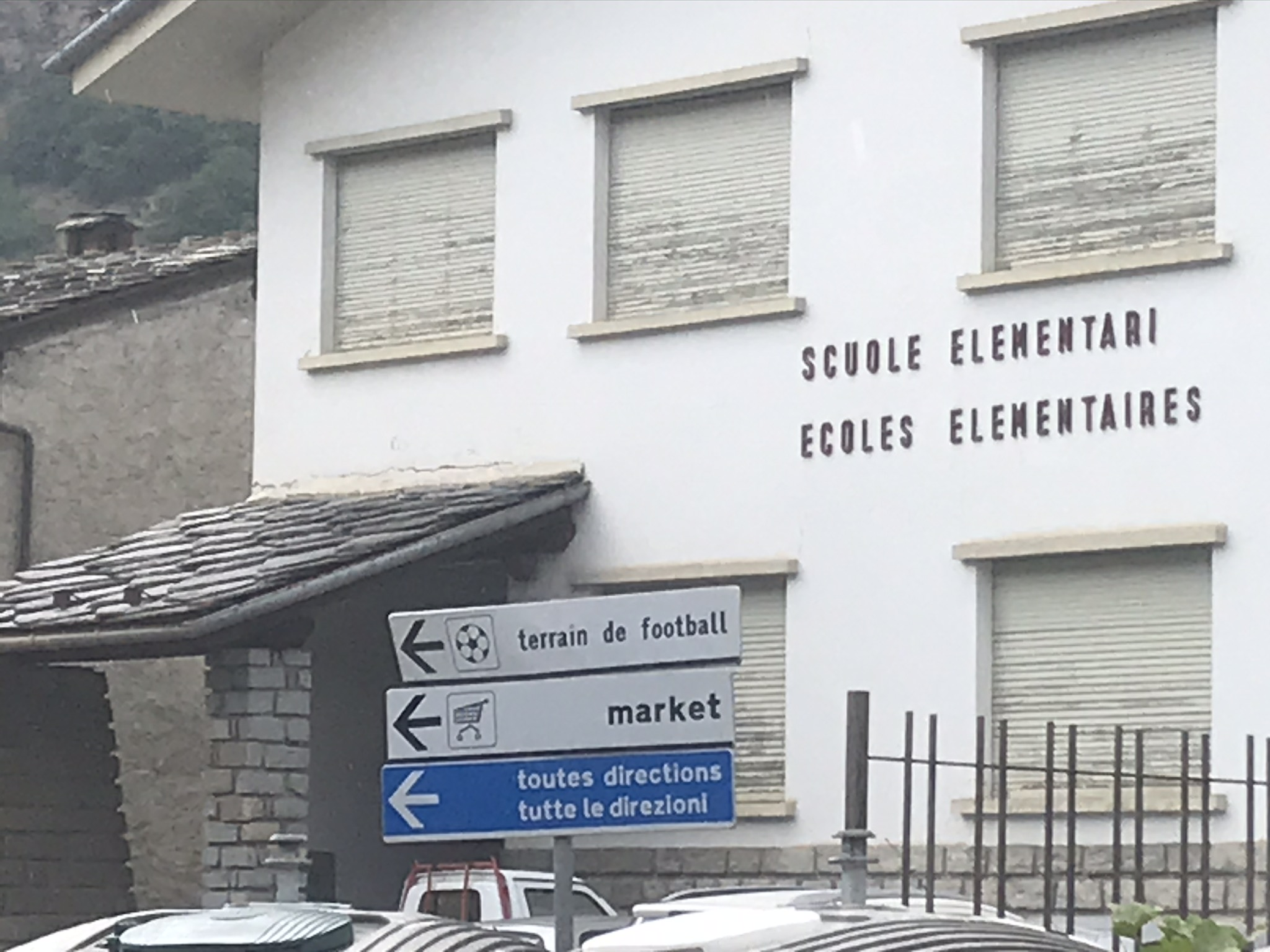
Panneaux monolingues en français et bilingues français-italien à Arvier.
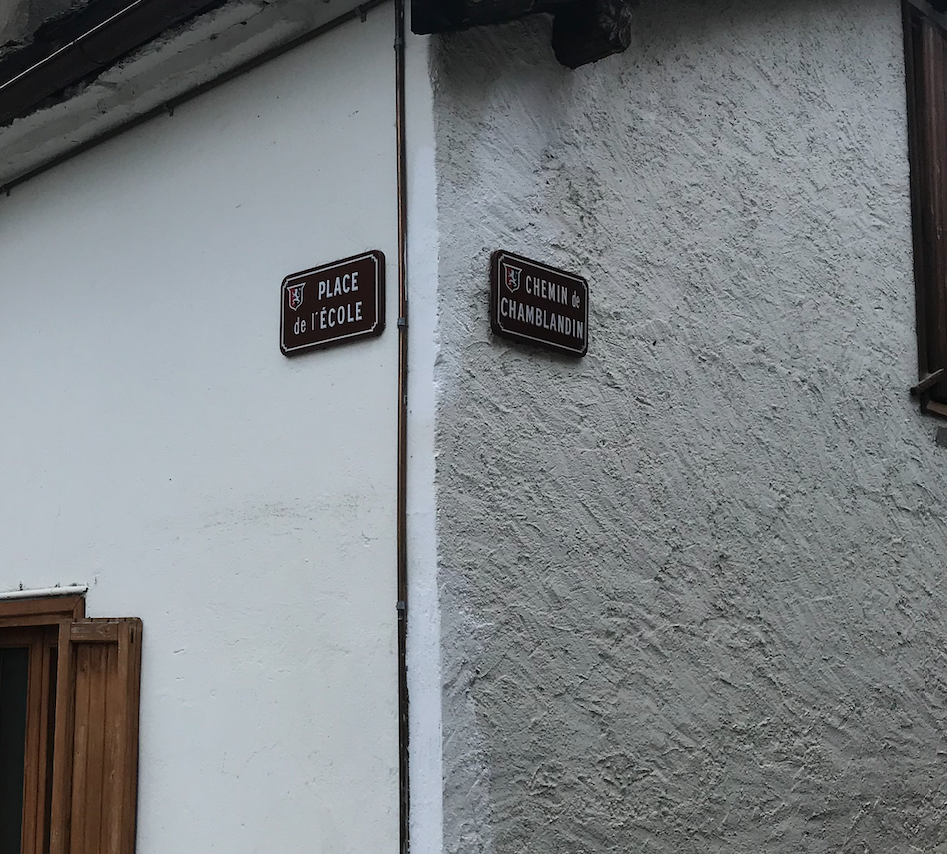
Noms de rues uniquement en français à La Balme (Pré-Saint-Didier).

Dans les communes walser de la haute vallée du Lys, la situation est plus complexe. À Gressoney-La-Trinité et à Gressoney-Saint-Jean, les toponymes (les noms des hameaux, des torrents, aussi bien que les rues des chefs-lieux) ont été récemment mis à jour et affichés seulement en titsch, le patois alémanique local, en remplaçant ainsi les anciens toponymes en langue allemande. Mais les toponymes Gressoney-Saint-Jean et Gressoney-La-Trinité présentent la seule version française. Les panneaux complémentaires sont trilingues, et présentent les variantes italienne, française et allemande, comme pour Municipio/Mairie/Gemeindehaus, ou bien Consiglio comunale/Conseil municipal/Gemeinderat.  A Issime, la troisième commune walser valdôtaine, la population a toujours parlé français à côté du patois d'origine alémanique, à la différence des deux Gressoney, ou la langue de référence était plutôt l'allemand. Voilà pourquoi les toponymes sont tous présentés dans la double variante français/töitschu (comme pour Riccourt/Rickurt), le patois issimois, mais la variante officielle en dehors du domaine communal est seulement en français.

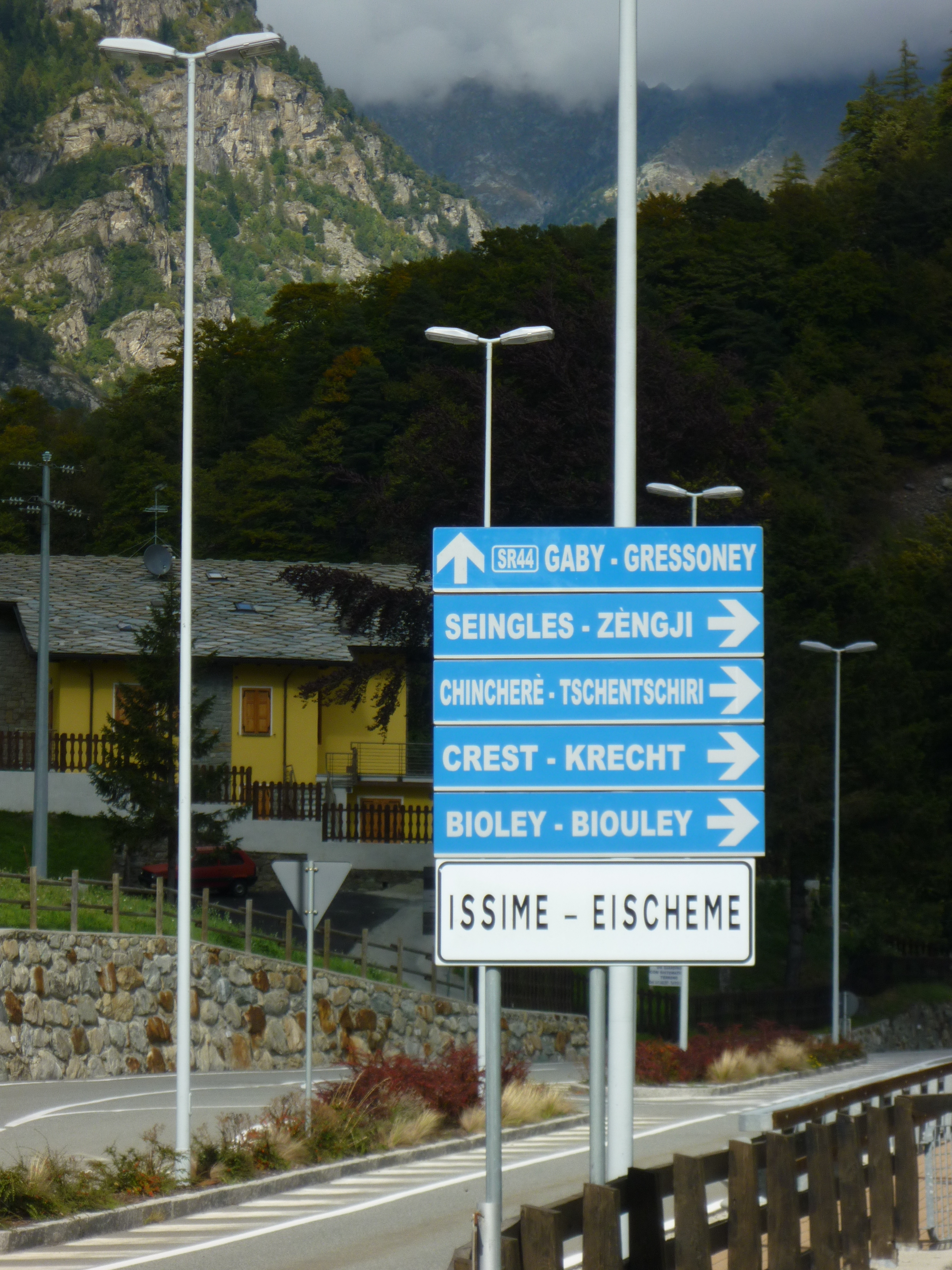
Signalisation bilingue français-töitschu à Issime.
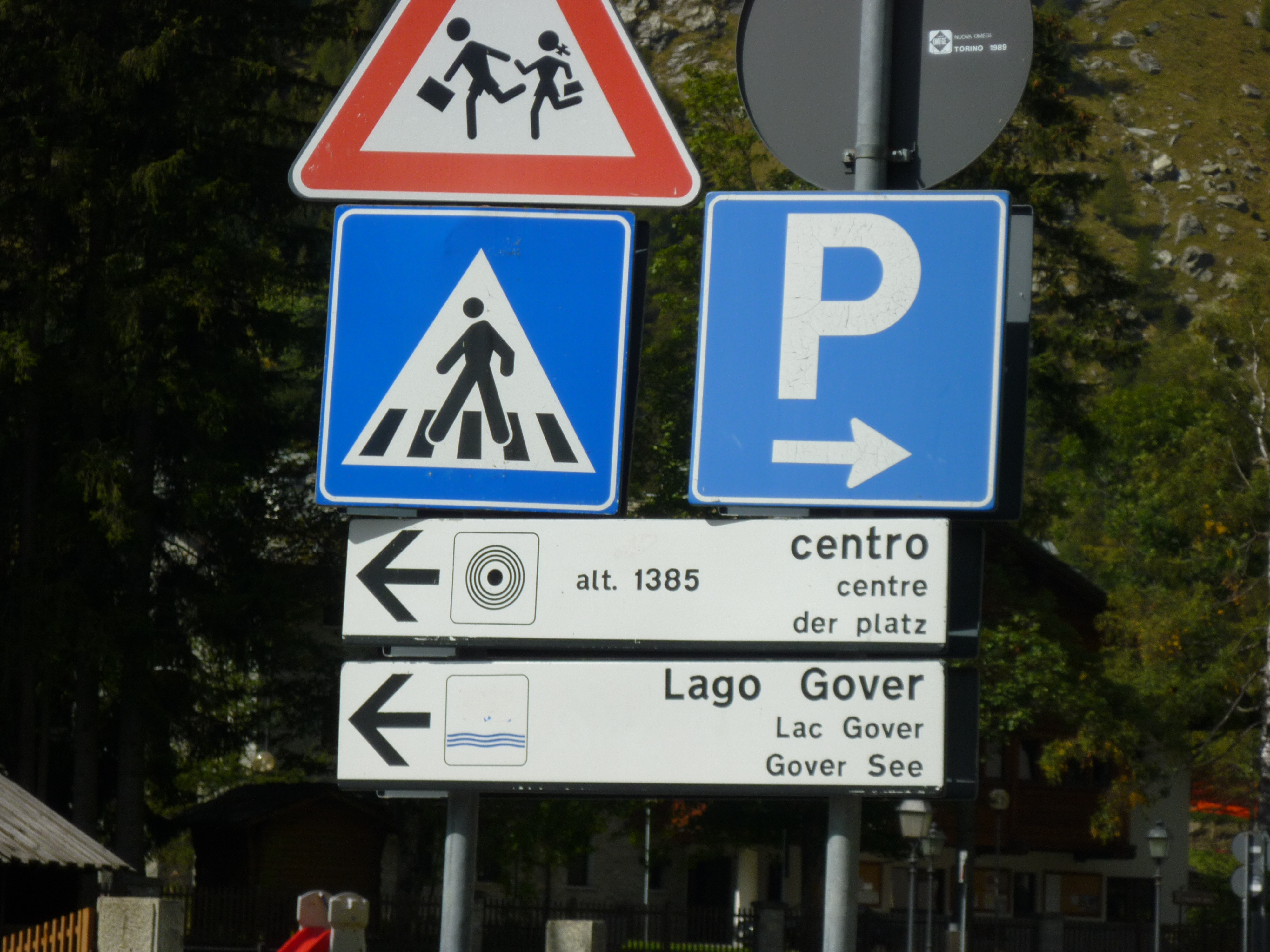
Signalisation trilingue (italien-français-allemand) à Gressoney-Saint-Jean.

#### Piémont
Dans les vallées occitanes du Piémont, protégées par la loi italienne (loi 482/1999), plusieurs municipalités ont installé des panneaux de signalisation en italien et en occitan provençal (Par exemple : Roccaforte Mondovì/Rucafuart, Caraglio/Caralh (prononcé Caraj) et Valdieri/Vaudier), même s'il existe encore des discussions sur la normalisation orthographique des versions locales d'occitan et sur la transcription italianisée des prononciations locales. Sur le territoire, on retrouve occasionnellement des panneaux de direction bilingues.

#### Vénétie et Lombardie

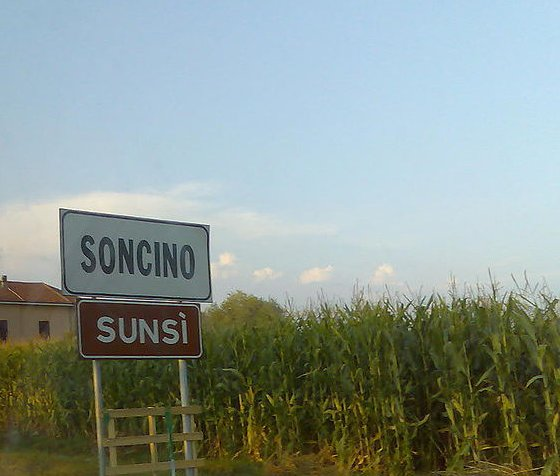
Panneau sur fond marron en lombard, placé sous l'indication en italien, indiquant l'entrée d'un centre habité, à Soncino (Province de Crémone).

En Lombardie, Vénétie et dans les communes piémonataises administrées par la Ligue du Nord, les indications du code de la route ont été interprétées dans leur sens le plus large, et par conséquent les panneaux de localisation incluent la toponymie en langue locale, sur fond marron (comme pour les indications de type touristique, normalisées à l'article 39 du code). Divers exemples sont visibles à Novare (Nuàra), à Busto Arsizio (Büsti Grandi), à Cambiago (Cambiagh), Biassono (Biasòn) et Barlassina (Barlasìna), Bergame (Bèrghem), Capriate San Gervasio (Cavriat San Gervas), Seriate (Seriat), Albano Sant'Alessandro (Albà), Trescore Balneario (Trescùr), Costa Volpino (Costa Ulpì), Nembro (Nèmber) et à Albino (Albì), avec des résultats qui varient beaucoup du point de vue de l'uniformité graphique et orthographique.
L'article 131 du code interdit « d'ajouter au nom de la localité d'autres inscriptions, ni d'ajouter sous le panneau une affiche supplémentaire ». Cette règle est systématiquement ignorée, non seulement pour les toponymes locaux mais aussi pour les autres informations.
Dans la commune de Livigno, zone franche à la frontière de la Suisse, la signalisation routière est entièrement en italien mais les plaques de nom de rue sont officiellement et exclusivement rédigées en dialecte local (une forme de lombard fortement teintée de romanche) : Piazza dal Comun, Via dala Gesa, Via Saròch. Une politique semblable est en vigueur à Venise. La dénomination des noms de ruelles et des places est affichée en vénitien.

#### Haut-Adige

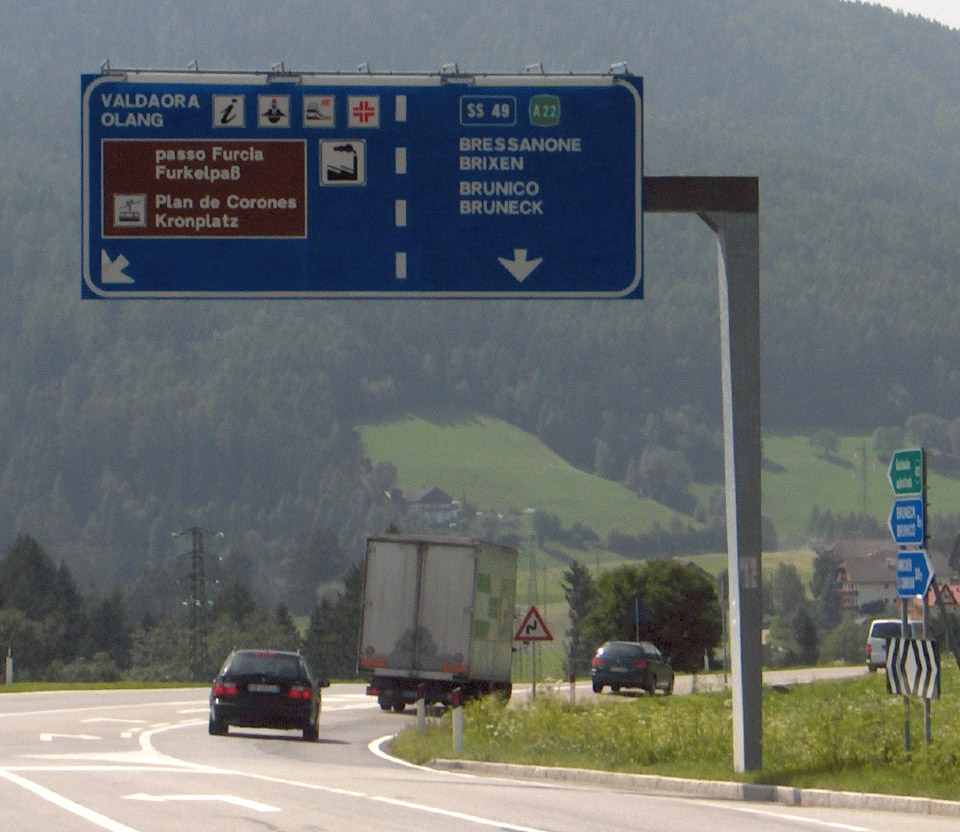
Signalisation bilingue en italien et allemand dans la province autonome de Bolzano.

Dans la province autonome de Bolzano, la signalisation est entièrement bilingue italien/allemand. Le statut constitutionnel de la région prévoit à l'article 11 virgule 2 « l'obligation du bilinguisme sur le territoire de la province » et qu'il n'y ait pas de différence notable entre les deux versions (utilisation du même type de caractères et de la même dimension). L'affichage comprend la double version officielle autant des toponymes sur les panneaux de direction et de localisation que de tous les autres textes complémentaires à la signalisation routière.
.

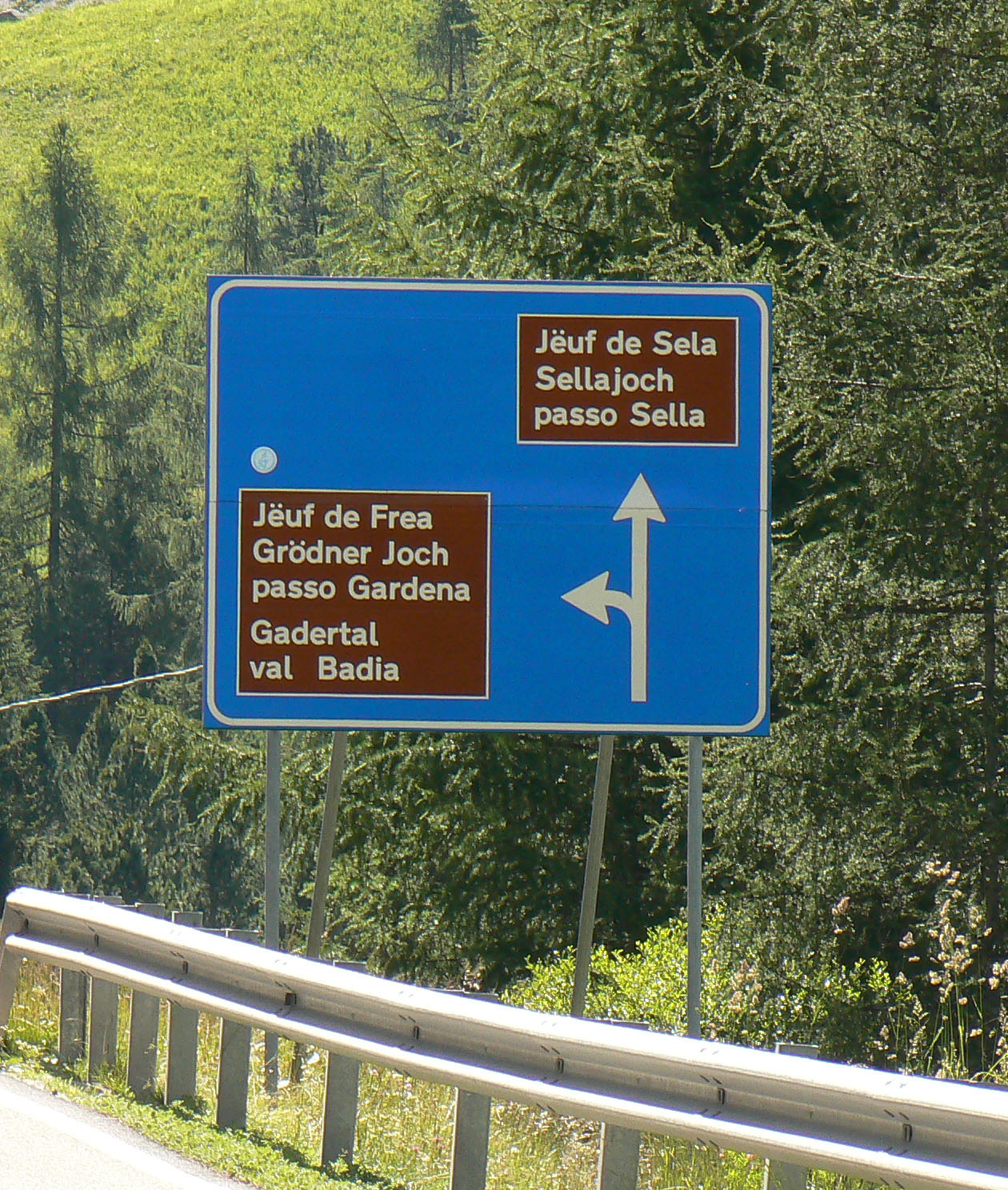
Tyrol du Sud, Val Badia, signalisation en ladin, allemand et italien.

Le texte italien, suivi de l'allemand est l'ordre utilisé sur les autoroutes et dans la ville de Bolzano (majoritairement italienne). Sur le reste du territoire (majoritairement allemand), l'ordre inverse (allemand/italien) est normalement utilisé, même sur les routes d'états, celles-ci étant maintenant administrées par les autorités provinciales (l'ordre était auparavant italien/allemand, lorsque sous l'autorité de la société d'état ANAS, chargée de l'administration du réseau routier national italien). L'utilisation de pictogrammes ainsi que la présentation claire et homogène permettent d'afficher le plus d'informations possibles en minimisant la redondance, et en se conformant au code de la route et aux conventions internationales.
Dans les municipalités de langue ladine de la province, la signalisation est trilingue ladin/allemand/italien (malgré les indications du code de la route) tant pour les indications toponymiques que pour celles de localisation et de direction, alors que les textes complémentaires sont bilingues allemand/italien. L'affichage utilise la même présentation que dans le reste de la province. À l'occasion, l'affichage trilingue apparait aussi dans les textes complémentaires.

#### Trentin
Dans les municipalités ladines de la province autonome de Trente, la signalisation est normalement bilingue italien/ladin, mais seulement pour la toponymie sur les panneaux de localisation et sur ceux de destinations (sur les routes locales). Les textes complémentaires sont habituellement unilingues italiens

#### Frioul-Vénétie Julienne

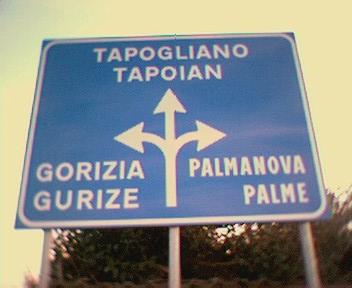
Préavis de direction bilingue italien/frioulan à Udine.

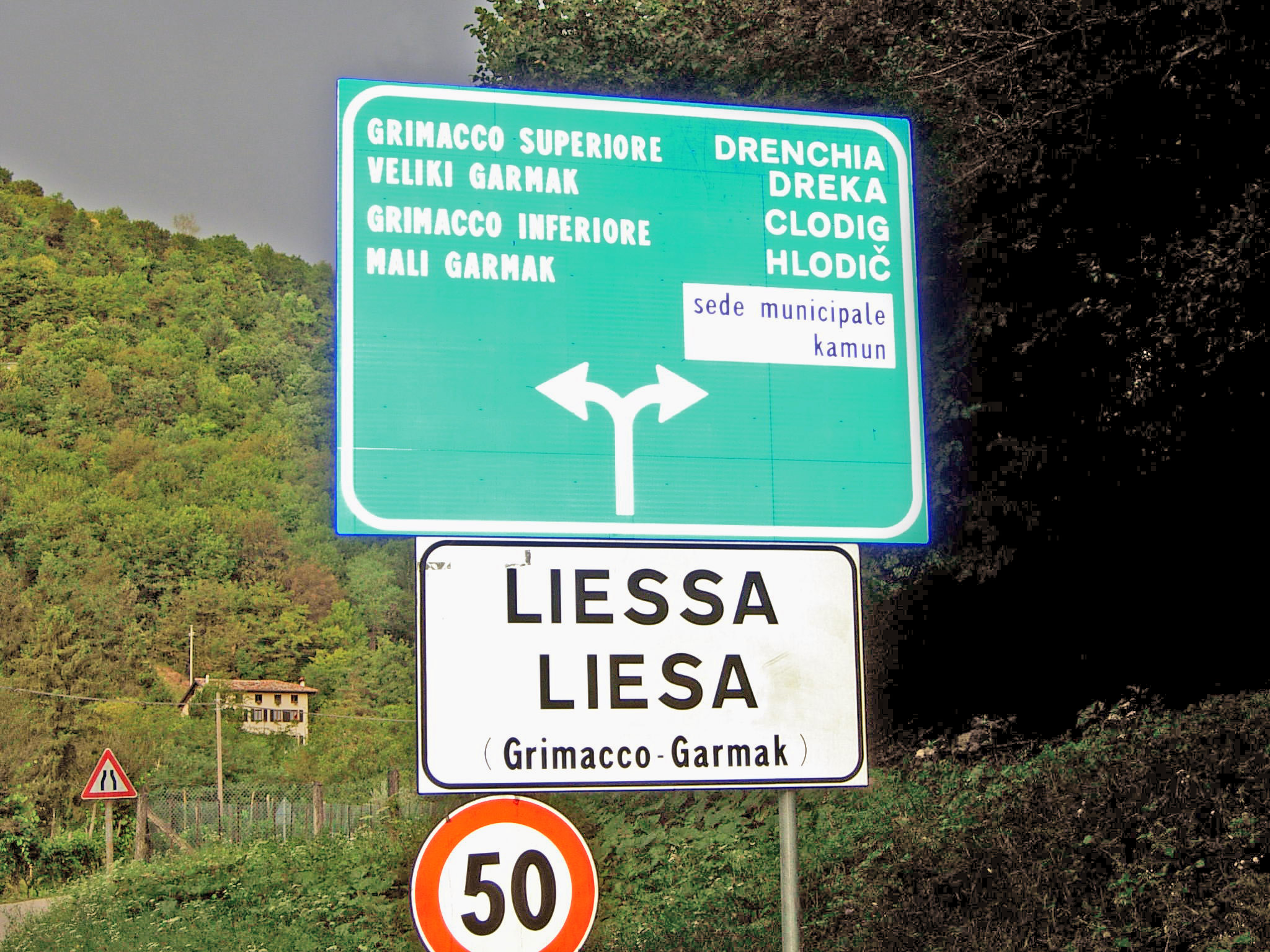
Signalisation bilingue italo-slovène dans la vallée du Natisone.

Dans la région de Frioul-Vénétie Julienne, l'usage du frioulan est reconnu officiellement par les normes nationales italiennes (loi 482/1999) et régionales (loi régionale n.15). Cette langue est utilisée dans les indications de localisation de 40 % des municipalités. Sur le réseau routier de la province d'Udine, un projet est en cours afin de convertir les panneaux de signalisation de direction en version bilingue (italien/frioulan). Dans la province de Pordenone, le long de la frontière avec la province d'Udine, plusieurs municipalités ont installé des panneaux de localisation (début/fin de centres habités) bilingues (par exemple : Poffabro/Pofavri dans la commune de Frisanco). Les textes complémentaires sont cependant rédigés en italien seulement.
Toujours en Frioul-Vénétie Julienne, dans les provinces de Trieste et de Gorizia, la signalisation visible dans les municipalités bilingues du Carso/Kras affiche la double forme italienne/slovène, étant donné la présence d'une minorité protégée par les accords internationaux (par exemple : Opicina/Opčine).
La signalisation de localisation bilingue italienne/slovène (parfois dans une variante locale) est aussi visible sur les routes locales de la province d'Udine, dans la zone des vallées de Natisone/Nediške doline (aussi nommée Vénétie slovène) dans les municipalités aux environs de San Pietro al Natisone.

#### Sardaigne

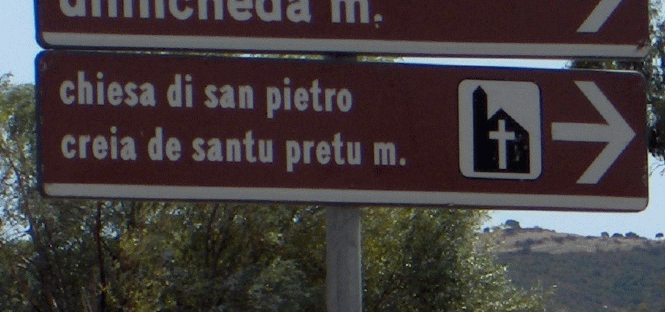
En Sardaigne, signalisation locale bilingue en italien et en sarde.

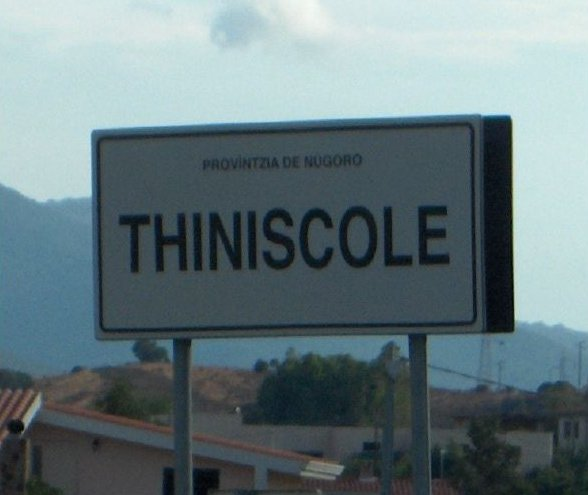
Panneau en sarde signalant le début d'un centre habité à Siniscola/Thiniscole.

En Sardaigne, l'utilisation de la langue sarde est officiellement reconnue par la loi italienne 482/1999, ainsi que par la loi régionale n. 26 de 1997. Cependant, en l'absence d'une toponymie standardisée et d'une orthographe unifiée, aucune initiative n'a encore été prise ni avec l'ANAS (la société nationale italienne de gestion des routes), ni avec les provinces administrant le réseau routier régional. Au niveau administratif local, cependant, de nombreuses municipalités affichent sur leurs routes des panneaux de localisation et de direction bilingue (italien/sarde), mais avec des résultats très variés.
Alghero, en catalan l'Alguer ville d'environ 42 000 habitants, située dans la province de Sassari, fait figure d'îlot linguistique : 60 % de la population parle encore un catalan ancien et quelque peu italianisé, l'alguérois. Cette langue est reconnue comme langue minoritaire, facilitant alors son enseignement et son utilisation dans les documents officiels de la ville. La toponymie du centre historique de la ville est affichée en double forme bilingue (italien/catalan).
À Tempio Pausania/Tempiu et Luogosanto/Locusantu, les panneaux marquant les limites des centres habités incluent une version en langue galluraise, de plus petite taille que la version italienne.
La province de Nuoro, au contraire, installe des panneaux de début et de fin de centres habités ne contenant que la version sarde de la dénomination (en plus de ceux déjà existant en italien), dans une trentaine de municipalités parmi lesquelles Siniscola/Thiniscole, Ottana/Otzana, Posada/Pasada et Loculi/Locula, tel que prescrit par la loi régionale n.26/97.

#### Autres régions
À Ancône, aux environs du port, la signalisation est bilingue (italien/grec), étant donné les nombreux échanges avec la Grèce.
En Calabre, dans le pays de Bova Marina, la signalisation est bilingue (italien/grec) et dans certaines routes en grecanico (une espèce de grec parlé par les habitants de la ville).
En Sicile, dans la province de Palerme, on retrouve des panneaux bilingues (italien/albanais) tant à l'intérieur qu'aux environs de la commune Piana degli Albanesi.

### Malte
L'île de Malte est officiellement bilingue (anglais/maltais). La signalisation routière est cependant monolingue. Elle utilise l'anglais pour les textes, alors que les toponymes sont affichés dans la dénomination locale maltaise.

### Moldavie
En Moldavie, dont la langue officielle est le roumain, mais où le russe reste « langue de communication interethnique », la signalisation utilise la double transcription moldave-russe, parfois augmentée d'indications en langue anglaise.

### Pays-Bas

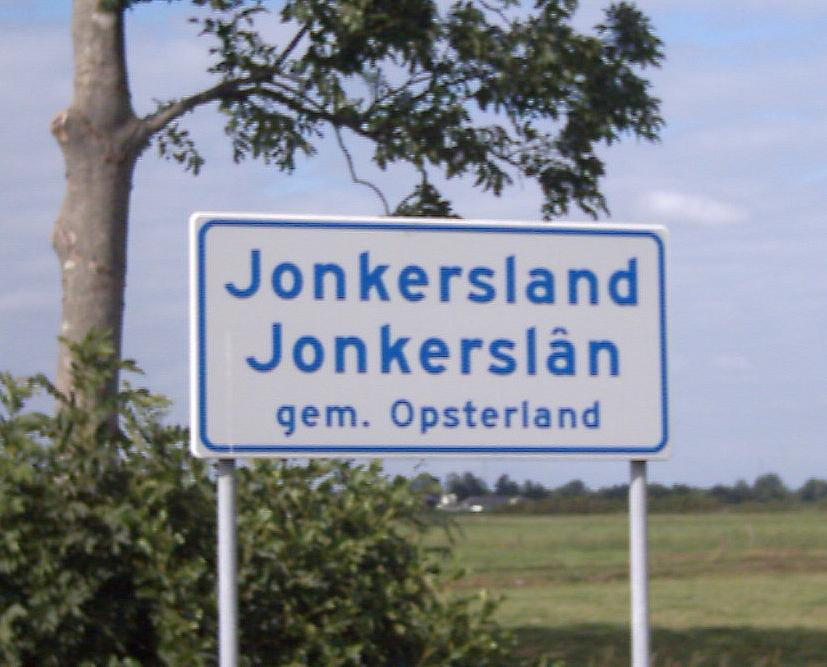
Panneau en néerlandais/frison signalant le début d'un centre habité dans la province de Frise (Pays-Bas).

Aux Pays-Bas, dans la province de la Frise, la langue frisonne occidentale bénéficie d'une protection spéciale. Le nom officiel de la province a été changé pour Provinsje Fryslân en 1997. Plusieurs municipalités ont également changé leur dénomination officielle afin d'utiliser le toponyme en langue locale. La signalisation routière utilisée sur les routes et sur les autoroutes n'est cependant affichée qu'en version néerlandaise, alors que les panneaux signalant les limites des centres habités présentent souvent la double version bilingue.
Depuis quelques années, on trouve également des panneaux bilingues à l'entrée de certains centres habités de la province de Limbourg. Son parler local, le limbourgeois, est reconnu comme langue régionale depuis 1997. Au centre de la ville de Maastricht, on trouve des panneaux de rue bilingues.

### Pologne

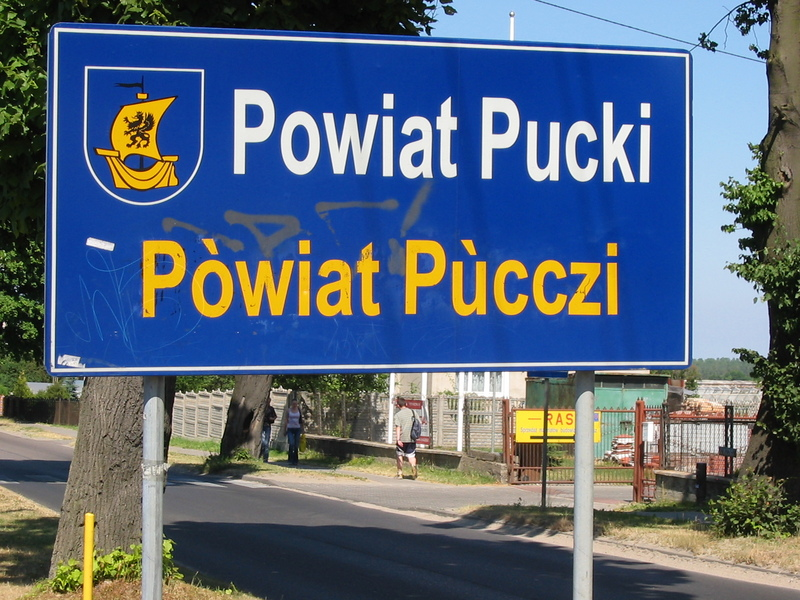
Panneau bilingue en polonais et en kachoube à l'entrée du district de Puck en Poméranie.

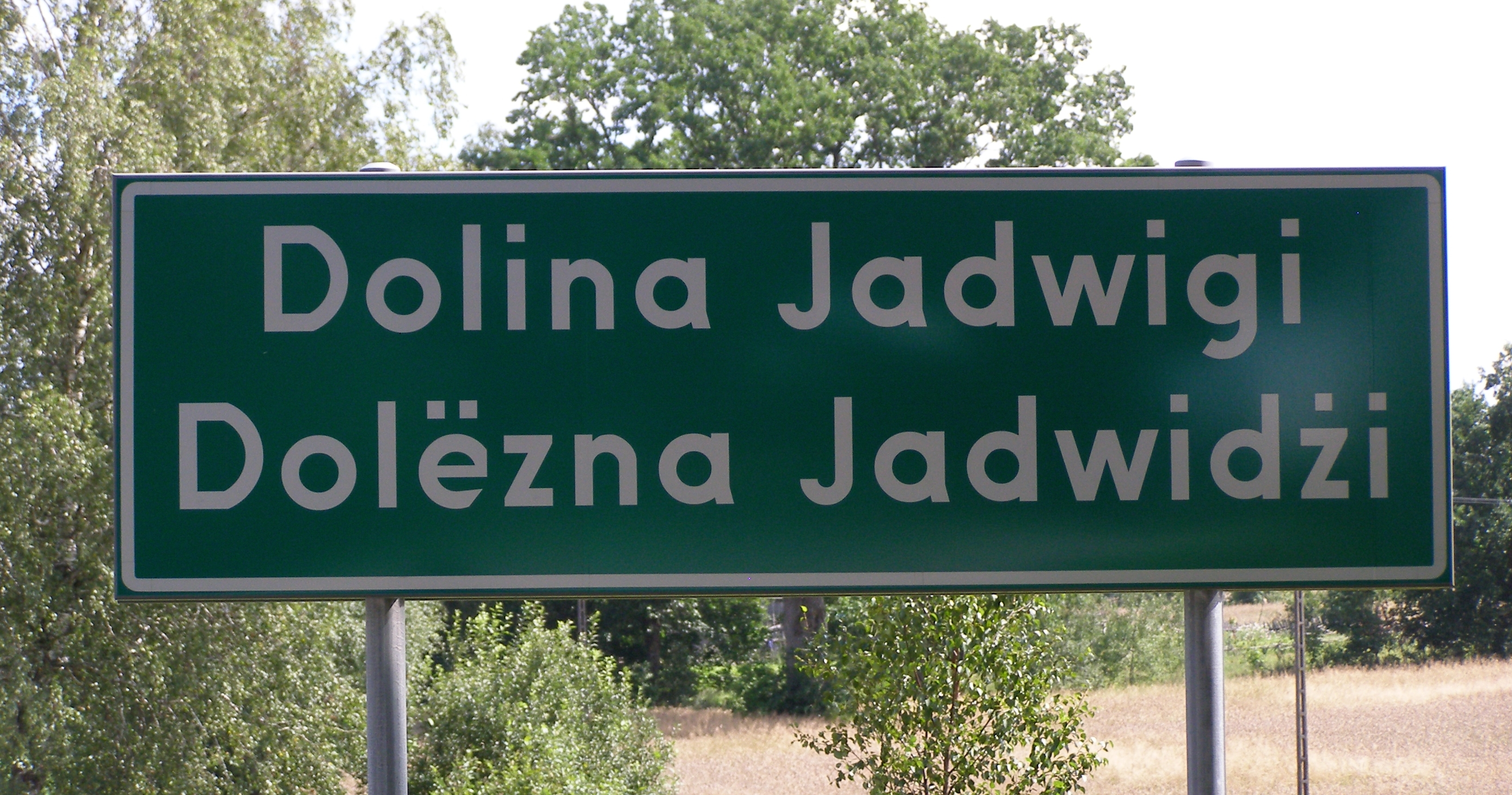
Panneau bilingue en polonais et en kachoube à l'entrée de Dolina Jadwigi (Sierakowice).

En Pologne, la signalisation bilingue est utilisée dans les zones de langue kachoube, en Poméranie et germanophone en Haute-Silésie. Elle se limite aux indications de localisation et elle n'est appliquée que dans des communes où le groupe minoritaire représente au moins 20 % de la population totale. En Haute-Silésie, 28 communes remplissent ce critère.

### Portugal

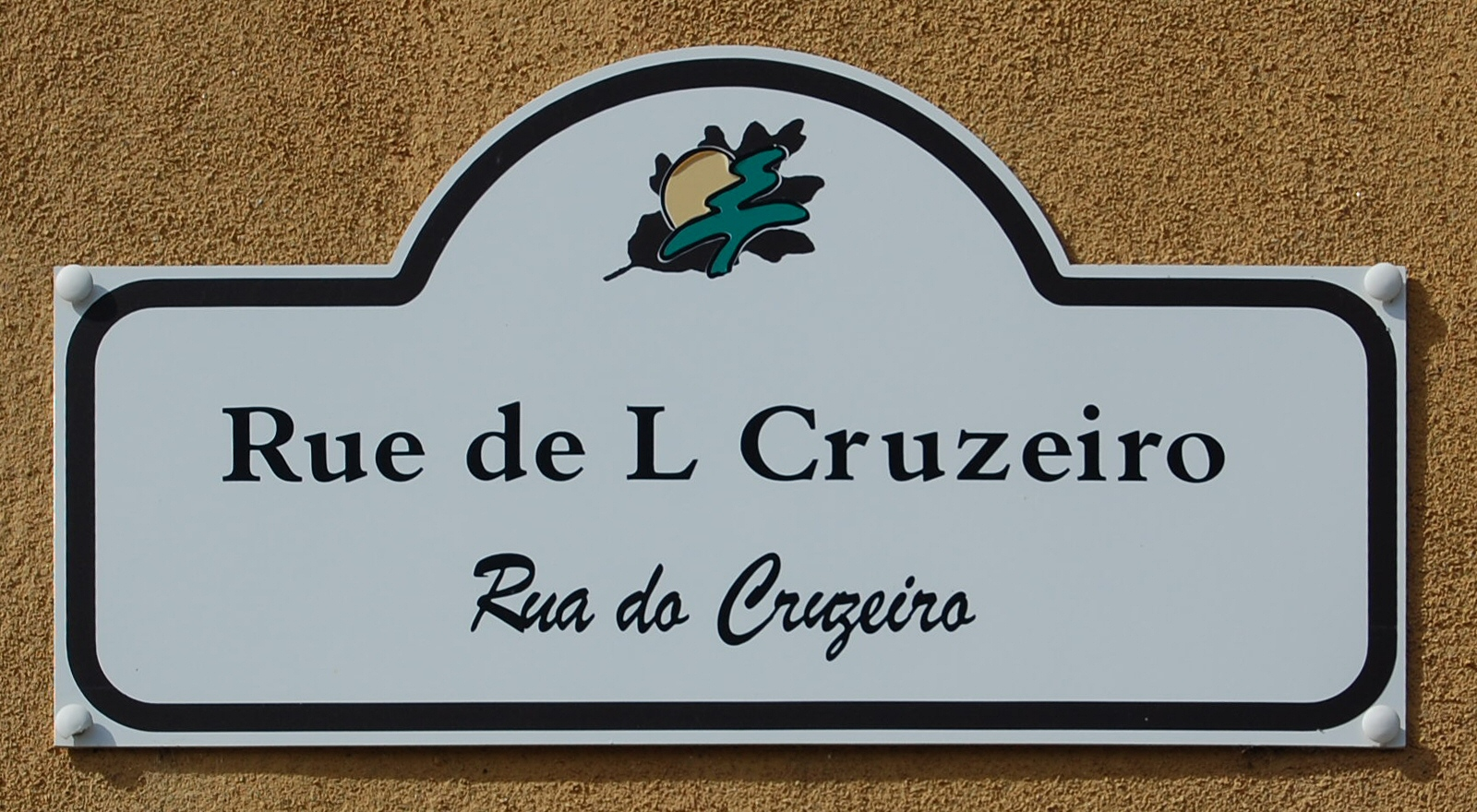
Panneau mirandais/portugais à Zenízio/Genísio, ville de Miranda do Douro.

Le Portugal possède deux langues officielles, le portugais et le mirandais. Le mirandais compte environ 15 000 locuteurs dans le district de Bragance.

### République tchèque
En République tchèque, dans la région de Český Těšín, la signalisation routière et la toponymie apparaissent en double forme, utilisant les langues tchèque et polonaise.

### Roumanie

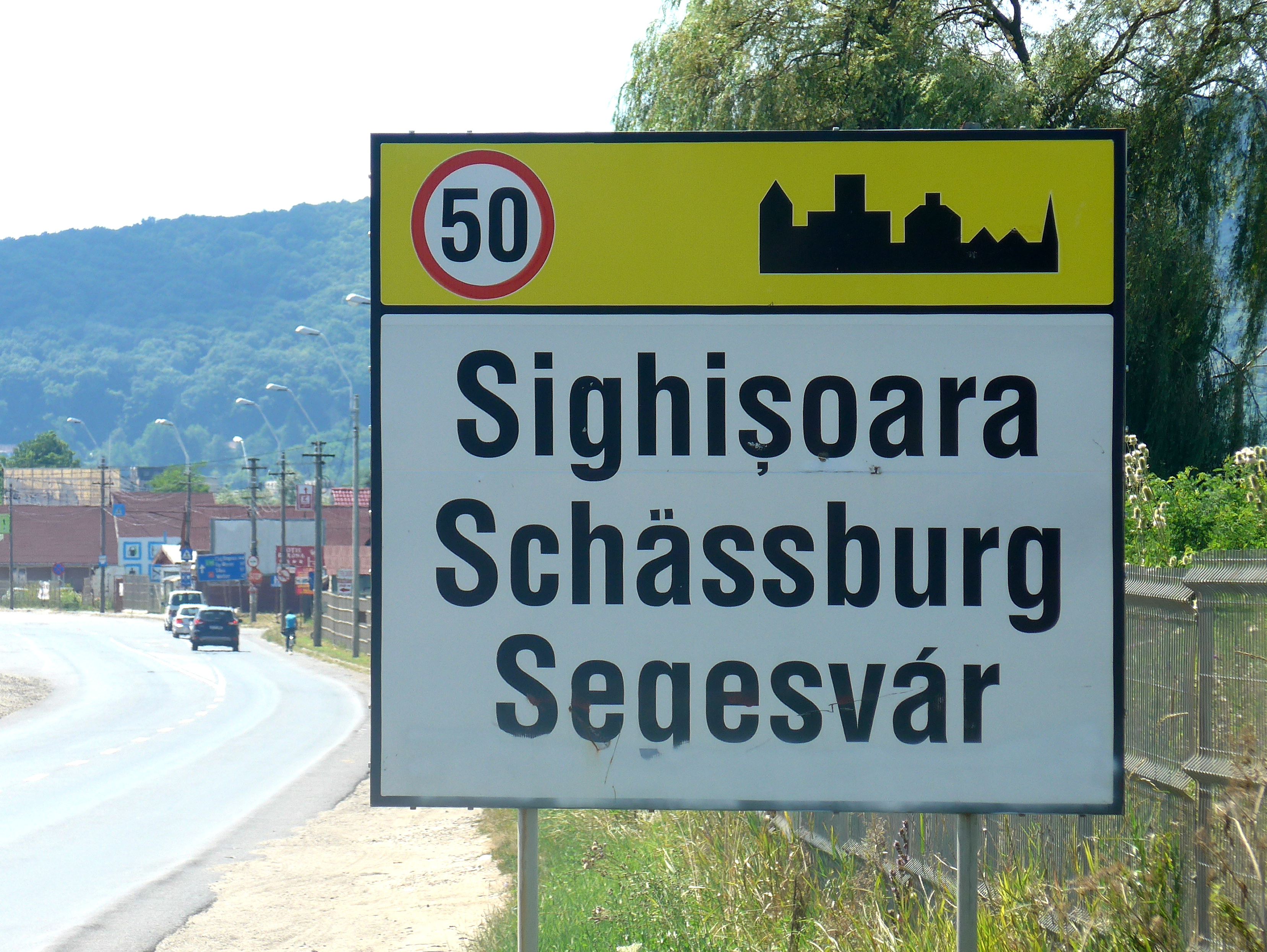
Signalisation routière trilingue à Sighișoara (roumain, allemand, hongrois).

En Roumanie, dans la région de Transylvanie, la signalisation routière et la toponymie sont bilingues roumain et hongrois dans les localités où les Hongrois de Roumanie sont présents et le demandent, et trilingues roumain, hongrois et allemand là où Allemands de Roumanie sont présents et le demandent.

### Slovénie

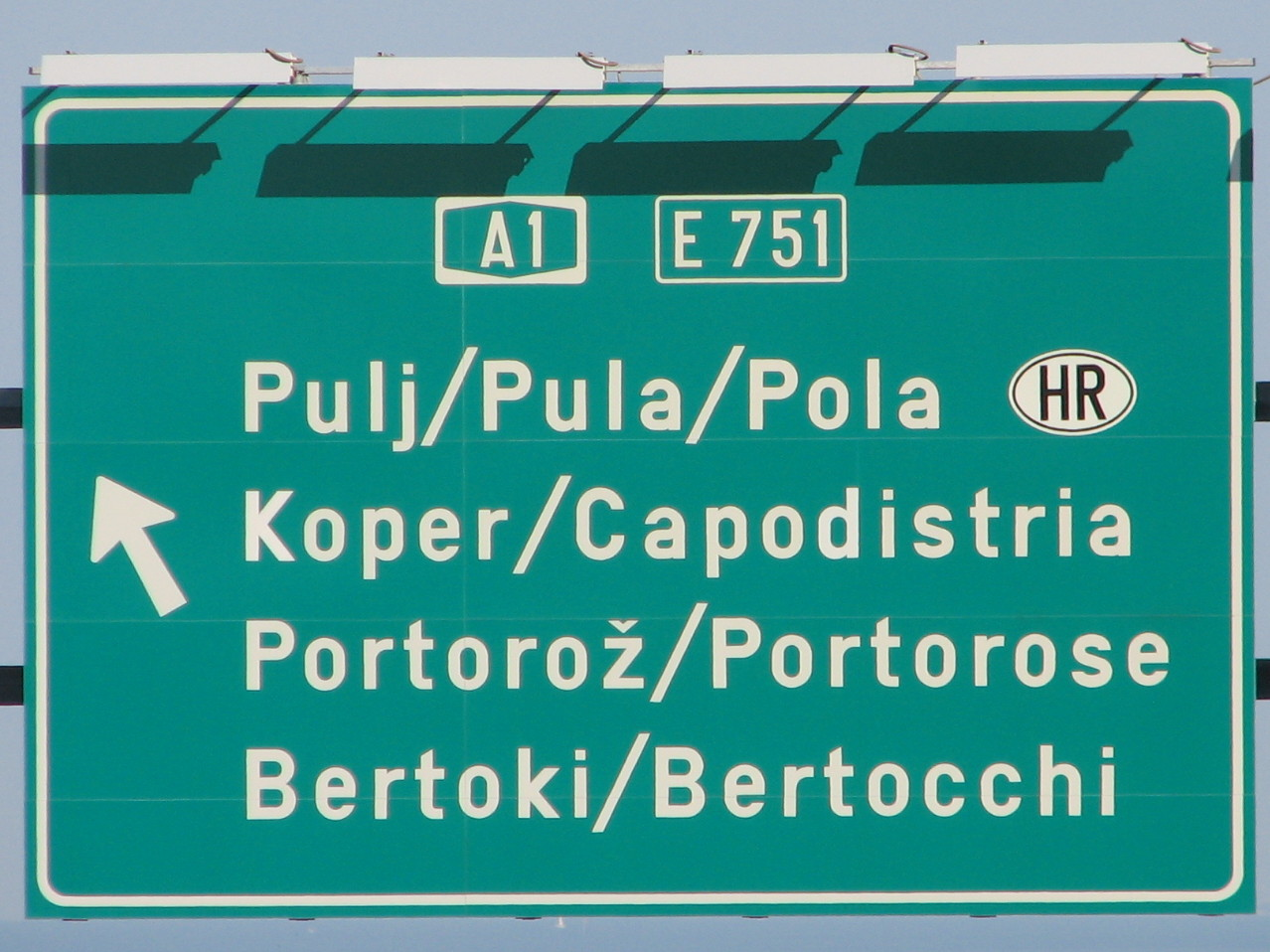
Panneau routier aux environs de Koper/Capodistria (Slovénie) : l'indication pour les localités slovènes de l'Istrie est bilingue slovène et italien, celle de Pula en Croatie est trilingue slovène, italien et croate.

En Slovénie, la zone des côtes de l'Istrie est officiellement bilingue. Presque toute la signalisation de localisation, de direction et de nom de rue, ainsi que les informations complémentaires apparaissent dans la double forme (slovène/italien).
Les textes italiens sont cependant souvent plus petits et moins visibles que ceux en slovène. Les panneaux de direction vers les villes et les pays ne sont rédigés qu'en slovène lorsqu'ils se trouvent dans des municipalités non-bilingues. Lorsqu'on s'éloigne du littoral de l'Istrie, la signalisation devient exclusivement slovène, même dans le cas de panneaux de direction indiquant des communes à la dénomination officiellement bilingue (par exemple : Koper y serait affichée dans la forme slovène seulement, et non pas la double version Koper/Capodistria).
Le district de Lendava/Lendva, en Prékmurie, est bilingue slovène/hongrois.

## Signalisation routière bilingue ailleurs dans le monde

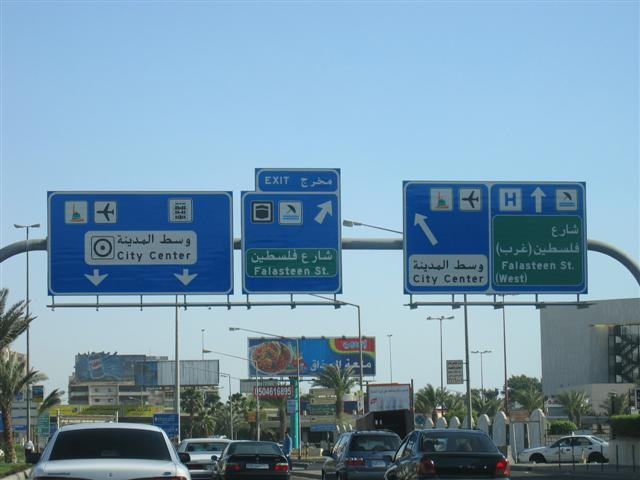
Panneaux bilingues en arabe et en anglais à Djeddah (Arabie saoudite).

### Arabie saoudite, Qatar et Émirats arabes unis
Dans les principales zones urbaines de l'Arabie saoudite, du Qatar et des Émirats arabes unis, le réseau routier présente une signalisation moderne de type occidental/européen, suivant le standard britannique. La langue officielle est l'arabe mais les indications sont également affichées avec la transcription en anglais, utilisant l'alphabet latin. L'ordre d'affichage vertical présente le texte arabe en haut, et la transcription anglaise directement en dessous. Dans le cas de l'affichage horizontal, on remarquera que l'ordre utilisé est anglais/arabe (car l'arabe se lit de droite à gauche). Les deux versions se distinguent bien l'une de l'autre grâce aux alphabets clairement différents.

### Chine et Taïwan

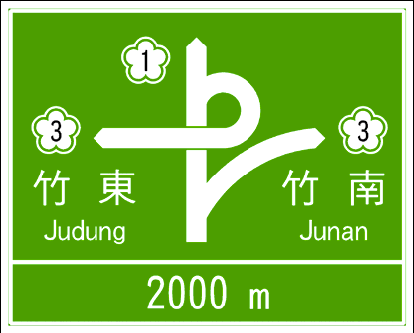
Panneau de préavis d'intersection à Taïwan. En pinyin: zhú dōng, zhú nán.

Un très grand nombre de langues régionales sont parlées en Chine, mais l'utilisation d'une écriture par sinogrammes, non basée sur la prononciation mais plutôt sur la signification, permet aux mêmes textes d'être lisibles dans des contextes linguistiquement différents, ce qui élimine le besoin d'une signalisation bilingue.
Cependant, avec le développement des échanges internationaux et l'augmentation de la motorisation du pays, des panneaux incluant des indications transcrites en alphabet latin sont de plus en plus fréquents sur les itinéraires principaux des grandes métropoles chinoises (Shanghai, Pékin,...).
Le manque de standardisation de cette seconde forme dans la signalisation crée toutefois certaines variations dans les noms de municipalités; le texte est entièrement transcrit en phonétique normalisé (hanyu pinyin); ou bien seuls les noms de lieu sont transcrits, les autres mots étant traduits en anglais; parfois les noms de lieu sont traduits dans la désignation courante en anglais.
Cette situation se produit également dans la dénomination des rues d'une grande ville, où l'on peut retrouver successivement plusieurs variations (par exemple : Qiao/Bridge, Jie/Street, Wangfujing Dajie/Wangfujing Avenue, Xizang Zhonglu/Central Xizang Rd., Xinjiekou Waidajie/Xinjiekou Outer St.).
Le manque d'aisance dans l'épellation en caractères latins ajoute à la confusion.

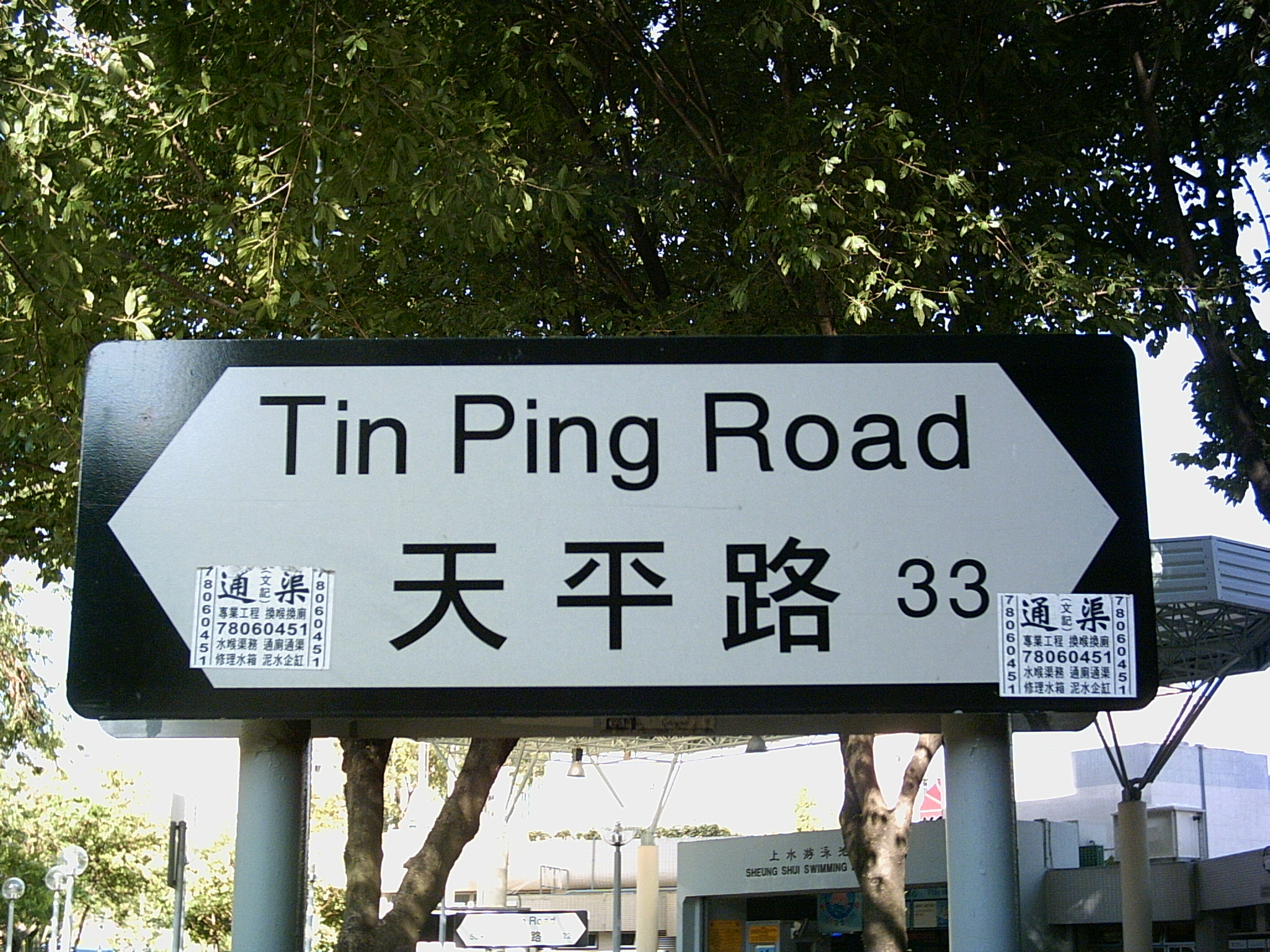
Signalisation en anglais et en chinois à Hong Kong. En pinyin: tiānpíng lù.

Le développement d'une norme officielle pour éliminer ce problème est l'un des objectifs fixés par les autorités, dans le cadre des préparations des Jeux olympiques d'été de 2008, du moins pour les villes de Pékin, Shanghai, Xi'an et Canton.
La signalisation bilingue anglais/chinois est largement répandue à Hong Kong (une ancienne colonie britannique) où s'est établi un grand nombre d'étrangers. La signalisation utilise encore les standards britanniques et l'anglais précède le chinois dans les indications. La transcription phonétique n'est pas normalisée, et le pinyin qui transcrit le chinois de Pékin ne conviendrait pas aux locuteurs du cantonais.
La signalisation bilingue portugais/chinois est largement répandue à Macao (une ancienne colonie portugaise jusqu'à 1999).
À Taïwan, la signalisation sur les routes principales est habituellement transcrite en anglais, alors que les textes complémentaires ne sont écrits qu'en chinois. Les panneaux STOP n'affichent que le texte chinois (avec, à l'occasion, une transcription sur un sous-panneau).

### États-Unis

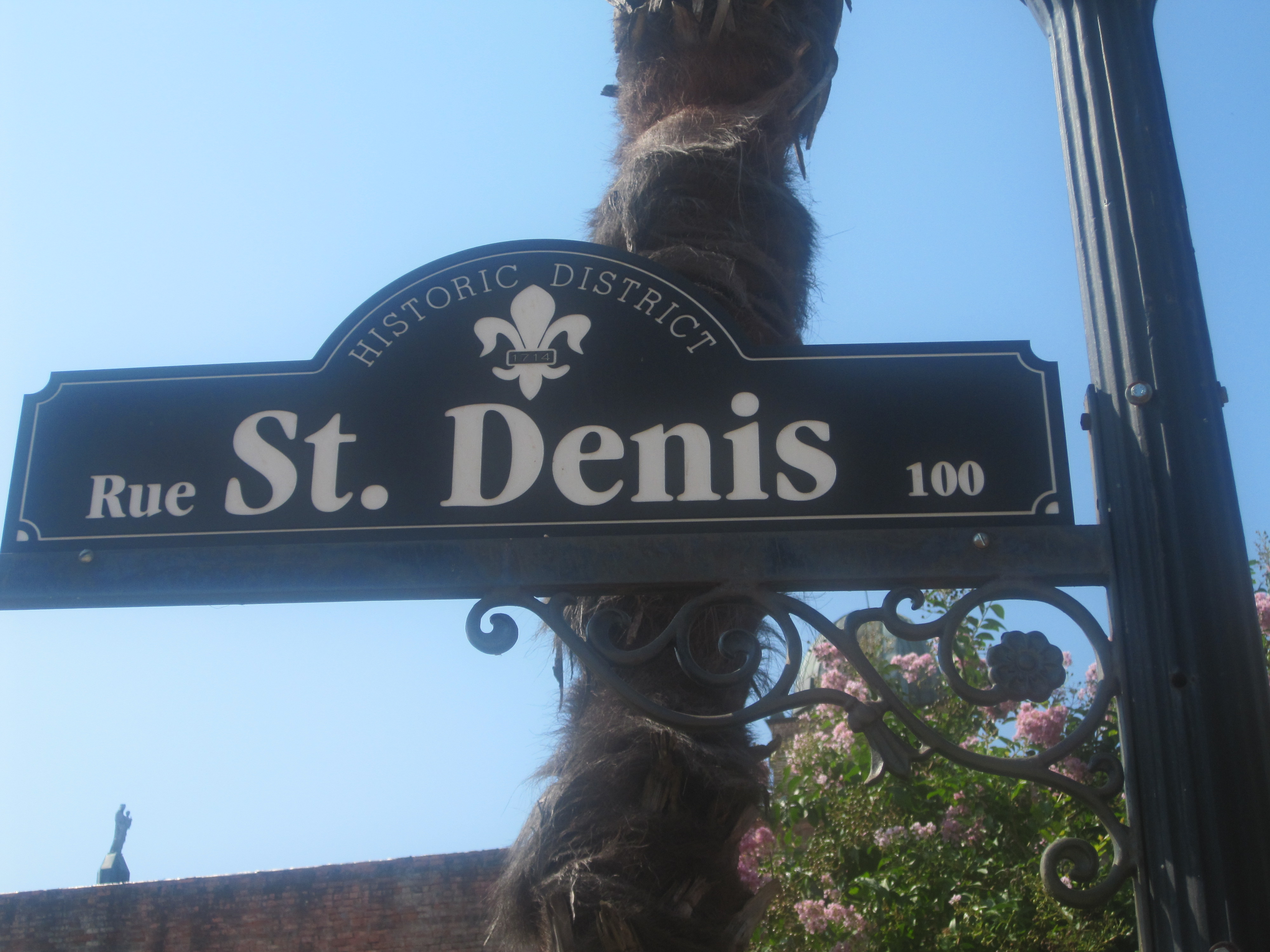
Plaque de rue à Natchitoches en Louisiane.

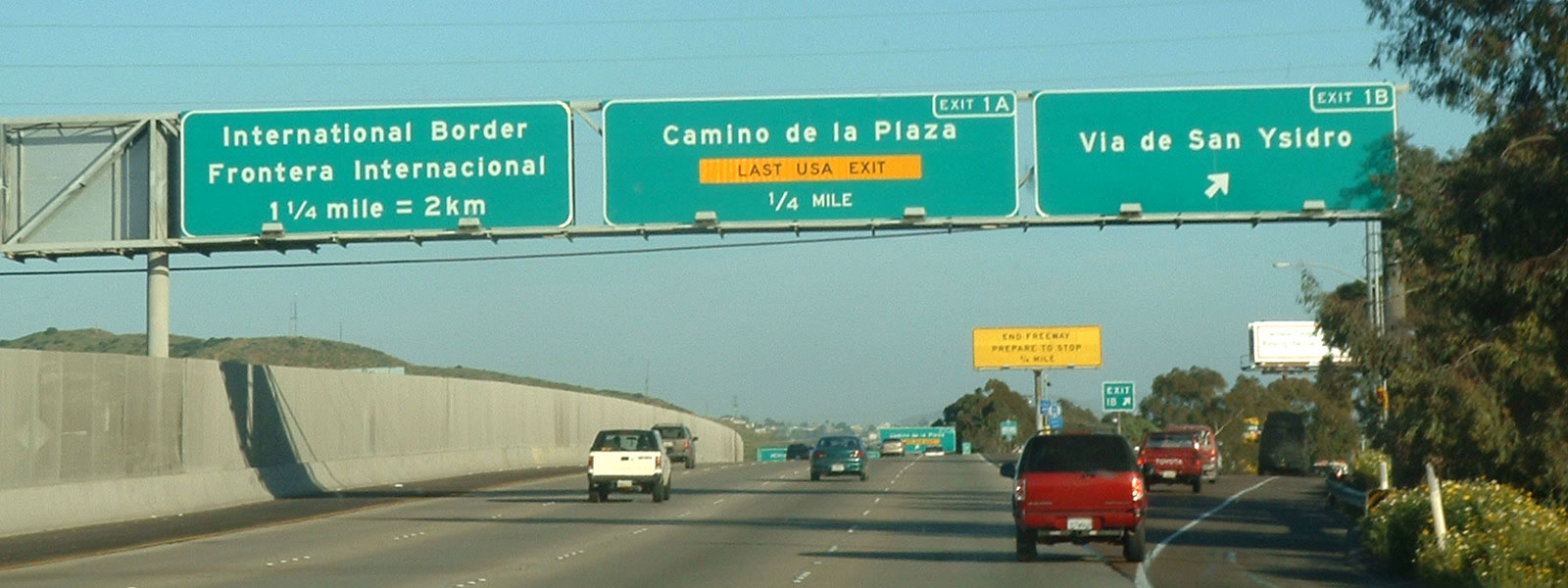
Signalisation bilingue (anglais/espagnol) à proximité de la frontière mexicaine, dans le comté de San Diego (Californie).

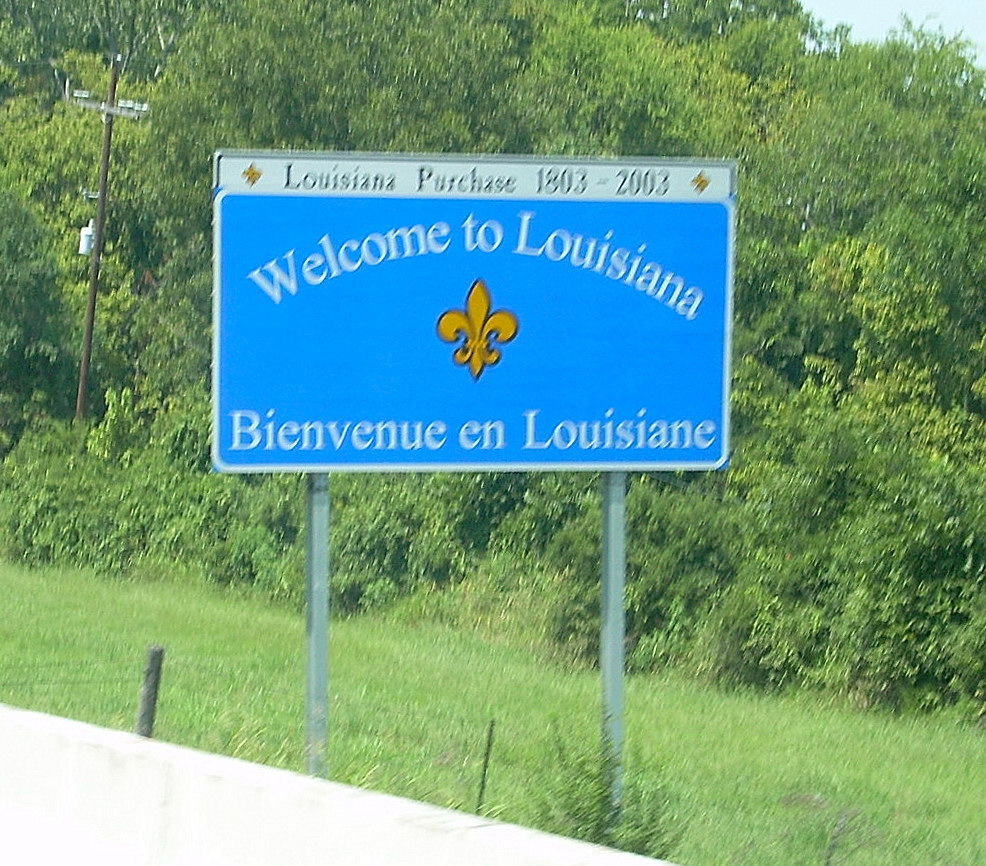
Panneau bilingue franco-anglais à l'entrée de la Louisiane.

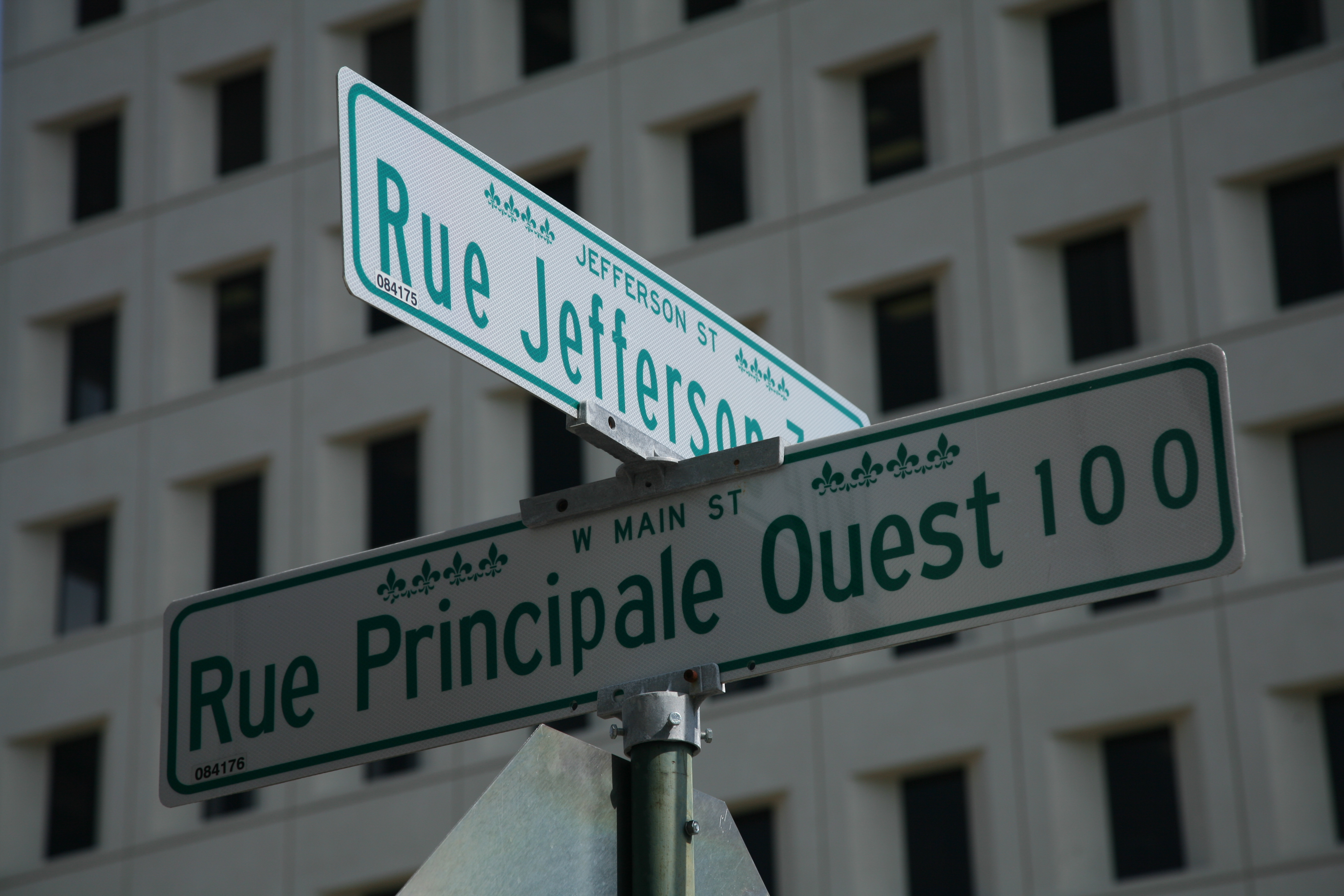
Plaques bilingues des noms des rues de Lafayette dans la région de l'Acadiane en Louisiane.

Aux États-Unis, l'anglais est la seule langue des administrations publiques.
Dans quelques États (Floride, Californie et Nouveau-Mexique), la présence d'une large communauté hispanophone bien établie impose un bilinguisme anglais/espagnol de fait.
Les panneaux de sécurité incluent parfois une version en espagnol, même dans les zones où la présence de cette communauté est moindre (comme à New York ou Chicago).
La signalisation routière, cependant, n'est normalement jamais bilingue, mais toujours affichée exclusivement en anglais (seuls les toponymes de certaines régions apparaissent en espagnol).
L'utilisation de pictogrammes dans les textes complémentaires est très rare, la préférence allant plutôt aux textes écrits (effet de la grande diffusion internationale de l'anglais).
Une exception à ces politiques est visible à la frontière du Mexique, où apparaît une signalisation bilingue incluant des panneaux STOP en double forme (STOP/ALTO), tel que requis par l'Accord de libre-échange nord-américain.
Dans les régions originellement francophones (la Louisiane) ou avec une forte présence germanique (la Pennsylvanie), les indications bilingues se limitent aux plaques de dénomination des rues dans les quartiers historiques de quelques villes.
Elles ne constituent pas seulement une initiative à caractère touristique, sans lien avec les politiques officielles de signalisation routière, mais un témoignage de l'identité culturelle et linguistique de la région, notamment francophone pour la Louisiane ou encore le Maine.
Les autoroutes américaines comportent cependant de nombreuses instructions en français entre les villes de Plattsburgh et de Burlington et la frontière entre les États-Unis et le Québec, conséquence des nombreux déplacements entre le sud du Québec et ces deux villes de l'État de New York et du Vermont.

### Inde

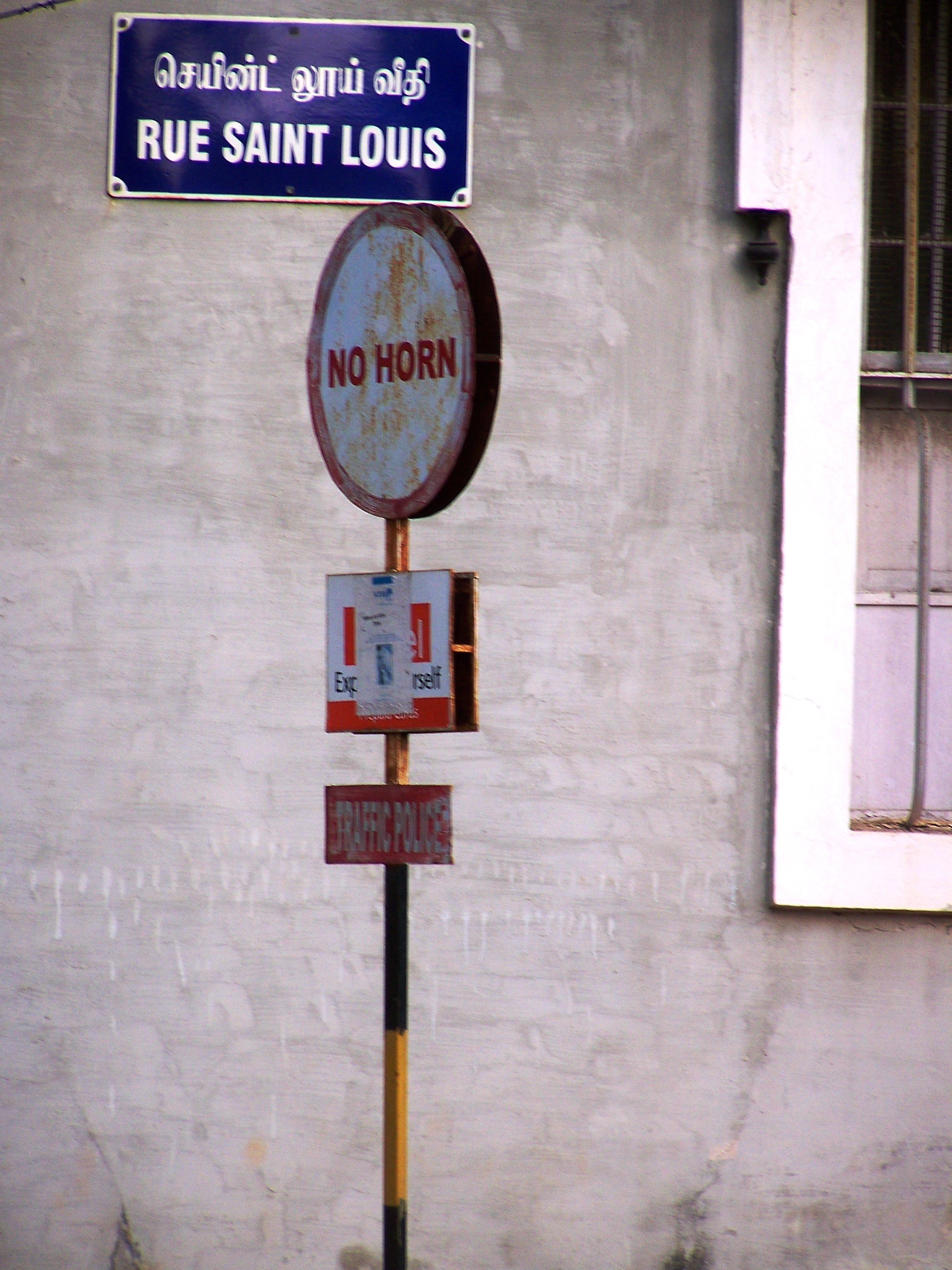
Signalisation bilingue tamoul/français à Pondichéry.

En Inde, où 23 langues officielles sont reconnues dans les différents États, ce sont le hindi et l'anglais qui sont officiels au niveau national, et les panneaux sont bien souvent multilingues, alliant la langue officielle de l'État au hindi et l'anglais.
À Pondichéry, le français vient se superposer à la signalisation bilingue tamoul/anglais. Certains panneaux de rues ont conservé le nom français, datant de l'époque du comptoir de la Compagnie française des Indes orientales.

### Indonésie

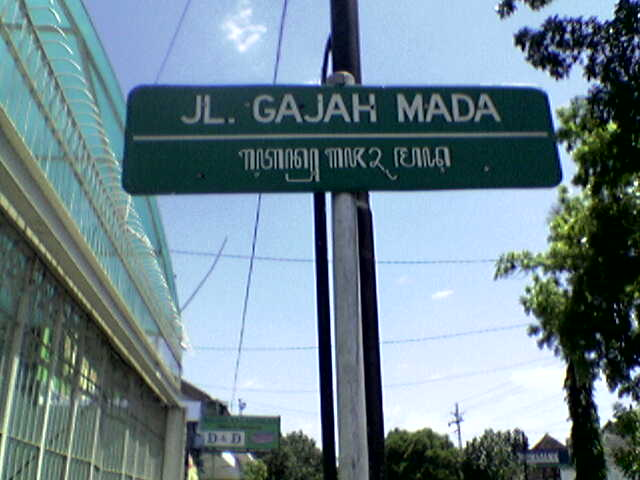
Plaque de la rue Gajah Mada à Surakarta, en alphabets latin et javanais.

L'Indonésie est un pays multilingue. Moins de 20 % de la population a l'indonésien, la langue nationale, comme première langue. Celle-ci est majoritairement une des langues régionales du pays. Le bilinguisme est donc une situation générale en Indonésie.
Des plaques de noms de rue à la fois bilingues et en deux systèmes d'écriture (latine et locale) sont apparues dans les régions possédant une tradition d'écriture propre : Bali (alphabet balinais), Java central (alphabet javanais), sud de Célèbes (alphabet lontara).
Ce mouvement s'est accéléré dans le nouveau contexte d'autonomie régionale en Indonésie.

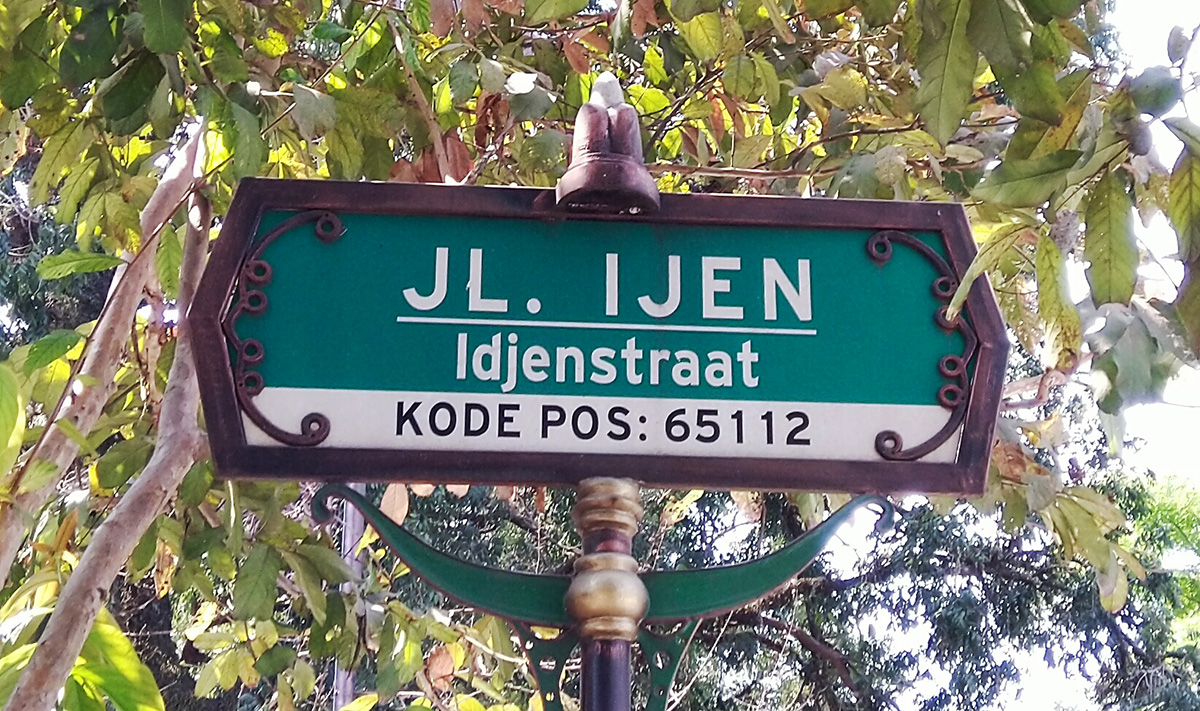
Plaque bilingue indonésien-néerlandais à Malang

Un cas particulier est la ville de Malang, 2ème ville de la province de Java oriental, où certaines rues sont signalées en indonésien et en néerlandais.

### Iran

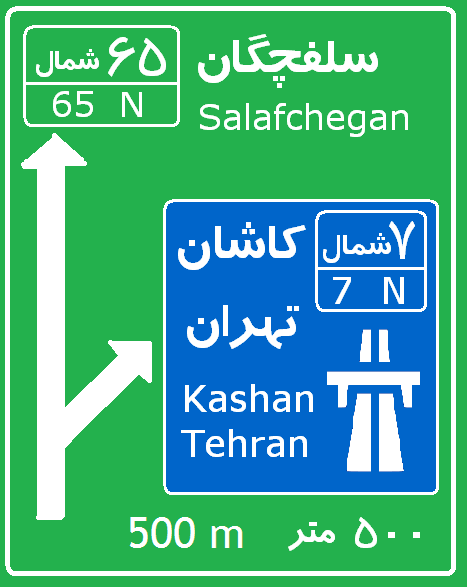

La langue de l'Iran est le persan, qui s'écrit avec l'alphabet arabe. Les panneaux de signalisation utilisent également des transcriptions en alphabet latin.

### Israël

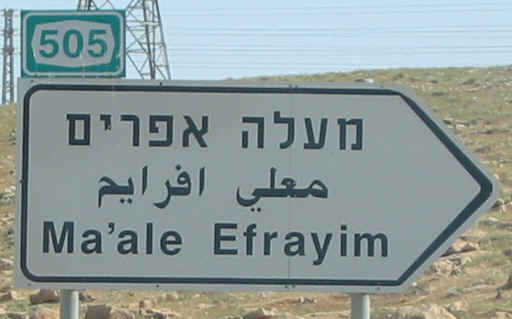
Panneau trilingue en hébreu, et transcriptions arabe et latine (Israël).

En Israël, la signalisation affiche habituellement les indications en hébreu et en arabe et ensuite en caractères latins.

### Japon

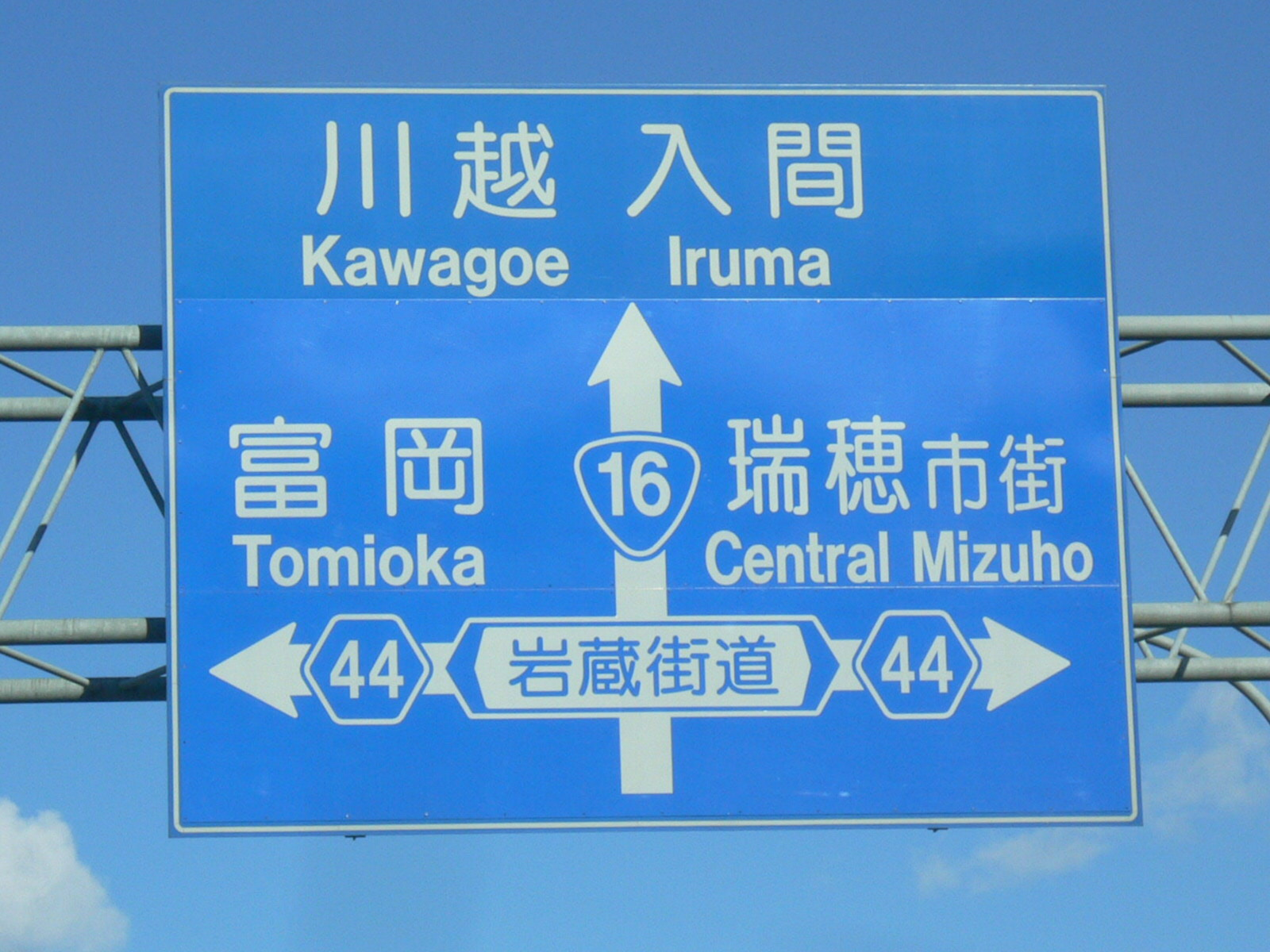
Signalisation avec transcription en alphabet latin au Japon.

Le Japon n'a que très peu de régions bilingues : la base militaire américaine d'Okinawa et les zones de langue aïnou.
Cependant, puisque le Japon utilise une écriture qui lui est unique, les indications sont généralement transcrites en alphabet latin (ou en anglais lorsqu'il s'agit de textes plutôt que de toponymes).
Dans la préfecture de Hokkaidō, notamment dans sa partie la plus septentrionale, certains panneaux de signalisation sont trilingues, le russe s'ajoutant au japonais et à l'anglais.

### Kazakhstan
Au Kazakhstan, dont la langue officielle est le kazakh, mais où le russe reste « langue de communication interethnique » (язык межнационального общения), la signalisation utilise la double transcription kazakhe-russe, parfois augmentée d'indications en langue anglaise.

### Nouvelle-Zélande
En Nouvelle-Zélande, les langues officielles sont l'anglais et le maori (parlé par 4 % de la population).
Les divers paliers de gouvernements, ainsi que les services publics, sont en train de se doter d'une signalisation et de dénominations bilingues.
Cependant, du côté du réseau routier, on tente au contraire de limiter l'utilisation du bilinguisme, sous prétexte de garantir une meilleure lisibilité des panneaux routiers[réf. nécessaire].
La signalisation demeure donc monolingue anglaise dans la plupart des cas.
Elle n'est bilingue qu'aux environs des points d'intérêt culturel majeurs.

### Russie
En Russie, comme dans plusieurs autres pays qui n'utilisent pas l'alphabet latin, la signalisation des indications sur les itinéraires principaux et dans les régions touristiques est habituellement affichée dans la double version en alphabet cyrillique avec transcription en caractères latins.

## Signalisation multilingue d'orientation et de sécurité

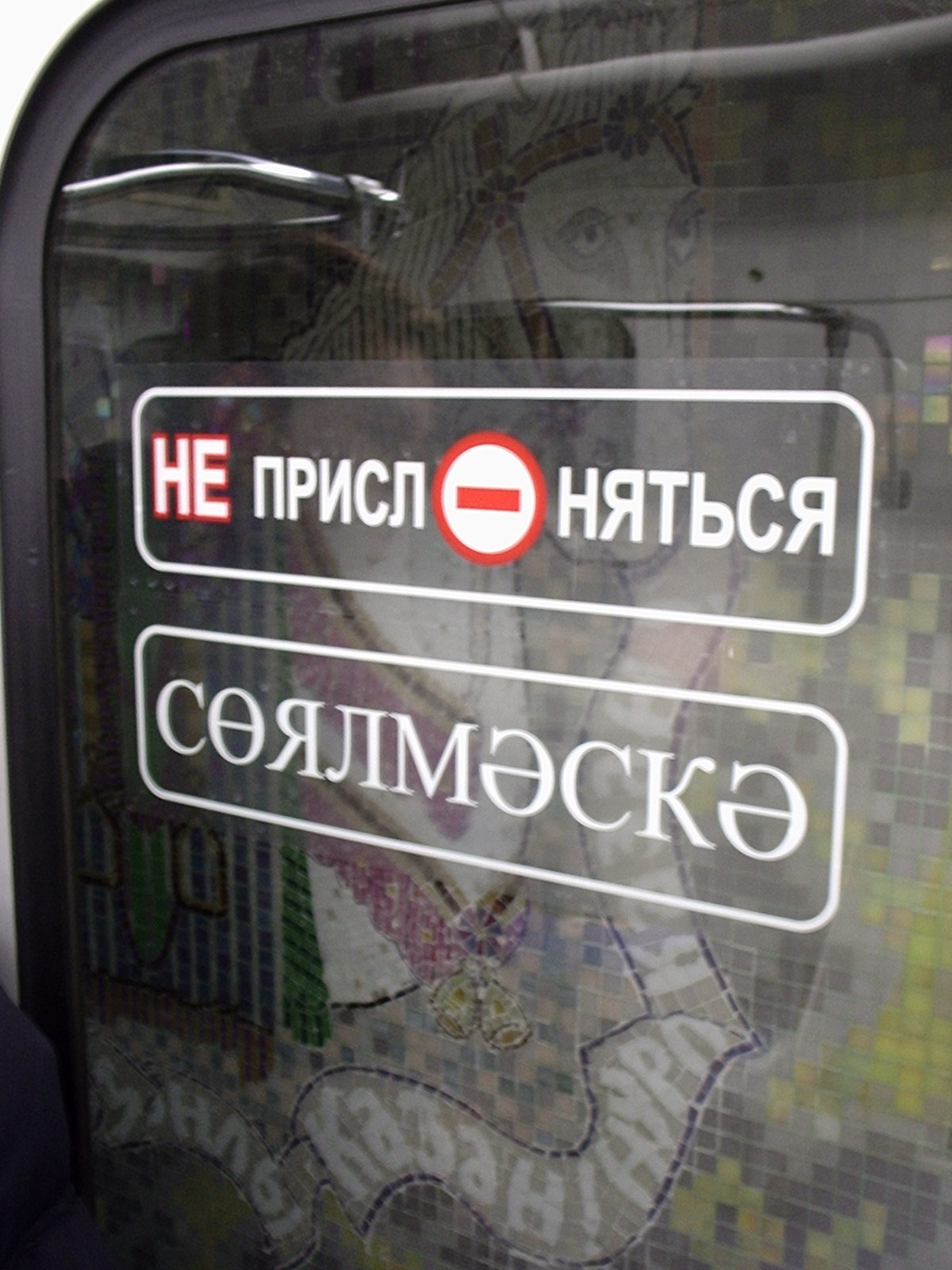
Signalisation bilingue russe/tatar au Métro de Kazan.

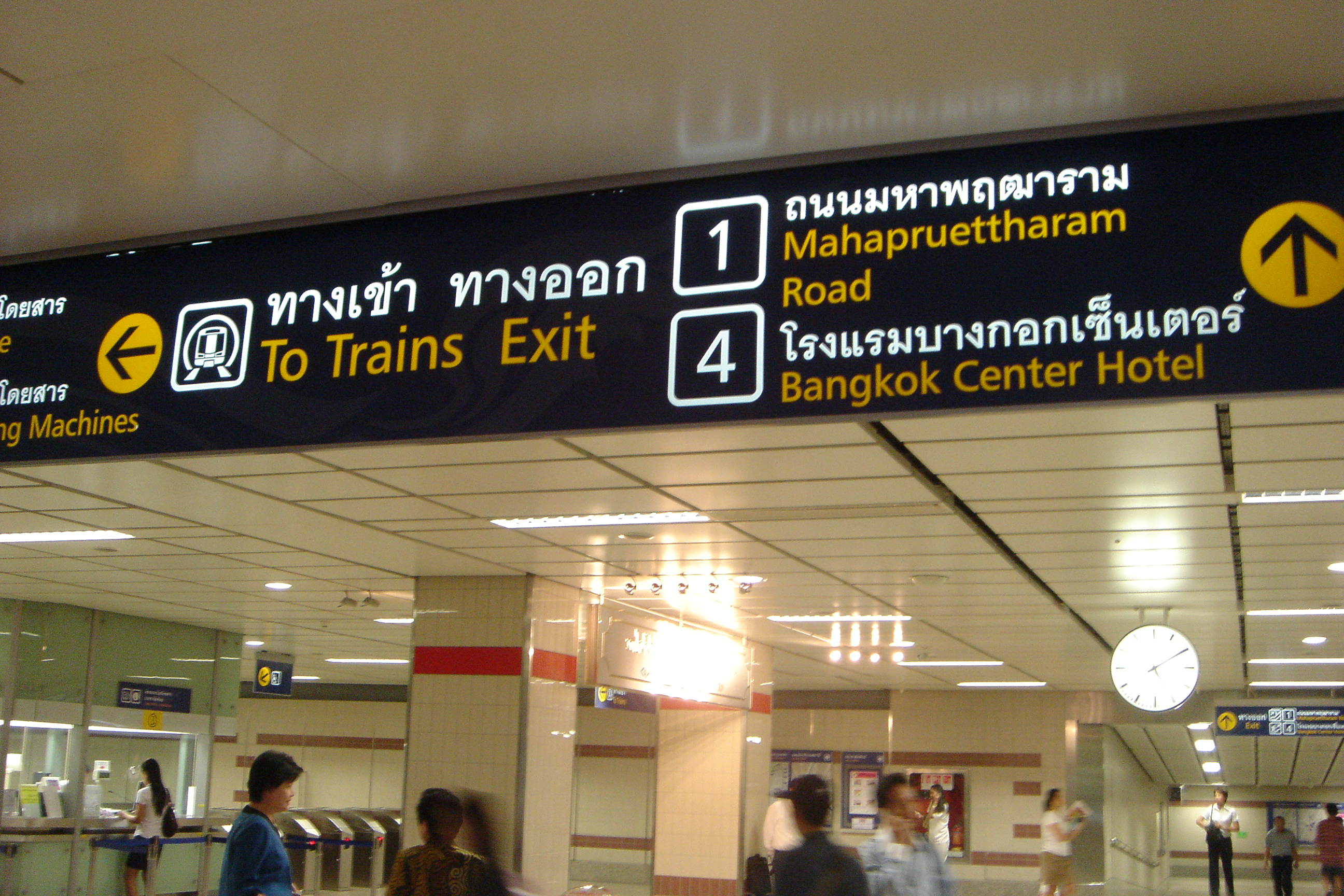
Indications bilingues en thaï et en anglais dans la région métropolitaine de Bangkok (Thaïlande).

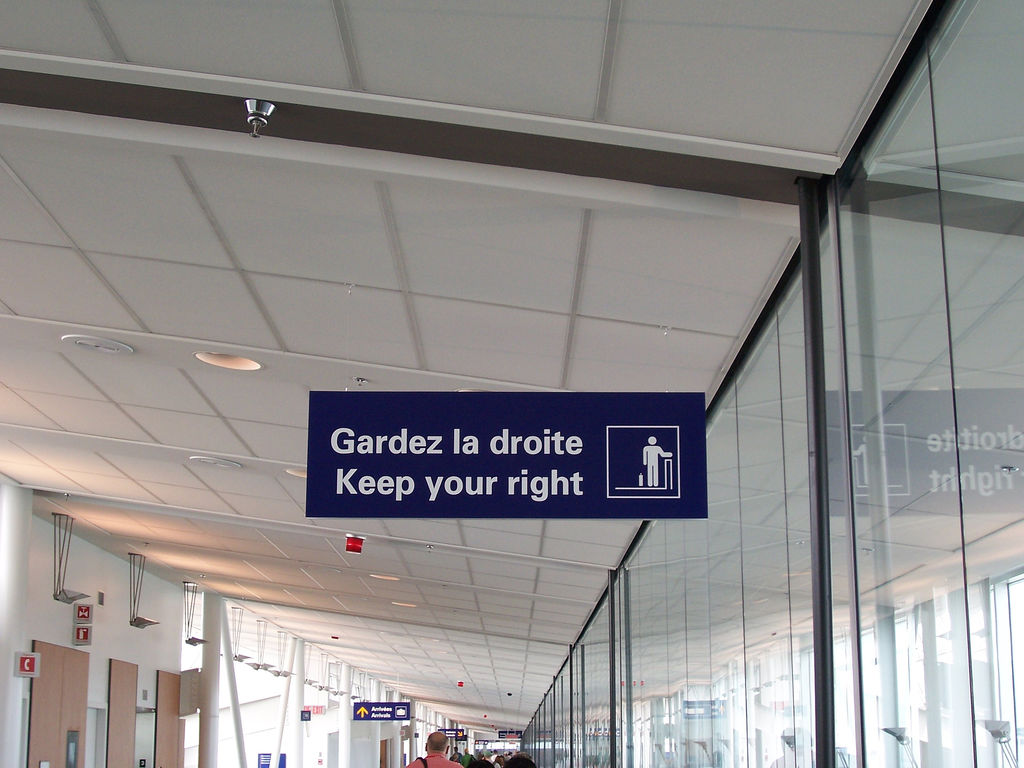
Panneau bilingue en français et en anglais à l'aéroport Pierre-Trudeau, à Montréal (Canada).

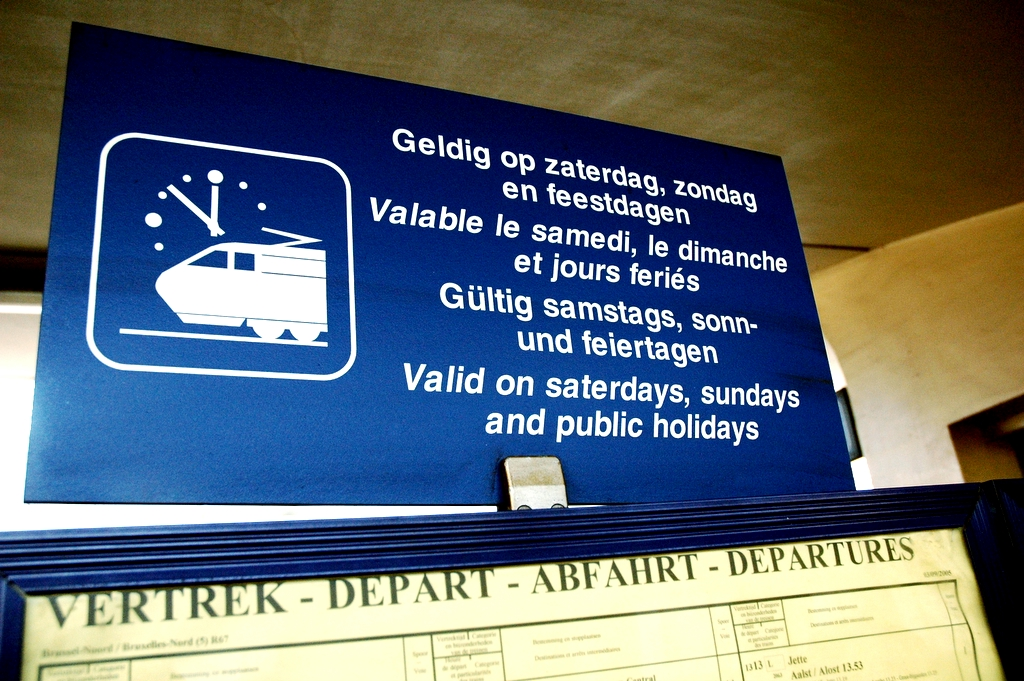
Indications quadrilingues en néerlandais, français, allemand et anglais à la Gare du Nord, à Bruxelles (Belgique).

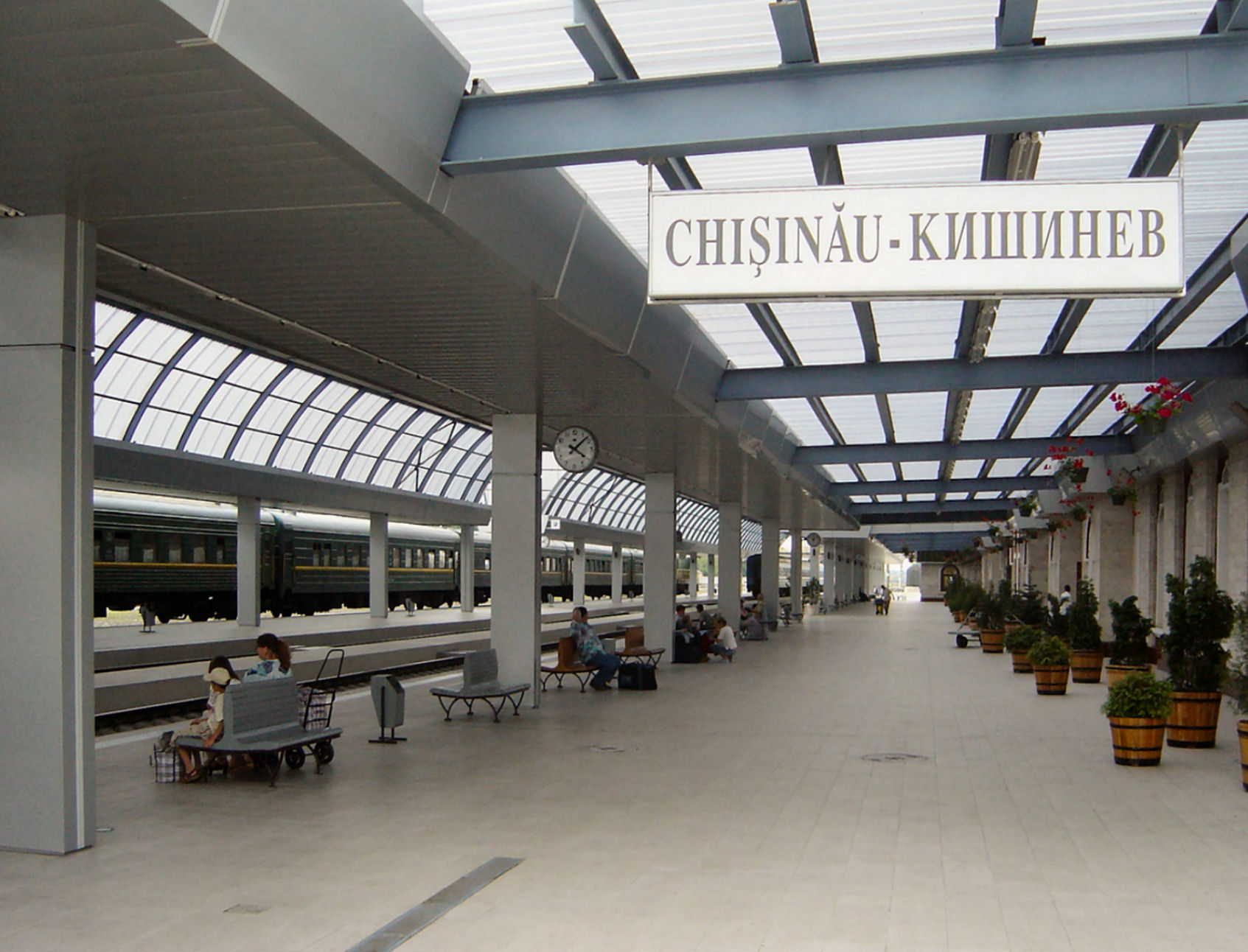
Panneau bilingue roumain et russe à la gare de Chișinău, capitale de la Moldavie.

Indépendamment du statut linguistique d'un territoire, il est souvent nécessaire d'utiliser la signalisation multilingue à proximité des frontières ou dans les carrefours majeurs, à proximité des grandes institutions internationales, etc. Contrairement à la signalisation routière (pour laquelle la spécificité locale respecte des standards nationaux et internationaux de composition et est officiellement encadrée) cet autre type de signalisation n'est habituellement pas standardisé (à l'exception de la signalisation de sécurité).

### Signalisation touristique et d'orientation
La signalisation multilingue d'orientation est habituellement affichée dans les grands centres de transit, même à l'intérieur de territoires traditionnellement monolingues. N'étant pas standardisés, ces panneaux se présentent sous des formes très diverses :
- Aéroports, stations ferroviaires et ports : ils constituent les points de rencontres les plus « internationaux ». Le règle prévoit habituellement l'emploi de pictogrammes faciles à comprendre, ainsi que de la langue nationale, puis de l'anglais la plupart du temps et parfois d'une autre langue (par exemple, en Europe on retrouve souvent le français, l'allemand et/ou l'espagnol). Dans les nouvelles stations maritimes de Marseille (France), la signalisation d'orientation est entièrement en français et en arabe, car les déplacements de passagers vers l'Algérie et la Tunisie représentent 50 % du trafic total. Au Pays basque français, les stations ferroviaires SNCF d'importances nationales (par exemple Bayonne et Hendaye) affichent les indications en français et en anglais (afin de favoriser les déplacements touristiques), alors que les stations régionales et secondaires affichent les indications en français et en basque.
- Gares métropolitaines, places publiques, services publics urbains, hôpitaux, grands centres commerciaux : principalement dans les régions métropolitaines, il existe un nombre croissant de services de transport qui emploient des indications bilingues, en langue locale souvent accompagnée d'une traduction en anglais (ou parfois d'une autre langue parlée par un grand nombre d'utilisateurs).
- Postes frontières : les informations sont affichées dans toutes les langues des pays voisins, et souvent de l'anglais. Elles sont normalement de type administratif.
- Quartiers touristiques : les indications incluent normalement les langues parlées par les principaux groupes de visiteurs. L'affichage n'étant pas standardisé, il varie beaucoup d'un endroit à l'autre.
- Les secteurs urbains abritant une large communauté ethnique, par exemple Little Italy (à New York ou Toronto), ou Chinatown (à Los Angeles ou New York), etc. : l'utilisation de noms de rue et d'affiches dans la deuxième langue reflète davantage un effort de valorisation touristique qu'une tentative de protection de la langue.
- Sièges sociaux d'organismes internationaux, gouvernementaux ou d'entités multilingues : au sein de l'Union européenne, les sites des institutions communautaires utilisent normalement l'affichage en anglais, français et allemand (qui sont les langues de travail de l'Union), ou sinon, la succession alphabétique des 20 langues officielles de l'Union (sacrifiant ainsi la lisibilité immédiate de l'indication).

### Signalisation de sécurité
La signalisation de sécurité devrait respecter les indications contenues dans la norme ISO 7010 (Symboles graphiques -- Couleurs de sécurité et signaux de sécurité -- Signaux de sécurité utilisés sur les lieux de travail et dans les lieux publics. Cependant, l'existence de normes et standards différents dans chaque pays ne permet pas de conserver un si haut degré d'homogénéité dans l'affichage. La norme ISO prévoit l'emploi de pictogrammes, éventuellement accompagnés de textes brefs transcrits dans la langue nationale. Ces textes sont parfois affichés en double forme, incluant une seconde version (en anglais, ou dans la langue d'usage d'une minorité souvent présente sur les lieux). Par exemple, dans les régions américaines à forte densité de travailleurs hispanique, la signalisation de sécurité est normalement affichée en anglais et en espagnol (l'emploi de pictogrammes n'étant pas très répandu).

## Sources
- (it) Cet article est partiellement ou en totalité issu de l’article de Wikipédia en italien intitulé « Segnaletica bilingue » (voir la liste des auteurs).
- (it) Francescato, G. Le aree bilingui e le regioni di confine. Angeli
- (it) Baldacci, O. Geografia e toponomastica. S.G.I.
- (en) Baines, Phil. Dixon, Catherin. Signs. UK: Laurence King Co., 2004 (trad.ital. Segnali: grafica urbana e territoriale. Modena: Logos, 2004)
- (fr) Boudreau, A. Dubois, L. Bulot, T. Ledegen, G. Signalétiques et signalisations linguistiques et langagières des espaces de ville (configurations et enjeux sociolinguistiques). Revue de l'Université de Moncton Vol. 36  n.1. Moncton (Nouveau-Brunswick, Canada) : université de Moncton, 2005.
- (en) Bhatia, Tej K. Ritchie, William C. Handbook of Bilingualism. Oxford: Blackwell Publishing, 2006.